# Lista conducătorilor de stat în anul 2019
Lista conducătorilor de stat în anul 2019 se bazează pe Lista statelor lumii și pe Lista de teritorii dependente, așa cum sunt ele cunoscute de la 1 ianuarie pâna la 31 decembrie 2019. 
Lista principală numără, în anul 2019, 193 state membre în cadrul ONU. Listele adiționale conțin:  State independente recunoscute parțial de comunitatea internațională, State independente nerecunoscute, Teritorii independente de facto,  Entități cu statut apropiat de cel de stat,  Territorii nesuverane, autonome sau cu administrație specială și Guverne alternative și / sau în exil. .
Șefii executivului statelor suverane sunt în principal șefii de stat și șefii de guvern:
- Un șef de stat este o persoană fizică, uneori  juridică, care reprezintă simbolic continuitatea și legitimitatea statului. Lui îi sunt rezervate în mod tradițional diverse funcții: reprezentarea externă, promulgarea legilor, nominalizarea titularilor unor funcții publice la nivel înalt. În funcție de stat el poate fi cel mai important deținător al puterii executive sau doar să personalizeze puterea supremă exercitată în numele lui de alte personalități politice.
- Un șef de guvern este o persoană fizică care deține primul sau al doilea rol executiv (conform tipului de regim politic) și se află în fruntea guvernului adică a  totalității miniștrilor sau secretarilor de stat însărcinați cu responsabilități executive.

În cazul teritoriilor autonome și a altor colectivități nesuverane, adică dependente de un stat suveran, titlurile șefului executiv local sunt diferite: prefect, bailiff, guvernator, președinte, etc.

## State independente recunoscute cvasigeneral
| Statul                                                                               | Funcția                                                                | Numele                                                                                      | Începând cu                            |
| ------------------------------------------------------------------------------------ | ---------------------------------------------------------------------- | ------------------------------------------------------------------------------------------- | -------------------------------------- |
| Afganistan                                                                           | Președinte al Republicii                                               | Ashraf Ghani                                                                                | 29 septembrie 2014                     |
| Afganistan                                                                           | Șef al executivului (prim-ministru)                                    | Abdullah Abdullah                                                                           | 29 septembrie 2014                     |
| Africa de Sud · (vezi și : §12)                                                      | Președinte al Republicii                                               | Cyril Ramaphosa                                                                             | 14 februarie 2018                      |
| Albania                                                                              | Președinte al Republicii                                               | Ilir Meta                                                                                   | 24 iulie 2017                          |
| Albania                                                                              | Prim-ministru                                                          | Edi Rama                                                                                    | 15 septembrie 2013                     |
| Algeria                                                                              | Președinți ai Republicii (succesivi)                                   | Abdelmadjid Tebboune                                                                        | 19 decembrie 2019                      |
| Algeria                                                                              | Președinți ai Republicii (succesivi)                                   | Abdelkader Bensalah (interimar)                                                             | 2 aprilie 2019                         |
| Algeria                                                                              | Președinți ai Republicii (succesivi)                                   | Abdelaziz Bouteflika                                                                        | 27 aprilie 1999                        |
| Algeria                                                                              | Prim-miniștri (succesivi)                                              | Abdelaziz Djerrad                                                                           | 28 decembrie 2019                      |
| Algeria                                                                              | Prim-miniștri (succesivi)                                              | Sabri Boukadoum (interimar)                                                                 | 19 decembrie 2019                      |
| Algeria                                                                              | Prim-miniștri (succesivi)                                              | Noureddine Bedoui                                                                           | 12 martie 2019                         |
| Algeria                                                                              | Prim-miniștri (succesivi)                                              | Ahmed Ouyahia                                                                               | 16 august 2017                         |
| Andorra                                                                              | Coprinț episcopal                                                      | Joan Enric Vives Sicília                                                                    | 12 mai 2003                            |
| Andorra                                                                              | Coprinț francez                                                        | Emmanuel Macron                                                                             | 14 mai 2017                            |
| Andorra                                                                              | Reprezentant personal al coprințului episcopal                         | Josep Maria Mauri                                                                           | 20 iulie 2012                          |
| Andorra                                                                              | Reprezentant personal al coprințului francez                           | Patrick Strzoda                                                                             | 15 mai 2017                            |
| Andorra                                                                              | Șefi ai guvernului (succesivi)                                         | Xavier Espot Zamora                                                                         | 19 mai 2019                            |
| Andorra                                                                              | Șefi ai guvernului (succesivi)                                         | Antoni Martí                                                                                | 1 aprilie 2015                         |
| Angola                                                                               | Președinte al Republicii                                               | João Lourenço                                                                               | 26 septembrie 2017                     |
| Antigua și Barbuda · (vezi și:§12)                                                   | Regină                                                                 | Elisabeta a II-a                                                                            | 1 noiembrie 1981                       |
| Antigua și Barbuda · (vezi și:§12)                                                   | Guvernator general                                                     | sir Rodney Williams                                                                         | 14 august 2014                         |
| Antigua și Barbuda · (vezi și:§12)                                                   | Prim-ministru                                                          | Gaston Browne                                                                               | 13 iunie 2014                          |
| Arabia Saudită                                                                       | Rege                                                                   | Salman                                                                                      | 23 ianuarie 2015                       |
| Arabia Saudită                                                                       | Președinte al Consiliului de Miniștri                                  | Salman                                                                                      | 23 ianuarie 2015                       |
| Argentina · (vezi și: §12)                                                           | Președinți ai Națiunii (succesivi)                                     | Alberto Fernández                                                                           | 10 decembrie 2019                      |
| Argentina · (vezi și: §12)                                                           | Președinți ai Națiunii (succesivi)                                     | Mauricio Macri                                                                              | 10 decembrie 2015                      |
| Argentina · (vezi și: §12)                                                           | Șefi ai cabinetului (succesivi)                                        | Santiago Cafiero                                                                            | 10 decembrie 2019                      |
| Argentina · (vezi și: §12)                                                           | Șefi ai cabinetului (succesivi)                                        | Marcos Peña                                                                                 | 10 decembrie 2015                      |
| Armenia                                                                              | Președinte al Republicii                                               | Armen Sarkissian                                                                            | 9 aprilie 2018                         |
| Armenia                                                                              | Prim-minstru                                                           | Nikol Pashinyan ,                                                                           | 8 mai 2018                             |
| Australia · (vezi și: §5)                                                            | Regină                                                                 | Elisabeta a II-a                                                                            | 6 februarie 1952                       |
| Australia · (vezi și: §5)                                                            | Guvernatori generali (succesivi)                                       | David Hurley                                                                                | 1 iulie 2019                           |
| Australia · (vezi și: §5)                                                            | Guvernatori generali (succesivi)                                       | sir Peter Cosgrove                                                                          | 27 martie 2014                         |
| Australia · (vezi și: §5)                                                            | Prim-ministru                                                          | Scott Morrison                                                                              | 24 august 2018                         |
| Austria                                                                              | Președinte federal al Republicii                                       | Alexander Van der Bellen                                                                    | 26 ianuarie 2017                       |
| Austria                                                                              | Cancelari federali (succesivi)                                         | Brigitte Bierlein                                                                           | 3 iunie 2019                           |
| Austria                                                                              | Cancelari federali (succesivi)                                         | Hartwig Löger (interimar)                                                                   | 28 mai 2019                            |
| Austria                                                                              | Cancelari federali (succesivi)                                         | Sebastian Kurz                                                                              | 18 decembrie 2017                      |
| Azerbaidjan · (vezi și: §3 și §12)                                                   | Președinte al Republicii                                               | Ilham Aliyev ,                                                                              | 15 octombrie 2003                      |
| Azerbaidjan · (vezi și: §3 și §12)                                                   | Prim-miniștri (succesivi)                                              | Ali Asadov                                                                                  | 8 octombrie 2019                       |
| Azerbaidjan · (vezi și: §3 și §12)                                                   | Prim-miniștri (succesivi)                                              | Novruz Mammadov                                                                             | 21 aprilie 2018                        |
| Bahamas                                                                              | Regină                                                                 | Elisabeta a II-a                                                                            | 10 iulie 1973                          |
| Bahamas                                                                              | Guvernatori generali (succesivi)                                       | sir Cornelius A. Smith                                                                      | 28 iunie 2019                          |
| Bahamas                                                                              | Guvernatori generali (succesivi)                                       | dame Marguerite Pindling ,                                                                  | 8 iulie 2014                           |
| Bahamas                                                                              | Prim-ministru                                                          | Hubert Minnis                                                                               | 11 mai 2017                            |
| Bahrain                                                                              | Rege                                                                   | șeic Hamad bin Isa al Khalifa                                                               | 6 martie 1999                          |
| Bahrain                                                                              | Prim-ministru (ministru președinte)                                    | șeic Khalifa bin Salman al-Khalifa ,                                                        | 19 ianuarie 1970                       |
| Bangladesh                                                                           | Președinte al Republicii                                               | Abdul Hamid                                                                                 | 20 martie 2013                         |
| Bangladesh                                                                           | Prim-ministru                                                          | șeica Hasina Wazed ,                                                                        | 6 ianuarie 2009                        |
| Barbados                                                                             | Regină                                                                 | Elisabeta a II-a                                                                            | 30 noiembrie 1966                      |
| Barbados                                                                             | Guvernatoare generalǎ                                                  | dame Sandra Mason                                                                           | 8 ianuarie 2018                        |
| Barbados                                                                             | Prim-ministru                                                          | Mia Mottley                                                                                 | 25 mai 2018                            |
| Belarus (vezi și : §14)                                                              | Președinte                                                             | Aleksandr Lukașenko                                                                         | 20 iulie 1994                          |
| Belarus (vezi și : §14)                                                              | Prim-ministru                                                          | Siarhiej Rumas                                                                              | 18 august 2018                         |
| Belgia                                                                               | Rege (al belgienilor)                                                  | Filip                                                                                       | 21 iulie 2013                          |
| Belgia                                                                               | Prim-miniștri (succesivi)                                              | Sophie Wilmès                                                                               | 28 octombrie 2019                      |
| Belgia                                                                               | Prim-miniștri (succesivi)                                              | Charles Michel                                                                              | 11 noiembrie 2014                      |
| Belize                                                                               | Regină                                                                 | Elisabeta a II-a                                                                            | 21 septembrie 1981                     |
| Belize                                                                               | Guvernator general                                                     | sir Colville Young                                                                          | 17 noiembrie 1993                      |
| Belize                                                                               | Prim-ministru                                                          | Dean Barrow                                                                                 | 8 februarie 2008                       |
| Benin                                                                                | Președinte al Republicii                                               | Patrice Talon                                                                               | 6 aprilie 2016                         |
| Bhutan                                                                               | Rege                                                                   | Jigme Khesar Namgyel Wangchuck                                                              | 14 decembrie 2006                      |
| Bhutan                                                                               | Prim-ministru (lyonchen)                                               | lyonchen Lotay Tshering                                                                     | 7 noiembrie 2018                       |
| Birmania                                                                             | Președinte al Republicii                                               | Win Myint                                                                                   | 30 martie 2018                         |
| Birmania                                                                             | Consilier de Stat (prim-ministru)                                      | Aung San Suu Kyi                                                                            | 6 aprilie 2016                         |
| Bolivia                                                                              | Președinți constituționali ai statului plurinațional (succesivi)       | Jeanine Áñez (interimarǎ)                                                                   | 12 noiembrie 2019                      |
| Bolivia                                                                              | Președinți constituționali ai statului plurinațional (succesivi)       | funcție vacantă                                                                             | 10 noiembrie 2019                      |
| Bolivia                                                                              | Președinți constituționali ai statului plurinațional (succesivi)       | Evo Morales                                                                                 | 22 ianuarie 2006                       |
| Bosnia și Herzegovina                                                                | Președinți ai Consiliului Prezidențial (succesivi)                     | Željko Komšić                                                                               | 20 iulie 2019                          |
| Bosnia și Herzegovina                                                                | Președinți ai Consiliului Prezidențial (succesivi)                     | Milorad Dodik                                                                               | 20 noiembrie 2018                      |
| Bosnia și Herzegovina                                                                | Președinți ai Consiliului de Miniștri (succesivi)                      | Zoran Tegeltija                                                                             | 5 decembrie 2019                       |
| Bosnia și Herzegovina                                                                | Președinți ai Consiliului de Miniștri (succesivi)                      | Denis Zvizdić                                                                               | 11 februarie 2015                      |
| Bosnia și Herzegovina                                                                | Înalt reprezentant internațional                                       | Valentin Inzko (Austria)                                                                    | 26 martie 2009                         |
| Botswana                                                                             | Președinte al Republicii                                               | Mokgweetsi Masisi                                                                           | 1 aprilie 2018                         |
| Brazilia · (vezi și : §12)                                                           | Președinți ai Republicii federale                                      | Hamilton Mourão , (interimar)                                                               | 8 septemberi 2019 - 18 septembrie 2019 |
| Brazilia · (vezi și : §12)                                                           | Președinți ai Republicii federale                                      | Hamilton Mourão (interimar)                                                                 | 28 ianuarie 2019 - 30 ianuarie 2019    |
| Brazilia · (vezi și : §12)                                                           | Președinți ai Republicii federale                                      | Jair Bolsonaro                                                                              | 1 ianuarie 2019                        |
| Brunei                                                                               | Sultan [și suveran (Yang Di Pertuan)]                                  | sir Hassanal Bolkiah                                                                        | 5 octombrie 1967                       |
| Brunei                                                                               | Prim-ministru                                                          | sir Hassanal Bolkiah                                                                        | 1 ianuarie 1984                        |
| Bulgaria                                                                             | Președinte al Republicii                                               | Rumen Radev                                                                                 | 22 ianuarie 2017                       |
| Bulgaria                                                                             | Prim-ministru (ministru președinte)                                    | Boiko Borisov                                                                               | 4 mai 2017                             |
| Burkina Faso                                                                         | Președinte al Faso (Republicii)                                        | Roch Marc Christian Kaboré                                                                  | 29 decembrie 2015                      |
| Burkina Faso                                                                         | Prim-miniștri (succesivi)                                              | Christophe Joseph Marie Dabiré                                                              | 24 ianuarie 2019                       |
| Burkina Faso                                                                         | Prim-miniștri (succesivi)                                              | Paul Kaba Thiéba                                                                            | 6 ianuarie 2016                        |
| Burundi                                                                              | Președinte al Republicii                                               | Pierre Nkurunziza                                                                           | 26 august 2005                         |
| Cambodgia                                                                            | Rege                                                                   | Norodom Sihamoni                                                                            | 29 octombrie 2004                      |
| Cambodgia                                                                            | Prim-ministru                                                          | samdech Hun Sen                                                                             | 31 decembrie 1984                      |
| Camerun                                                                              | Președinte al Republicii                                               | Paul Biya                                                                                   | 6 noiembrie 1982                       |
| Camerun                                                                              | Prim-miniștri (succesivi)                                              | Joseph Dion Ngute                                                                           | 4 ianuarie 2019                        |
| Camerun                                                                              | Prim-miniștri (succesivi)                                              | Philémon Yang                                                                               | 30 iunie 2009                          |
| Canada                                                                               | Regină                                                                 | Elisabeta a II-a                                                                            | 6 februarie 1952                       |
| Canada                                                                               | Guvernatoare generalǎ                                                  | Julie Payette                                                                               | 2 octombrie 2017                       |
| Canada                                                                               | Prim-ministru                                                          | Justin Trudeau                                                                              | 4 noiembrie 2015                       |
| Capul Verde                                                                          | Președinte al Republicii                                               | Jorge Carlos Fonseca                                                                        | 21 august 2011                         |
| Capul Verde                                                                          | Prim-ministru                                                          | Ulisses Correia e Silva                                                                     | 22 aprilie 2016                        |
| Cehia                                                                                | Președinte al Republicii                                               | Miloš Zeman                                                                                 | 7 martie 2013                          |
| Cehia                                                                                | Prim-ministru (președinte al Guvernului)                               | Andrej Babiš                                                                                | 13 decembrie 2017                      |
| Centrafricană, Republica                                                             | Președinte al Republicii                                               | Faustin-Archange Touadéra                                                                   | 30 martie 2016                         |
| Centrafricană, Republica                                                             | Prim-miniștri (succesivi)                                              | Firmin Ngrébada                                                                             | 27 februarie 2019                      |
| Centrafricană, Republica                                                             | Prim-miniștri (succesivi)                                              | Simplice Sarandji                                                                           | 2 aprilie 2016                         |
| Chile · (vezi și : §12)                                                              | Președinte al Republicii                                               | Sebastián Piñera                                                                            | 11 martie 2018                         |
| China (vezi și : §2, §12 și §14)                                                     | Secretar general al Partidului Comunist Chinez                         | Xi Jinping                                                                                  | 15 noiembrie 2012                      |
| China (vezi și : §2, §12 și §14)                                                     | Președinte al Republicii                                               | Xi Jinping                                                                                  | 14 martie 2013                         |
| China (vezi și : §2, §12 și §14)                                                     | Premier al Consiliului de stat                                         | Li Keqiang                                                                                  | 16 martie 2013                         |
| Ciad                                                                                 | Președinte al Republicii                                               | Idriss Déby Itno                                                                            | 2 decembrie 1990                       |
| Cipru · (vezi și : §2)                                                               | Președinte al Republicii                                               | Nicos Anastasiades                                                                          | 28 februarie 2013                      |
| Coasta de Fildeș                                                                     | Președinte al Republicii                                               | Alassane Ouattara ,                                                                         | 4 decembrie 2010                       |
| Coasta de Fildeș                                                                     | Prim-ministru                                                          | Amadou Gon Coulibaly                                                                        | 10 ianuarie 2017                       |
| Columbia · (vezi și: §12)                                                            | Președinte al Republicii                                               | Iván Duque Márquez                                                                          | 1 august 2018                          |
| Comore                                                                               | Președinți ai Uniunii                                                  | Moustadroine Abdou (interimar)                                                              | 13 februarie 2019 - 2 aprilie 2019     |
| Comore                                                                               | Președinți ai Uniunii                                                  | Azali Assoumani ,                                                                           | 26 mai 2016                            |
| Congo, Republica                                                                     | Președinte al Republicii                                               | Denis Sassou-Nguesso ,                                                                      | 25 octombrie 1997                      |
| Congo, Republica                                                                     | Prim-ministru                                                          | Clément Mouamba                                                                             | 23 aprilie 2016                        |
| Congo, Republica Democrată                                                           | Președinți ai Republicii (succesivi)                                   | Félix Tshisekedi                                                                            | 24 ianuarie 2019                       |
| Congo, Republica Democrată                                                           | Președinți ai Republicii (succesivi)                                   | Joseph Kabila ,                                                                             | 17 ianuarie 2001                       |
| Congo, Republica Democrată                                                           | Prim-miniștri (succesivi)                                              | Sylvestre Ilunga                                                                            | 7 septembre 2019                       |
| Congo, Republica Democrată                                                           | Prim-miniștri (succesivi)                                              | Bruno Tshibala                                                                              | 18 mai 2017                            |
| Coreea, Republica                                                                    | Președinte al Republicii                                               | Moon Jae-in                                                                                 | 10 mai 2017                            |
| Coreea, Republica                                                                    | Prim-ministru                                                          | Lee Nak-yeon                                                                                | 31 mai 2017                            |
| Coreeană, R.P.D.                                                                     | Lider suprem                                                           | Kim Jong-un ,                                                                               | 29 decembrie 2011                      |
| Coreeană, R.P.D.                                                                     | Președinte al Partidului Muncii din Coreea                             | Kim Jong-un ,                                                                               | 9 mai 2016                             |
| Coreeană, R.P.D.                                                                     | Președinte al Comisiei Afacerilor de Stat                              | Kim Jong-un , .                                                                             | 29 iunie 2016                          |
| Coreeană, R.P.D.                                                                     | Președinți ai Prezidiului Adunării Populare Supreme (succesivi)        | Choe Ryong-hae                                                                              | 11 aprilie 2019                        |
| Coreeană, R.P.D.                                                                     | Președinți ai Prezidiului Adunării Populare Supreme (succesivi)        | Kim Yong-nam                                                                                | 5 septembrie 1998                      |
| Coreeană, R.P.D.                                                                     | Premieri ai Cabinetului (succesivi)                                    | Kim Jae-ryong                                                                               | 11 aprilie 2019                        |
| Coreeană, R.P.D.                                                                     | Premieri ai Cabinetului (succesivi)                                    | Pak Pong-ju                                                                                 | 1 aprilie 2013                         |
| Costa Rica                                                                           | Președinte al Republicii                                               | Carlos Alvarado                                                                             | 8 mai 2018                             |
| Croația                                                                              | Președintǎ a Republicii                                                | Kolinda Grabar-Kitarović                                                                    | 18 februarie 2015                      |
| Croația                                                                              | Prim-ministru (președinte al Guvernului)                               | Andrej Plenković                                                                            | 19 octombrie 2016                      |
| Cuba                                                                                 | Prim secretar al Partidului Comunist Cubanez                           | Raul Castro ,                                                                               | 31 iulie 2006                          |
| Cuba                                                                                 | Președinte al Republicii                                               | Miguel Díaz-Canel                                                                           | 10 octombrie 2019                      |
| Cuba                                                                                 | Președiți ai Consiliului de Stat                                       | funcție înlocuită                                                                           | 10 octombrie 2019                      |
| Cuba                                                                                 | Președiți ai Consiliului de Stat                                       | Miguel Díaz-Canel                                                                           | 19 aprilie 2018                        |
| Cuba                                                                                 | Prim-ministru                                                          | Manuel Marrero Cruz                                                                         | 21 decembrie 2019                      |
| Cuba                                                                                 | Președinți ai Consiliului de Miniștri                                  | funcție înlocuită                                                                           | 21 decembrie 2019                      |
| Cuba                                                                                 | Președinți ai Consiliului de Miniștri                                  | Miguel Díaz-Canel                                                                           | 19 aprilie 2018                        |
| Danemarca · (vezi și : §12)                                                          | Regină                                                                 | Margareta a II-a                                                                            | 14 ianuarie 1972                       |
| Danemarca · (vezi și : §12)                                                          | Prim-miniștri (miniștri de stat) (succesivi)                           | Mette Frederiksen                                                                           | 27 iunie 2019                          |
| Danemarca · (vezi și : §12)                                                          | Prim-miniștri (miniștri de stat) (succesivi)                           | Lars Løkke Rasmussen                                                                        | 28 iunie 2015                          |
| Djibouti                                                                             | Președinte al Republicii                                               | Ismail Omar Guelleh                                                                         | 8 mai 1999                             |
| Djibouti                                                                             | Prim-ministru                                                          | Abdoulkader Kamil Mohamed                                                                   | 1 aprilie 2013                         |
| Dominica                                                                             | Președinte al Commonwealth-ului                                        | Charles Savarin                                                                             | 2 septembrie 2013                      |
| Dominica                                                                             | Prim-ministru                                                          | Roosevelt Skerrit                                                                           | 8 ianuarie 2004                        |
| Dominicană, Republica                                                                | Președinte al Republicii                                               | Danilo Medina                                                                               | 16 august 2012                         |
| Ecuador · (vezi și §12)                                                              | Președinte constituțional al Republicii                                | Lenín Moreno                                                                                | 24 mai 2017                            |
| Egipt                                                                                | Președinte al Republicii                                               | Abdel Fattah el-Sisi                                                                        | 8 iulie 2014                           |
| Egipt                                                                                | Prim-ministru (președinte al Consiliului de Miniștri)                  | Moustafa Madbouly ,                                                                         | 7 iunie 2018                           |
| El Salvador                                                                          | Președinți ai Republicii (succesivi)                                   | Nayib Bukele                                                                                | 1 iunie 2019                           |
| El Salvador                                                                          | Președinți ai Republicii (succesivi)                                   | Salvador Sánchez Cerén                                                                      | 1 iunie 2014                           |
| Elveția                                                                              | Președinte al Confederației                                            | Ueli Maurer                                                                                 | 1 ianuarie 2019                        |
| Emiratele Arabe Unite                                                                | Președinte                                                             | șeic Khalifa bin Zayed Al Nahyan                                                            | 3 noiembrie 2004                       |
| Emiratele Arabe Unite                                                                | Prim-ministru (președinte al Consiliului de Miniștri)                  | șeic Mohammed ben Rachid Al Maktoum                                                         | 5 ianuarie 2006                        |
| Eritreea                                                                             | Președinte al Statului                                                 | Issayas Afewerki                                                                            | 24 mai 1993                            |
| Estonia · (vezi și : §15)                                                            | Președintǎ a Republicii                                                | Kersti Kaljulaid                                                                            | 10 octombrie 2016                      |
| Estonia · (vezi și : §15)                                                            | Prim-ministru (ministru șef)                                           | Jüri Ratas                                                                                  | 23 noiembrie 2016                      |
| Eswatini                                                                             | Șef al statului [rege (iNgwenyama)]                                    | Mswati al III-lea                                                                           | 25 aprilie 1986                        |
| Eswatini                                                                             | Prim-ministru (Ndvunankhulu)                                           | Ambrose Mandvulo Dlamini                                                                    | 29 octombrie 2018                      |
| Etiopia                                                                              | Președintă a Republicii                                                | Sahlework Zewde                                                                             | 25 octombrie 2018                      |
| Etiopia                                                                              | Prim-ministru                                                          | Abiy Ahmed Ali                                                                              | 2 aprilie 2018                         |
| Fiji                                                                                 | Președinte al Republicii                                               | George Konrote                                                                              | 12 noiembrie 2015                      |
| Fiji                                                                                 | Prim-ministru                                                          | Frank Bainimarama ,                                                                         | 11 aprilie 2009                        |
| Filipine · (vezi și : §12)                                                           | Președinte al Republicii                                               | Rodrigo Duterte                                                                             | 30 iunie 2016                          |
| Finlanda · (vezi și : §12)                                                           | Președinte al Republicii                                               | Sauli Niinistö                                                                              | 1 martie 2012                          |
| Finlanda · (vezi și : §12)                                                           | Prim miniștri (miniștri șefi) (succesivi)                              | Sanna Marin                                                                                 | 10 decembrie 2019                      |
| Finlanda · (vezi și : §12)                                                           | Prim miniștri (miniștri șefi) (succesivi)                              | Antti Rinne                                                                                 | 6 iunie 2019                           |
| Finlanda · (vezi și : §12)                                                           | Prim miniștri (miniștri șefi) (succesivi)                              | Juha Sipilä                                                                                 | 29 mai 2015                            |
| Franța (vezi și : §7)                                                                | Președinte al Republicii                                               | Emmanuel Macron                                                                             | 14 mai 2017                            |
| Franța (vezi și : §7)                                                                | Prim-ministru                                                          | Édouard Philippe                                                                            | 15 mai 2017                            |
| Gabon                                                                                | Președinți ai Republicii                                               | Pierre Claver Maganga-Moussavou (interimar) ,                                               | 16 ianuarie 2019 - 25 februarie 2019   |
| Gabon                                                                                | Președinți ai Republicii                                               | Pierre Claver Maganga-Moussavou (interimar)                                                 | 15 noiembrie 2018 - 14 ianuarie 2019   |
| Gabon                                                                                | Președinți ai Republicii                                               | Ali Bongo Ondimba ,                                                                         | 16 octombrie 2009                      |
| Gabon                                                                                | Prim-miniștri (succesivi)                                              | Julien Nkoghe Bekale                                                                        | 15 ianuarie 2019                       |
| Gabon                                                                                | Prim-miniștri (succesivi)                                              | Emmanuel Issoze-Ngondet                                                                     | 28 septembrie 2016                     |
| Gambia                                                                               | Președinte al Republicii                                               | Adama Barrow ,                                                                              | 19 ianuarie 2017                       |
| Georgia · (vezi și : §2, §12 și §14)                                                 | Președintǎ                                                             | Salome Zurabishvili                                                                         | 16 decembrie 2018                      |
| Georgia · (vezi și : §2, §12 și §14)                                                 | Prim-miniștri (succesivi)                                              | Giorgi Gakharia                                                                             | 8 septembrie 2019                      |
| Georgia · (vezi și : §2, §12 și §14)                                                 | Prim-miniștri (succesivi)                                              | Mamuka Bakhtadze                                                                            | 20 iunie 2018                          |
| Germania                                                                             | Președinte federal                                                     | Frank-Walter Steinmeier                                                                     | 19 martie 2017                         |
| Germania                                                                             | Cancelară federală                                                     | Angela Merkel                                                                               | 22 noiembrie 2005                      |
| Ghana                                                                                | Președinte al Republicii                                               | Nana Akufo-Addo                                                                             | 7 ianuarue 2017                        |
| Grecia · (vezi și : §12)                                                             | Președinte al Republicii                                               | Prokopis Pavlopoulos                                                                        | 13 martie 2015                         |
| Grecia · (vezi și : §12)                                                             | Prim-miniștri (succesivi)                                              | Kyriakos Mitsotakis                                                                         | 8 iulie 2019                           |
| Grecia · (vezi și : §12)                                                             | Prim-miniștri (succesivi)                                              | Alexis Tsipras                                                                              | 21 septembrie 2015                     |
| Grenada · (vezi și : §12)                                                            | Regină                                                                 | Elisabeta a II-a                                                                            | 7 februarie 1974                       |
| Grenada · (vezi și : §12)                                                            | Guvernatoare generală                                                  | dame Cécile La Grenade                                                                      | 7 aprilie 2013                         |
| Grenada · (vezi și : §12)                                                            | Prim-ministru                                                          | Keith Mitchell                                                                              | 20 februarie 2013                      |
| Guatemala                                                                            | Președinte al Republicii                                               | Jimmy Morales                                                                               | 14 ianuarie 2016                       |
| Guineea                                                                              | Președinte al Republicii                                               | Alpha Condé                                                                                 | 21 decembrie 2010                      |
| Guineea                                                                              | Prim-ministru                                                          | Ibrahima Kassory Fofana                                                                     | 24 mai 2018                            |
| Guineea-Bissau                                                                       | Președinți ai Republicii (în concurență)                               | Cipriano Cassamá , (interimar) (corevendicator din 27 iunie 2019 până în 29 iunie 2019)     | 27 iunie 2019 - 29 iunie 2019          |
| Guineea-Bissau                                                                       | Președinți ai Republicii (în concurență)                               | José Mário Vaz , (corevendicator din 27 iunie 2019 până în 29 iunie 2019)                   | 23 iunie 2014                          |
| Guineea-Bissau                                                                       | Prim-miniștri (în concurență)                                          | Faustino Imbali , (corevendicator din 31 octombrie până în 8 noiembrie 2019)                | 31 octombrie 2019 - 8 noiembrie 2019   |
| Guineea-Bissau                                                                       | Prim-miniștri (în concurență)                                          | Aristides Gomes , (corevendicator din 31 octombrie până în 8 noiembrie 2019)                | 16 aprilie 2018                        |
| Guineea Ecuatorială                                                                  | Președinte al Republicii                                               | Teodoro Obiang Nguema Mbasogo ,                                                             | 3 august 1979                          |
| Guineea Ecuatorială                                                                  | Prim-ministru                                                          | Francisco Pascual Obama Asue                                                                | 23 iunie 2016                          |
| Guyana                                                                               | Președinte al Republicii                                               | David A. Granger                                                                            | 16 mai 2015                            |
| Guyana                                                                               | Prim-ministru                                                          | Moses Nagamootoo                                                                            | 19 mai 2015                            |
| Haiti                                                                                | Președinte al Republicii                                               | Jovenel Moïse                                                                               | 7 februarie 2017                       |
| Haiti                                                                                | Prim-miniștri (succesivi)                                              | Fritz-William Michel (interimar)                                                            | 22 iulie 2019                          |
| Haiti                                                                                | Prim-miniștri (succesivi)                                              | Jean Michel Lapin (interimar)                                                               | 21 martie 2019                         |
| Haiti                                                                                | Prim-miniștri (succesivi)                                              | Jean-Henry Céant                                                                            | 17 septembrie 2018                     |
| Honduras                                                                             | Președinte al Republicii                                               | Juan Orlando Hernández                                                                      | 27 ianuarie 2014                       |
| India · (vezi și : §2)                                                               | Președinte al Republicii                                               | Ram Nath Kovind                                                                             | 25 iulie 2017                          |
| India · (vezi și : §2)                                                               | Prim-ministru                                                          | Narendra Modi                                                                               | 26 mai 2014                            |
| Indonezia · (vezi și : §14)                                                          | Președinte al Republicii                                               | Joko Widodo                                                                                 | 20 octombrie 2014                      |
| Iordania                                                                             | Rege                                                                   | Abdullah al II-lea                                                                          | 7 februarie 1999                       |
| Iordania                                                                             | Prim-ministru (ministru președinte)                                    | Omar Razzaz                                                                                 | 14 iunie 2018                          |
| Irak · (vezi și : §3 și §12)                                                         | Președinte al Republicii                                               | Barham Salih                                                                                | 2 octombrie 2018                       |
| Irak · (vezi și : §3 și §12)                                                         | Prim-ministru (ministru președinte)                                    | Adel Abdul Mahdi                                                                            | 25 octombrie 2018                      |
| Iran                                                                                 | Lider suprem                                                           | ayatollah Ali Khamenei                                                                      | 4 iunie 1989                           |
| Iran                                                                                 | Președinte al Republicii                                               | hojatolislam Hassan Rouhani                                                                 | 3 august 2013                          |
| Irlanda                                                                              | Președinte                                                             | Michael D. Higgins                                                                          | 11 noiembrie 2011                      |
| Irlanda                                                                              | Prim-ministru (Taoiseach)                                              | Leo Varadkar                                                                                | 14 iunie 2017                          |
| Islanda                                                                              | Președinte                                                             | Guðni Th. Jóhannesson                                                                       | 1 august 2016                          |
| Islanda                                                                              | Prim-ministru (ministru președinte)                                    | Katrín Jakobsdóttir                                                                         | 30 noiembrie 2017                      |
| Israel · (vezi și : §2)                                                              | Președinte al Statului                                                 | Reuven Rivlin                                                                               | 24 iulie 2014                          |
| Israel · (vezi și : §2)                                                              | Prim-ministru (șef al guvernului)                                      | Beniamin Netaniahu                                                                          | 31 martie 2009                         |
| Italia                                                                               | Președinte al Republicii                                               | Sergio Mattarella                                                                           | 3 februarie 2015                       |
| Italia                                                                               | Președinte al Consiliului de Miniștri                                  | Giuseppe Conte                                                                              | 1 iunie 2018                           |
| Jamaica                                                                              | Regină                                                                 | Elisabeta a II-a                                                                            | 6 august 1962                          |
| Jamaica                                                                              | Guvernator general                                                     | sir Patrick Allen                                                                           | 26 februarie 2009                      |
| Jamaica                                                                              | Prim-ministru                                                          | Andrew Holness                                                                              | 3 martie 2016                          |
| Japonia                                                                              | Împărați (succesivi)                                                   | Naruhito                                                                                    | 1 mai 2019                             |
| Japonia                                                                              | Împărați (succesivi)                                                   | Akihito                                                                                     | 7 ianuarie 1989                        |
| Japonia                                                                              | Prim-ministru                                                          | Shinzō Abe ,                                                                                | 26 decembrie 2012                      |
| Kazahstan                                                                            | Președinți ai Republicii (succesivi)                                   | Kassym-Jomart Tokayev                                                                       | 20 martie 2019                         |
| Kazahstan                                                                            | Președinți ai Republicii (succesivi)                                   | Nursultan Nazarbaev                                                                         | 24 aprilie 1990                        |
| Kazahstan                                                                            | Prim-miniștri (succesivi)                                              | Askar Mamin                                                                                 | 21 februarie 2019                      |
| Kazahstan                                                                            | Prim-miniștri (succesivi)                                              | Bakytzhan Sagintayev                                                                        | 8 septembrie 2016                      |
| Kârgâzstan                                                                           | Președinte al Republicii                                               | Sooronbai Jeenbekov                                                                         | 24 noiembrie 2017                      |
| Kârgâzstan                                                                           | Prim-ministru                                                          | Muhammetkaliy Abulgaziyev                                                                   | 20 aprilie 2018                        |
| Kenya                                                                                | Președinte al Republicii                                               | Uhuru Kenyatta                                                                              | 9 aprilie 2013                         |
| Kiribati                                                                             | Președinte al Republicii                                               | TTaneti Maamau                                                                              | 11 martie 2016                         |
| Kuweit                                                                               | Emir                                                                   | șeic Sabah Al-Ahmad Al-Jaber Al-Sabah ,                                                     | 24 ianuarie 2006                       |
| Kuweit                                                                               | Prim-miniștri (miniștri președinți) (succesivi)                        | șeic Sabah Al-Khalid Al-Sabah                                                               | 14 noiembrie 2019                      |
| Kuweit                                                                               | Prim-miniștri (miniștri președinți) (succesivi)                        | șeic Jaber Al-Mubarak Al-Hamad Al-Sabah                                                     | 4 decembrie 2011                       |
| Laos                                                                                 | Secretar general al Partidului Popular Revoluționar Laoțian            | Bounnhang Vorachith                                                                         | 22 ianuarie 2016                       |
| Laos                                                                                 | Președinte al Republicii                                               | Bounnhang Vorachith ,                                                                       | 19 aprilie 2016                        |
| Laos                                                                                 | Prim-ministru                                                          | Thongloun Sisoulith                                                                         | 19 aprilie 2016                        |
| Lesotho                                                                              | Rege (Marena)                                                          | Letsie al III-lea                                                                           | 7 februarie 1996                       |
| Lesotho                                                                              | Prim-ministru (Tona-Kholo)                                             | Tom Thabane                                                                                 | 16 iunie 2017                          |
| Letonia                                                                              | Președinți ai Republicii (succesivi)                                   | Egils Levits                                                                                | 8 iulie 2019                           |
| Letonia                                                                              | Președinți ai Republicii (succesivi)                                   | Raimonds Vējonis                                                                            | 8 iulie 2015                           |
| Letonia                                                                              | Prim-miniștri (miniștri președinți) (succesivi)                        | Arturs Krišjānis Kariņš                                                                     | 23 ianuarie 2019                       |
| Letonia                                                                              | Prim-miniștri (miniștri președinți) (succesivi)                        | Māris Kučinskis                                                                             | 11 februarie 2016                      |
| Liban                                                                                | Președinte al Republicii                                               | Michel Aoun                                                                                 | 31 octombrie 2016                      |
| Liban                                                                                | Președinte al Consiliului de Miniștri                                  | Saad Hariri ,                                                                               | 20 decembrie 2016                      |
| Liberia                                                                              | Președinte al Republicii                                               | George Weah                                                                                 | 22 ianuarie 2018                       |
| Libia · (vezi și : §14)                                                              | Președinte al Consiliului Prezidențial (Guvernul Acordului Național    | Fayez al-Sarraj , ) (corevendicator ȋncepȃnd cu 12 martie 2016)                             | 12 martie 2016                         |
| Libia · (vezi și : §14)                                                              | Prim-ministru (ministru președinte) (Guvernul Acordului Național )     | Fayez al-Sarraj (corevendicator din 12 martie 2016)                                         | 12 martie 2016                         |
| Liechtenstein                                                                        | Prinți suverani                                                        | Alois (regent)                                                                              | 15 august 2004                         |
| Liechtenstein                                                                        | Prinți suverani                                                        | Hans Adam al II-lea . (prinț suveran)                                                       | 13 noiembrie 1989                      |
| Liechtenstein                                                                        | Șef al guvernului                                                      | Adrian Hasler                                                                               | 27 martie 2013                         |
| Lituania                                                                             | Președinți ai Republicii (succesivi)                                   | Gitanas Nausėda                                                                             | 12 iulie 2019                          |
| Lituania                                                                             | Președinți ai Republicii (succesivi)                                   | Dalia Grybauskaitė                                                                          | 12 iulie 2009                          |
| Lituania                                                                             | Prim-ministru (ministru președinte)                                    | Saulius Skvernelis                                                                          | 13 decembrie 2016                      |
| Luxemburg                                                                            | Mare duce                                                              | Henric                                                                                      | 7 octombrie 2000                       |
| Luxemburg                                                                            | Prim ministru                                                          | Xavier Bettel                                                                               | 4 decembrie 2013                       |
| Macedonia                                                                            | redenumitǎ Macedonia de Nord                                           |                                                                                             | 12 februarie 2019                      |
| Macedonia                                                                            | Președinte al Republicii                                               | Gjorge Ivanov                                                                               | 12 mai 2009                            |
| Macedonia                                                                            | Prim-ministru (președinte al guvernului)                               | Zoran Zaev                                                                                  | 31 mai 2017                            |
| Macedonia de Nord (Nume anterior până în 12 februarie 2019 Macedonia)                | Președinți ai Republicii (succesivi)                                   | Stevo Pendarovski                                                                           | 12 mai 2019                            |
| Macedonia de Nord (Nume anterior până în 12 februarie 2019 Macedonia)                | Președinți ai Republicii (succesivi)                                   | Gjorge Ivanov                                                                               | 12 mai 2009                            |
| Macedonia de Nord (Nume anterior până în 12 februarie 2019 Macedonia)                | Prim-ministru (președinte al guvernului)                               | Zoran Zaev                                                                                  | 31 mai 2017                            |
| Madagascar                                                                           | Președinți ai Republicii (succesivi)                                   | Andry Rajoelina                                                                             | 18 ianuarie 2019                       |
| Madagascar                                                                           | Președinți ai Republicii (succesivi)                                   | Rivo Rakotovao (interimar)                                                                  | 7 septembrie 2018                      |
| Madagascar                                                                           | Prim-ministru                                                          | Christian Ntsay                                                                             | 6 iunie 2018                           |
| Malaezia                                                                             | Șefi de stat (Yang di-Pertuan Agong) (succesivi)                       | Abdullah Shah                                                                               | 31 ianuarie 2019                       |
| Malaezia                                                                             | Șefi de stat (Yang di-Pertuan Agong) (succesivi)                       | Nazrin Muizzuddin Shah (interimar)                                                          | 6 ianuarie 2019                        |
| Malaezia                                                                             | Șefi de stat (Yang di-Pertuan Agong) (succesivi)                       | Muhammad Faris Petra                                                                        | 13 decembrie 2016                      |
| Malaezia                                                                             | Prim-ministru                                                          | Mahathir Mohamad                                                                            | 10 mai 2018                            |
| Malawi                                                                               | Președinte al Republicii                                               | Peter Mutharika                                                                             | 31 mai 2014                            |
| Maldive                                                                              | Președinte al Republicii                                               | Ibrahim Mohamed Solih                                                                       | 17 noiembrie 2018                      |
| Mali                                                                                 | Președinte al Republicii                                               | Ibrahim Boubacar Keita                                                                      | 4 septembrie 2013                      |
| Mali                                                                                 | Prim-miniștri (miniștri șefi) (succesivi)                              | Boubou Cissé                                                                                | 23 aprilie 2019                        |
| Mali                                                                                 | Prim-miniștri (miniștri șefi) (succesivi)                              | Soumeylou Boubèye Maïga                                                                     | 31 decembrie 2017                      |
| Malta                                                                                | Președinți ai Republicii (succesivi)                                   | George Vella                                                                                | 4 aprilie 2019                         |
| Malta                                                                                | Președinți ai Republicii (succesivi)                                   | Marie Louise Coleiro Preca                                                                  | 4 aprilie 2014                         |
| Malta                                                                                | Prim-ministru                                                          | Joseph Muscat                                                                               | 11 martie 2013                         |
| Maroc · (vezi și : §2)                                                               | Rege                                                                   | Mohammed al VI-lea                                                                          | 23 iulie 1999                          |
| Maroc · (vezi și : §2)                                                               | Șef al guvernului                                                      | Saadeddine Othmani                                                                          | 5 aprilie 2017                         |
| Marshall, Insulele                                                                   | Președintǎ a Republicii                                                | Hilda Heine                                                                                 | 28 ianuarie 2016                       |
| Mauritania                                                                           | Președinți ai Republicii (succesivi)                                   | Mohamed Ould Ghazouani                                                                      | 1 august 2019                          |
| Mauritania                                                                           | Președinți ai Republicii (succesivi)                                   | Mohamed Ould Abdel Aziz ,                                                                   | 5 august 2009                          |
| Mauritania                                                                           | Prim-miniștri (succesivi)                                              | Ismail Ould Bedde Ould Cheikh Sidiya                                                        | 5 august 2019                          |
| Mauritania                                                                           | Prim-miniștri (succesivi)                                              | Mohamed Salem Ould Béchir                                                                   | 29 octombrie 2018                      |
| Mauritius · (vezi și : §12)                                                          | Președinți ai Republicii (succesivi)                                   | Pritvirajsing Roopun                                                                        | 2 decembrie 2019                       |
| Mauritius · (vezi și : §12)                                                          | Președinți ai Republicii (succesivi)                                   | Eddy Balancy (interimar)                                                                    | 26 noiembrie 2019                      |
| Mauritius · (vezi și : §12)                                                          | Președinți ai Republicii (succesivi)                                   | Barlen Vyapoory (interimar)                                                                 | 23 martie 2018                         |
| Mauritius · (vezi și : §12)                                                          | Prim-ministru                                                          | Pravind Jugnauth                                                                            | 23 ianuarie 2017                       |
| Mexic                                                                                | Președinte al Statelor Unite Mexicane                                  | Andrés Manuel López Obrador                                                                 | 1 decembrie 2018                       |
| Micronezia                                                                           | Președinți ai Republicii (și șefi ai Guvernului) (succesivi)           | David W. Panuelo                                                                            | 11 mai 2019                            |
| Micronezia                                                                           | Președinți ai Republicii (și șefi ai Guvernului) (succesivi)           | Peter M. Christian                                                                          | 11 mai 2015                            |
| Moldova, Republica (vezi și: §3 și §12)                                              | Președinți ai Republicii (în concurență)                               | Pavel Filip , (interimar) (corevendicator din 9 iunie 2019 până în 14 iunie 2019)           | 9 iunie 2019 - 14 iunie 2019           |
| Moldova, Republica (vezi și: §3 și §12)                                              | Președinți ai Republicii (în concurență)                               | Igor Dodon , (corevendicator din 9 iunie 2019 până în 14 iunie 2019)                        | 23 decembrie 2016                      |
| Moldova, Republica (vezi și: §3 și §12)                                              | Prim-miniștri (succesivi)                                              | Ion Chicu                                                                                   | 14 noiembrie 2019                      |
| Moldova, Republica (vezi și: §3 și §12)                                              | Prim-miniștri (succesivi)                                              | Maia Sandu , (corevendicatoare din 8 iunie 2019 până în 14 iunie 2019)                      | 8 iunie 2019                           |
| Moldova, Republica (vezi și: §3 și §12)                                              | Prim-miniștri (succesivi)                                              | Pavel Filip , (corevendicator din 8 iunie 2019 până în 14 iunie 2019)                       | 20 ianuarie 2016 - 14 iunie 2019       |
| Monaco                                                                               | Prinț suveran                                                          | Albert al II-lea                                                                            | 6 aprilie 2005                         |
| Monaco                                                                               | Ministru de stat (prim-ministru)                                       | Serge Telle                                                                                 | 1 februarie 2016                       |
| Mongolia                                                                             | Președinte al Republicii                                               | Battulga Khaltmaaj                                                                          | 10 iulie 2017                          |
| Mongolia                                                                             | Prim-ministru                                                          | Ukhnaagiin Khürelsükh                                                                       | 4 octombrie 2017                       |
| Mozambic                                                                             | Președinte al Republicii                                               | Filipe Nyusi                                                                                | 15 ianuarie 2015                       |
| Mozambic                                                                             | Prim-ministru                                                          | Carlos Agostinho do Rosário                                                                 | 17 ianuarie 2015                       |
| Muntenegru                                                                           | Președinte                                                             | Milo Đukanović                                                                              | 20 mai 2018                            |
| Muntenegru                                                                           | Prim-ministru (premier)                                                | Duško Marković                                                                              | 28 noiembrie 2016                      |
| Namibia                                                                              | Președinte al Republicii                                               | Hage Geingob                                                                                | 21 martie 2015                         |
| Namibia                                                                              | Prim-ministru                                                          | Saara Kuugongelwa                                                                           | 21 martie 2015                         |
| Nauru                                                                                | Președinți ai Republicii (succesivi)                                   | Lionel Aingimea                                                                             | 27 august 2019                         |
| Nauru                                                                                | Președinți ai Republicii (succesivi)                                   | Baron Waqa                                                                                  | 11 iunie 2013                          |
| Nepal                                                                                | Președintă                                                             | Bidhya Devi Bhandari                                                                        | 29 octombrie 2015                      |
| Nepal                                                                                | Prim-ministru                                                          | Khadga Prasad Oli                                                                           | 15 februarie 2018                      |
| Nicaragua                                                                            | Președinte al Republicii                                               | Daniel Ortega                                                                               | 10 ianuarie 2007                       |
| Niger                                                                                | Președinte                                                             | Mahamadou Issoufou                                                                          | 7 aprilie 2011                         |
| Niger                                                                                | Prim-ministru                                                          | Brigi Rafini                                                                                | 7 aprilie 2011                         |
| Nigeria                                                                              | Președinte al Republicii                                               | Muhammadu Buhari ,                                                                          | 29 mai 2015                            |
| Norvegia · (vezi și : §8)                                                            | Rege                                                                   | Harald al V-lea,                                                                            | 17 ianuarie 1991                       |
| Norvegia · (vezi și : §8)                                                            | Prim-ministru (ministru de stat)                                       | Erna Solberg                                                                                | 16 octombrie 2013                      |
| Noua Zeelandă · (vezi și : §9)                                                       | gină                                                                   | Elisabeta a II-a                                                                            | 6 februarie 1952                       |
| Noua Zeelandă · (vezi și : §9)                                                       | Guvernatoare generalǎ                                                  | dame Patsy Reddy                                                                            | 28 septembrie 2016                     |
| Noua Zeelandă · (vezi și : §9)                                                       | Prim-ministru                                                          | Jacinda Ardern                                                                              | 20 octombrie 2017                      |
| Oman                                                                                 | Sultan                                                                 | Qaboos bin Said Al Said                                                                     | 23 iulie 1970                          |
| Oman                                                                                 | Prim-ministru                                                          | Qaboos bin Said Al Said                                                                     | 2 ianuarie 1972                        |
| Pakistan · (vezi și : §2 și §12)                                                     | Președinte al Republicii                                               | Arif Alvi                                                                                   | 9 septembrie 2018                      |
| Pakistan · (vezi și : §2 și §12)                                                     | Prim-ministru (mare vizir)                                             | Imran Khan                                                                                  | 18 august 2018                         |
| Palau                                                                                | Președinte al Republicii                                               | Tommy Remengesau ,                                                                          | 17 ianuarie 2013                       |
| Panama                                                                               | Președinți ai Republicii (succesivi)                                   | Laurentino Cortizo                                                                          | 1 iulie 2019                           |
| Panama                                                                               | Președinți ai Republicii (succesivi)                                   | Juan Carlos Varela                                                                          | 1 iulie 2014                           |
| Papua Noua Guinee · (vezi și : §12)                                                  | Regină                                                                 | Elisabeta a II-a                                                                            | 16 septembrie 1975                     |
| Papua Noua Guinee · (vezi și : §12)                                                  | Guvernator general                                                     | sir Bob Dadae                                                                               | 28 februarie 2017                      |
| Papua Noua Guinee · (vezi și : §12)                                                  | Prim-miniștri (succesivi)                                              | James Marape                                                                                | 30 mai 2019                            |
| Papua Noua Guinee · (vezi și : §12)                                                  | Prim-miniștri (succesivi)                                              | Peter O’Neill ,                                                                             | 2 august 2011                          |
| Paraguay                                                                             | Președinte al Republicii                                               | Mario Abdo Benítez                                                                          | 15 august 2018                         |
| Peru                                                                                 | Președinți ai Republicii (în concurență)                               | Mercedes Aráoz (interimară) , (corevendicatoare din 30 septembrie până în 1 octombrie 2019) | 30 septembrie 2019 - 1 octombrie 2019  |
| Peru                                                                                 | Președinți ai Republicii (în concurență)                               | Martín Vizcarra , (corevendicator din 30 septembrie până în 1 octombrie 2019)               | 23 martie 2018                         |
| Peru                                                                                 | Președinți ai Consiliului de Miniștri (succesivi)                      | Vicente Zeballos                                                                            | 30 septembrie 2019                     |
| Peru                                                                                 | Președinți ai Consiliului de Miniștri (succesivi)                      | Salvador del Solar                                                                          | 11 martie 2019                         |
| Peru                                                                                 | Președinți ai Consiliului de Miniștri (succesivi)                      | César Villanueva                                                                            | 2 aprilie 2018                         |
| Polonia                                                                              | Președinte al Republicii                                               | Andrzej Duda                                                                                | 6 august 2015                          |
| Polonia                                                                              | Prim-ministru (președinte al Consiliului de Miniștri)                  | Mateusz Morawiecki                                                                          | 11 decembrie 2017                      |
| Portugalia · (vezi și : §12)                                                         | Președinte al Republicii                                               | Marcelo Rebelo de Sousa                                                                     | 9 martie 2016                          |
| Portugalia · (vezi și : §12)                                                         | Prim-ministru                                                          | António Costa                                                                               | 26 noiembrie 2015                      |
| Qatar                                                                                | Emir                                                                   | șeic Tamim bin Hamad Al Thani                                                               | 25 iunie 2013                          |
| Qatar                                                                                | Prim-ministru (ministru președinte)                                    | șeic Abdullah bin Nasser bin Khalifa Al Thani                                               | 26 iunie 2013                          |
| Regatul Unit (vezi și : §6)                                                          | Regină                                                                 | Elisabeta a II-a                                                                            | 6 februarie 1952                       |
| Regatul Unit (vezi și : §6)                                                          | Prim-miniștri (succesivi)                                              | Boris Johnson                                                                               | 24 iulie 2019                          |
| Regatul Unit (vezi și : §6)                                                          | Prim-miniștri (succesivi)                                              | Theresa May                                                                                 | 13 iulie 2016                          |
| România                                                                              | Președinte                                                             | Klaus Iohannis                                                                              | 21 decembrie 2014                      |
| România                                                                              | Prim-miniștri (succesivi)                                              | Ludovic Orban                                                                               | 4 noiembrie 2019                       |
| România                                                                              | Prim-miniștri (succesivi)                                              | Viorica Dăncilă                                                                             | 29 ianuarie 2018                       |
| Rusia                                                                                | Președinte al Federației                                               | Vladimir Putin                                                                              | 7 mai 2012                             |
| Rusia                                                                                | Prim-ministru (președinte al Guvernului)                               | Dmitri Medvedev ,                                                                           | 8 mai 2012                             |
| Rwanda                                                                               | Președinte al Republicii                                               | Paul Kagame                                                                                 | 24 martie 2000                         |
| Rwanda                                                                               | Prim-ministru                                                          | Edouard Ngirente                                                                            | 30 aigust 2017                         |
| Samoa                                                                                | Șef al statului (O le Ao o le Malo)                                    | afioga tuimaleali'ifano Va'aletoa Sualauvi al II-lea                                        | 20 iunie 2017                          |
| Samoa                                                                                | Prim-ministru (Palemia o le Malo)                                      | Tuilaepa Sailele Malielegaoi                                                                | 23 noiembrie 1998                      |
| San Marino                                                                           | Căpitani regenți (succesivi)                                           | Luca Boschi și Mariella Mularoni                                                            | 1 octombrie 2019                       |
| San Marino                                                                           | Căpitani regenți (succesivi)                                           | Nicola Selva și Michele Muratori                                                            | 1 aprilie 2019                         |
| San Marino                                                                           | Căpitani regenți (succesivi)                                           | Mirko Tomassoni și Luca Santolini                                                           | 1 octombrie 2018                       |
| São Tomé și Príncipe · (vezi și : §12)                                               | Președinte al Republicii                                               | Evaristo Carvalho                                                                           | 3 septembrie 2016                      |
| São Tomé și Príncipe · (vezi și : §12)                                               | Prim-ministru                                                          | Jorge Bom Jesus                                                                             | 3 decembrie 2018                       |
| Senegal                                                                              | Președinte al Republicii                                               | Macky Sall                                                                                  | 2 aprilie 2012                         |
| Senegal                                                                              | Prim-miniștri                                                          | funcție desființată                                                                         | 14 mai 2019                            |
| Senegal                                                                              | Prim-miniștri                                                          | Mohamed Ben Abdallah Dionne                                                                 | 6 iulie 2014                           |
| Serbia · (vezi și : §2 și §14)                                                       | Președinte al Republicii                                               | Aleksandar Vučić                                                                            | 31 mai 2017                            |
| Serbia · (vezi și : §2 și §14)                                                       | Prim-ministru (președintǎ a Guvernului)                                | Ana Brnabić                                                                                 | 29 iunie 2017                          |
| Seychelles                                                                           | Președinte al Republicii                                               | Danny Faure                                                                                 | 16 octombrie 2016                      |
| Sfânta Lucia · (Saint Lucia)                                                         | Regină                                                                 | Elisabeta a II-a                                                                            | 22 februarie 1979                      |
| Sfânta Lucia · (Saint Lucia)                                                         | Guvernator general                                                     | sir Neville Cenac ,                                                                         | 12 ianuarie 2018                       |
| Sfânta Lucia · (Saint Lucia)                                                         | Prim-ministru                                                          | Allen Chastanet                                                                             | 6 iunie 2016                           |
| Sfântul Cristofor și Nevis · [Saint Kitts (Christopher) and Nevis] · (vezi și : §12) | Regină                                                                 | Elisabeta a II-a                                                                            | 19 septembrie 1983                     |
| Sfântul Cristofor și Nevis · [Saint Kitts (Christopher) and Nevis] · (vezi și : §12) | Guvernator general                                                     | sir Samuel Weymouth Tapley Seaton                                                           | 20 mai 2015                            |
| Sfântul Cristofor și Nevis · [Saint Kitts (Christopher) and Nevis] · (vezi și : §12) | Prim-ministru                                                          | Timothy Harris                                                                              | 18 februarie 2015                      |
| Sfântul Vincențiu și Grenadinele (Saint Vincent and the Grenadines)                  | Regină                                                                 | Elisabeta a II-a                                                                            | 27 octombrie 1979                      |
| Sfântul Vincențiu și Grenadinele (Saint Vincent and the Grenadines)                  | Guvernatori generali (succesivi)                                       | Susan Dougan                                                                                | 1 august 2019                          |
| Sfântul Vincențiu și Grenadinele (Saint Vincent and the Grenadines)                  | Guvernatori generali (succesivi)                                       | sir Frederick Ballantyne                                                                    | 2 septembrie 2002                      |
| Sfântul Vincențiu și Grenadinele (Saint Vincent and the Grenadines)                  | Prim-ministru                                                          | Ralph Gonsalves                                                                             | 29 martie 2001                         |
| Sierra Leone                                                                         | Președinte al Republicii                                               | Julius Maada Bio                                                                            | 4 aprilie 2018                         |
| Sierra Leone                                                                         | Ministru Șef                                                           | David J. Francis                                                                            | 8 mai 2018                             |
| Singapore                                                                            | Președintă a Republicii                                                | Halimah Yacob                                                                               | 14 septembrie 2017                     |
| Singapore                                                                            | Prim-ministru                                                          | Lee Hsien Loong ,                                                                           | 12 august 2004                         |
| Siria · (vezi și : §3 și §14)                                                        | Președinte al Republicii                                               | Bashar al-Assad                                                                             | 17 iulie 2000                          |
| Siria · (vezi și : §3 și §14)                                                        | Prim-ministru (ministru președinte)                                    | Imad Khamis                                                                                 | 3 iulie 2016                           |
| Slovacia                                                                             | Președinți ai Republicii (succesivi)                                   | Zuzana Čaputová                                                                             | 15 iunie 2019                          |
| Slovacia                                                                             | Președinți ai Republicii (succesivi)                                   | Andrej Kiska                                                                                | 15 iunie 2014                          |
| Slovacia                                                                             | Prim-ministru (președinte al guvernului)                               | Peter Pellegrini                                                                            | 22 martie 2018                         |
| Slovenia                                                                             | Președinte al Republicii                                               | Borut Pahor                                                                                 | 22 decembrie 2012                      |
| Slovenia                                                                             | Prim-ministru (președinte al guvernului)                               | Marjan Šarec                                                                                | 13 septembrie 2018                     |
| \| Solomon, Insulele                                                                 | Regină                                                                 | Elisabeta a II-a                                                                            | 7 iulie 1978                           |
| \| Solomon, Insulele                                                                 | Guvernator general                                                     | sir Frank Kabui                                                                             | 7 iulie 2009                           |
| \| Solomon, Insulele                                                                 | Prim-miniștri (succesivi)                                              | Manasseh Sogavare                                                                           | 24 aprilie 2019                        |
| \| Solomon, Insulele                                                                 | Prim-miniștri (succesivi)                                              | Rick Houenipwela                                                                            | 15 noiembrie 2017                      |
| Somalia · (vezi și : §3, §12 și §14)                                                 | Președinte al Republicii federale                                      | Mohamed Abdullahi Mohamed                                                                   | 8 februarie 2017                       |
| Somalia · (vezi și : §3, §12 și §14)                                                 | Prim-ministru                                                          | Hassan Ali Khayre                                                                           | 1 martie 2017                          |
| Spania · (vezi și : §12)                                                             | Rege                                                                   | Felipe al VI-lea                                                                            | 17 iunie 2014                          |
| Spania · (vezi și : §12)                                                             | Președinte al Guvernului                                               | Pedro Sánchez                                                                               | 2 iunie 2018                           |
| Sri Lanka                                                                            | Președinți ai Republicii (succesivi)                                   | Gotabaya Rajapaksa                                                                          | 18 noiembrie 2019                      |
| Sri Lanka                                                                            | Președinți ai Republicii (succesivi)                                   | Maithripala Sirisena                                                                        | 9 ianuarie 2015                        |
| Sri Lanka                                                                            | Prim-miniștri (succesivi)                                              | Mahinda Rajapaksa ,                                                                         | 21 noiembrie 2019                      |
| Sri Lanka                                                                            | Prim-miniștri (succesivi)                                              | Ranil Wickremesinghe                                                                        | 16 decembrie 2018                      |
| Statele Unite ale Americii · (vezi și : §10)                                         | Președinte                                                             | Donald Trump                                                                                | 20 ianuarie 2017                       |
| Sudan                                                                                | Șefi de stat (succesivi)                                               | Abdel Fattah Abdelrahman Burhan (președinte al Consiliului Suveranității)                   | 21 august 2019                         |
| Sudan                                                                                | Șefi de stat (succesivi)                                               | Abdel Fattah Abdelrahman Burhan (președinte al Consiliului Militar de Tranziție)            | 12 aprilie 2019                        |
| Sudan                                                                                | Șefi de stat (succesivi)                                               | Ahmed Awad Ibn Auf (președinte al Consiliului Militar de Tranziție)                         | 11 aprilie 2019                        |
| Sudan                                                                                | Șefi de stat (succesivi)                                               | Omar Hasan Ahmad al-Bashir (președinte al Republicii)                                       | 30 iunie 1989                          |
| Sudan                                                                                | Prim-miniștri (succesivi)                                              | Abdalla Hamdok                                                                              | 21 august 2019                         |
| Sudan                                                                                | Prim-miniștri (succesivi)                                              | funcție vacantă                                                                             | 11 aprilie 2019                        |
| Sudan                                                                                | Prim-miniștri (succesivi)                                              | Mohamed Tahir Ayala                                                                         | 23 februarie 2019                      |
| Sudan                                                                                | Prim-miniștri (succesivi)                                              | Motazz Moussa                                                                               | 10 septembrie 2018                     |
| Sudanul de Sud                                                                       | Președinte al Republicii                                               | Salva Kir Mayardit                                                                          | 9 iulie 2011                           |
| Suedia                                                                               | Rege                                                                   | Carl al XVI-lea Gustaf                                                                      | 19 septembrie 1973                     |
| Suedia                                                                               | Prim-ministru (ministru de stat)                                       | Stefan Löfven                                                                               | 3 octombrie 2014                       |
| Surinam                                                                              | Președinte                                                             | Dési Bouterse                                                                               | 12 august 2010                         |
| Surinam                                                                              | Vicepreședinte                                                         | Michael Aswin Adhin                                                                         | 12 august 2015                         |
| Tadjikistan · (Vezi și: §12)                                                         | Președinte al Republicii                                               | Emomali Rahmon                                                                              | 19 noiembrie 1992                      |
| Tadjikistan · (Vezi și: §12)                                                         | Prim-ministru                                                          | Kokhir Rasulzoda                                                                            | 23 noiembrie 2013                      |
| Tanzania · (vezi și : §12)                                                           | Președinte al Republicii                                               | John Magufuli                                                                               | 5 noiembrie 2015                       |
| Tanzania · (vezi și : §12)                                                           | Prim-ministru                                                          | Majaliwa K. Majaliwa                                                                        | 20 noiembrie 2015                      |
| Thailanda                                                                            | Rege                                                                   | Vajiralongkorn Bodindradebayavarangkun                                                      | 1 decembrie 2016                       |
| Thailanda                                                                            | Prim-ministru (ministru de stat șef)                                   | gen. Prayuth Chan-ocha                                                                      | 22 mai 2014                            |
| Timorul de Est                                                                       | Președinte al Republicii                                               | Francisco Guterres                                                                          | 20 mai 2017                            |
| Timorul de Est                                                                       | Prim-ministru                                                          | Taur Matan Ruak                                                                             | 22 iunie 2018                          |
| Togo                                                                                 | Președinte al Republicii                                               | Faure Eyadéma ,                                                                             | 4 mai 2005                             |
| Togo                                                                                 | Prim-ministru                                                          | Komi Sélom Klassou                                                                          | 10 iunie 2015                          |
| Tonga                                                                                | Rege                                                                   | Tupou al VI-lea                                                                             | 18 martie 2012                         |
| Tonga                                                                                | Prim-miniștri (premieri) (succesivi)                                   | Pohiva Tu'i'onetoa                                                                          | 8 octombrie 2019                       |
| Tonga                                                                                | Prim-miniștri (premieri) (succesivi)                                   | Semisi Sika (interimar)                                                                     | 12 septembrie 2019                     |
| Tonga                                                                                | Prim-miniștri (premieri) (succesivi)                                   | ʻAkilisi Pohiva                                                                             | 30 decembrie 2014                      |
| Trinidad și Tobago (vezi și : §12)                                                   | Președintă a Republicii                                                | Paula-Mae Weekes                                                                            | 19 martie 2018                         |
| Trinidad și Tobago (vezi și : §12)                                                   | Prim-ministru                                                          | Keith Rowley                                                                                | 9 septembrie 2015                      |
| Tunisia                                                                              | Președinți ai Republicii (succesivi)                                   | Kais Saied                                                                                  | 23 octombrie 2019                      |
| Tunisia                                                                              | Președinți ai Republicii (succesivi)                                   | Mohamed Ennaceur (interimar)                                                                | 25 iulie 2019                          |
| Tunisia                                                                              | Președinți ai Republicii (succesivi)                                   | Béji Caïd Essebsi                                                                           | 31 decembrie 2014                      |
| Tunisia                                                                              | Șefi ai guvernului                                                     | Kamel Morjane (interimar)                                                                   | 22 august 2019 - 13 septembrie 2019    |
| Tunisia                                                                              | Șefi ai guvernului                                                     | Elyes Fakhfakh                                                                              | 27 august 2016                         |
| Turcia                                                                               | Președinte al Republicii                                               | Recep Tayyip Erdoğan                                                                        | 28 august 2014                         |
| Turkmenistan                                                                         | Președinte                                                             | Gurbangulî Berdimuhamedov                                                                   | 21 decembrie 2006                      |
| Tuvalu                                                                               | Regină                                                                 | Elisabeta a II-a                                                                            | 1 octombrie 1978                       |
| Tuvalu                                                                               | Guvernatori generali (succesivi)                                       | Teniku Talesi (interimară)                                                                  | 22 august 2019                         |
| Tuvalu                                                                               | Guvernatori generali (succesivi)                                       | sir Iakoba Italeli                                                                          | 16 aprilie 2010                        |
| Tuvalu                                                                               | Prim-miniștri (Ulu o te Malo) (succesivi)                              | Kausea Natano                                                                               | 18 septembrie 2019                     |
| Tuvalu                                                                               | Prim-miniștri (Ulu o te Malo) (succesivi)                              | Enele Sopoaga ,                                                                             | 1 august 2013                          |
| Țările de Jos · (vezi și : §11)                                                      | Rege                                                                   | Willem-Alexander                                                                            | 30 aprilie 2013                        |
| Țările de Jos · (vezi și : §11)                                                      | Prim-ministru (ministru președinte)                                    | Mark Rutte                                                                                  | 14 octombrie 2010                      |
| Ucraina · (vezi și: §3 și §14)                                                       | Președinți (succesivi)                                                 | Volodymyr Zelensky                                                                          | 20 mai 2019                            |
| Ucraina · (vezi și: §3 și §14)                                                       | Președinți (succesivi)                                                 | Petro Poroshenko                                                                            | 7 iunie 2014                           |
| Ucraina · (vezi și: §3 și §14)                                                       | Prim-miniștri (succesivi)                                              | Oleksiy Honcharuk                                                                           | 29 august 2019                         |
| Ucraina · (vezi și: §3 și §14)                                                       | Prim-miniștri (succesivi)                                              | Volodymyr Groysman                                                                          | 14 aprilie 2016                        |
| Uganda                                                                               | Președinte al Republicii                                               | Yoweri Museveni                                                                             | 26 ianuarie 1986                       |
| Uganda                                                                               | Prim-ministru                                                          | Ruhakana Rugunda                                                                            | 18 septembrie 2014                     |
| Ungaria                                                                              | Președinte al Republicii                                               | János Áder                                                                                  | 10 mai 2012                            |
| Ungaria                                                                              | Prim-ministru (ministru președinte)                                    | Viktor Orbán                                                                                | 29 mai 2010                            |
| Uruguay                                                                              | Președinte al Republicii                                               | Tabaré Vázquez                                                                              | 1 martie 2015                          |
| Uzbekistan · (vezi și : §12)                                                         | Președinte al Republicii                                               | Shavkat Mirziyoyev ,                                                                        | 8 septembrie 2016                      |
| Uzbekistan · (vezi și : §12)                                                         | Prim-ministru                                                          | Abdulla Oripov                                                                              | 14 decembrie 2016                      |
| Vanuatu                                                                              | Președinte al Republicii                                               | Tallis Obed Moses                                                                           | 6 iulie 2017                           |
| Vanuatu                                                                              | Prim-ministru                                                          | Charlot Salwai                                                                              | 11 februarie 2016                      |
| Vatican / Sfântul Scaun                                                              | Suveran / Papă                                                         | Francisc                                                                                    | 13 martie 2013                         |
| Vatican / Sfântul Scaun                                                              | Președinte al Guvernoratului (șef al guvernului Statului Oraș Vatican) | cardinal Giuseppe Bertello                                                                  | 1 octombrie 2011                       |
| Vatican / Sfântul Scaun                                                              | Secretar de stat (prim-ministru al Sfântului Scaun)                    | cardinal Pietro Parolin                                                                     | 15 octombrie 2013                      |
| Venezuela · (vezi și : §14)                                                          | Președinte al Republicii                                               | Nicolás Maduro , (corevendicator ȋncepȃnd cu 23 ianuarie 2019)                              | 5 martie 2013                          |
| Venezuela · (vezi și : §14)                                                          | Vicepreședintǎ executivǎ                                               | Delcy Rodríguez                                                                             | 14 iunie 2018                          |
| Vietnam                                                                              | Secretar general al Partidului Comunist Vietnamez                      | Nguyen Phu Trong                                                                            | 19 ianuarie 2011                       |
| Vietnam                                                                              | Președinte al Republicii                                               | Nguyen Phu Trong                                                                            | 23 octombrie 2018                      |
| Vietnam                                                                              | Prim-ministru (premier al Guvernului)                                  | Nguyễn Xuân Phúc                                                                            | 7 aprilie 2016                         |
| Yemen · (vezi și : §14)                                                              | Președinte al Republicii                                               | Abd Rabbuh Mansur Hadi . , (corevendicator ȋncepȃnd cu 21 februarie 2015)                   | 25 februarie 2012                      |
| Yemen · (vezi și : §14)                                                              | Prim-ministru (ministru președinte)                                    | Maeen Abdul Malik (corevendicator ȋncepȃnd cu 18 octombrie 2018)                            | 18 octombrie 2018                      |
| Zambia                                                                               | Președinte al Republicii                                               | Edgar Lungu                                                                                 | 25 ianuarie 2015                       |
| Zimbabwe                                                                             | Președinte al Republicii                                               | Emmerson Mnangagwa                                                                          | 24 noiembrie 2017                      |

## State independente recunoscute parțial
| Statul și statutul                                                                                  | Separat din                                 | Funcția                                                                         | Numele                    | Începând cu        |
| --------------------------------------------------------------------------------------------------- | ------------------------------------------- | ------------------------------------------------------------------------------- | ------------------------- | ------------------ |
| Abhazia (Stat secesionist prorus, fostă republică autonomă) (vezi și : §14)                         | Georgia                                     | Președinte                                                                      | Raul Khadjimba            | 25 septembrie 2014 |
| Abhazia (Stat secesionist prorus, fostă republică autonomă) (vezi și : §14)                         | Georgia                                     | Prim-ministru                                                                   | Valeri Bganba             | 18 septembrie 2018 |
| Azad Cașmir , (Stat constituit în zona ocupată de Pakistan a Cașmirului)                            | India · Jammu și Cașmir                     | Președinte                                                                      | Muhammad Masood Khan      | 25 august 2016     |
| Azad Cașmir , (Stat constituit în zona ocupată de Pakistan a Cașmirului)                            | India · Jammu și Cașmir                     | Prim-ministru                                                                   | Raja Farooq Haider Khan   | 31 iulie 2016      |
| Ciprul de Nord (Stat secesionist proturc al minorității turce)                                      | Cipru                                       | Președinte                                                                      | Mustafa Akıncı            | 30 aprilie 2015    |
| Ciprul de Nord (Stat secesionist proturc al minorității turce)                                      | Cipru                                       | Prim-miniștri (succesivi)                                                       | Ersin Tatar               | 22 mai 2019        |
| Ciprul de Nord (Stat secesionist proturc al minorității turce)                                      | Cipru                                       | Prim-miniștri (succesivi)                                                       | Tufan Erhürman            | 2 februarie 2018   |
| Kosovo (Regiune apoi republică autonomă auto proclamată independentă) (vezi și : §14)               | Serbia                                      | Președinte al Republicii                                                        | Hashim Thaçi              | 7 aprilie 2016     |
| Kosovo (Regiune apoi republică autonomă auto proclamată independentă) (vezi și : §14)               | Serbia                                      | Prim-ministru                                                                   | Ramush Haradinaj          | 9 septembrie 2017  |
| Kosovo (Regiune apoi republică autonomă auto proclamată independentă) (vezi și : §14)               | Serbia                                      | Reprezentant Special al Secretarului General al ONU prntru Kosovo (SRSG)        | Zahir Tanin (Afghanistan) | 9 octombrie 2015   |
| Osetia de Sud-Alania , (Stat secesionist prorus, fostă republică autonomă) (vezi și : §14)          | Georgia                                     | Președinte                                                                      | Anatoliy Bibilov          | 21 aprilie 2017    |
| Osetia de Sud-Alania , (Stat secesionist prorus, fostă republică autonomă) (vezi și : §14)          | Georgia                                     | Președinte al Guvernului                                                        | Erik Pukhayev             | 16 mai 2017        |
| Statul Palestina (Stat proclamat în numele poporului palestinian, practic inoperant) (vezi și : §5) | Israel · Autoritatea Națională Palestiniană | Președinte                                                                      | Mahmoud Abbas ,           | 8 mai 2005         |
| Statul Palestina (Stat proclamat în numele poporului palestinian, practic inoperant) (vezi și : §5) | Israel · Autoritatea Națională Palestiniană | Președinte al Consiliului Executiv al Organizației pentru Eliberarea Palestinei | Mahmoud Abbas ,           | 29 octombrie       |
| Sahara occidentală (Stat format în cadrul fostei Sahare Spaniole)                                   | Maroc                                       | Președinte                                                                      | Brahim Ghali              | 12 iulie 2016      |
| Sahara occidentală (Stat format în cadrul fostei Sahare Spaniole)                                   | Maroc                                       | Prim-ministru                                                                   | Mohamed Wali Akeik        | 4 februarie 2018   |
| Taiwan (Stat constituit în insula Taiwan)                                                           | China                                       | Președintǎ a Republicii                                                         | Tsai Ing-wen              | 20 mai 2016        |
| Taiwan (Stat constituit în insula Taiwan)                                                           | China                                       | Președinți ai Yuan-ului executiv (prim-miniștri) (succesivi)                    | Su Tseng-chang            | 14 ianuarie 2019   |
| Taiwan (Stat constituit în insula Taiwan)                                                           | China                                       | Președinți ai Yuan-ului executiv (prim-miniștri) (succesivi)                    | William Lai               | 8 septembrie 2017  |

## State independente nerecunoscute
| Statul și statutul                                                                       | Separat din        | Funcția                               | Numele                | Începând cu       |
| ---------------------------------------------------------------------------------------- | ------------------ | ------------------------------------- | --------------------- | ----------------- |
| Artsakh, Republica , (Stat secesionist proarmean, fostă regiune autonomă)                | Azerbaidjan        | Președinte                            | Bako Sahakian         | 7 septembrie 2007 |
| Artsakh, Republica , (Stat secesionist proarmean, fostă regiune autonomă)                | Azerbaidjan        | Ministru de Stat                      | Grigory Martirosyan   | 6 iunie 2018      |
| Donețk, Republica Populară (Stat autoproclamat în regiunea Donețk a Ucrainei)            | Ucraina            | Șef de stat                           | Denis Pușilin ,       | 7 septembrie 2018 |
| Donețk, Republica Populară (Stat autoproclamat în regiunea Donețk a Ucrainei)            | Ucraina            | Președinte al Consiliului de Miniștri | Aleksander Ananchenko | 18 octombrie 2018 |
| Statul Islamic din Irak și Levant (Stat autoproclamat în zone ocupate din Irak și Siria) | Irak · Siria       | administrație lichidată               |                       | 21 martie 2019    |
| Statul Islamic din Irak și Levant (Stat autoproclamat în zone ocupate din Irak și Siria) | Irak · Siria       | Calif                                 | Ibrahim               | 29 iunie 2014     |
| Lugansk, Republica Populară (Stat autoproclamat în regiunea Lugansk a Ucrainei)          | Ucraina            | Șef de stat al Republicii             | Leonid Pasechnik      | 24 noiembrie 2017 |
| Lugansk, Republica Populară (Stat autoproclamat în regiunea Lugansk a Ucrainei)          | Ucraina            | Președinte al Consiliului de Miniștri | Serghei Kozlov        | 28 decembrie 2015 |
| Somaliland (Stat secesionist, fostă regiune autonomă) (vezi și : §14)                    | Somalia            | Președinte                            | Muse Bihi Abdi        | 13 decembrie 2017 |
| Transnistria (Stat secesionist prorus, fostă regiune autonomă)                           | Moldova, Republica | Președinte                            | Vadim Krasnoselski    | 16 decembrie 2016 |
| Transnistria (Stat secesionist prorus, fostă regiune autonomă)                           | Moldova, Republica | Președinte al Guvernului              | Aleksandr Martynov    | 17 decembrie 2016 |

## Entități cu statut apropiat de cel de stat
| Entitate                                                 | Funcție                                          | Nume                                            | Începând cu      |
| -------------------------------------------------------- | ------------------------------------------------ | ----------------------------------------------- | ---------------- |
| Ordinul de Malta                                         | Mare Maestru                                     | Giacomo Dalla Torre del Tempio di Sanguinetto , | 29 aprilie 2017  |
| Ordinul de Malta                                         | Mare Cancelar                                    | Albrecht Freiherr von Boeselager                | 28 ianuarie 2017 |
| Autoritatea Națională Palestiniană (vezi și : §2 și §14) | Președinte al Autorității Naționale Palestiniene | Mahmoud Abbas ,                                 | 15 ianuarie 2005 |
| Autoritatea Națională Palestiniană (vezi și : §2 și §14) | Prim-miniștri (succesivi)                        | Mohammad Shtayyeh                               | 13 aprilie 2019  |
| Autoritatea Națională Palestiniană (vezi și : §2 și §14) | Prim-miniștri (succesivi)                        | Rami Hamdallah                                  | 6 iunie 2013     |
| Uniunea Europeană                                        | Președinți ai Consiliului European (succesivi)   | Charles Michel                                  | 1 decembrie 2019 |
| Uniunea Europeană                                        | Președinți ai Consiliului European (succesivi)   | Donald Tusk                                     | 1 decembrie 2014 |
| Uniunea Europeană                                        | Președinți ai Comisiei Europene (succesivi)      | Ursula von der Leyen                            | 1 decembrie 2019 |
| Uniunea Europeană                                        | Președinți ai Comisiei Europene (succesivi)      | Jean-Claude Juncker                             | 1 noiembrie 2014 |

## Teritorii exterioare și asociate ale Australiei
| Teritoriu                          | Suveranitate și statut                                                                              | Funcția                                                                               | Numele                   | Începând cu       |
| ---------------------------------- | --------------------------------------------------------------------------------------------------- | ------------------------------------------------------------------------------------- | ------------------------ | ----------------- |
| Ashmore și Cartier, Insulele       | Australia · (Teritoriu exterior nelocuit)                                                           | Regină a Australiei                                                                   | Elisabeta a II-a         | 6 februarie 1952  |
| Ashmore și Cartier, Insulele       | Australia · (Teritoriu exterior nelocuit)                                                           | Guvernatori generali ai Australiei (succesivi)                                        | David Hurley             | 1 iulie 2019      |
| Ashmore și Cartier, Insulele       | Australia · (Teritoriu exterior nelocuit)                                                           | Guvernatori generali ai Australiei (succesivi)                                        | sir Peter Cosgrove       | 27 martie 2014    |
| Ashmore și Cartier, Insulele       | Australia · (Teritoriu exterior nelocuit)                                                           | Miniștri asistenți pentru Dezvoltare Regională și Teritorii ai Australiei (succesivi) | Nola Marino              | 29 mai 2019       |
| Ashmore și Cartier, Insulele       | Australia · (Teritoriu exterior nelocuit)                                                           | Miniștri asistenți pentru Dezvoltare Regională și Teritorii ai Australiei (succesivi) | Sussan Ley               | 28 august 2018    |
| Christmas, Insula                  | Australia · (Teritoriu exterior)                                                                    | Regină a Australiei                                                                   | Elisabeta a II-a         | 6 februarie 1952  |
| Christmas, Insula                  | Australia · (Teritoriu exterior)                                                                    | Guvernatori generali ai Australiei (succesivi)                                        | David Hurley             | 1 iulie 2019      |
| Christmas, Insula                  | Australia · (Teritoriu exterior)                                                                    | Guvernatori generali ai Australiei (succesivi)                                        | sir Peter Cosgrove       | 27 martie 2014    |
| Christmas, Insula                  | Australia · (Teritoriu exterior)                                                                    | Administratoare                                                                       | Natasha Griggs           | 5 octombrie 2017  |
| Christmas, Insula                  | Australia · (Teritoriu exterior)                                                                    | Președinte al Shire                                                                   | Gordon Thomson           | 21 octombrie 2013 |
| Cocos (Keeling), Insulele          | Australia · (Teritoriu exterior)                                                                    | Regină a Australiei                                                                   | Elisabeta a II-a         | 5 februarie 1952  |
| Cocos (Keeling), Insulele          | Australia · (Teritoriu exterior)                                                                    | Guvernatori generali ai Australiei (succesivi)                                        | David Hurley             | 1 iulie 2019      |
| Cocos (Keeling), Insulele          | Australia · (Teritoriu exterior)                                                                    | Guvernatori generali ai Australiei (succesivi)                                        | sir Peter Cosgrove       | 27 martie 2014    |
| Cocos (Keeling), Insulele          | Australia · (Teritoriu exterior)                                                                    | Administratoare                                                                       | Natasha Griggs           | 5 octombrie 2017  |
| Cocos (Keeling), Insulele          | Australia · (Teritoriu exterior)                                                                    | Președinți ai Shire (succesivi)                                                       | Aindil Minkom            | 23 octombrie 2019 |
| Cocos (Keeling), Insulele          | Australia · (Teritoriu exterior)                                                                    | Președinți ai Shire (succesivi)                                                       | Seri Wati Iku            | 25 octombrie 2017 |
| Heard și McDonald, Insulele (HIMI) | Australia · (Teritoriu exterior nelocuit)                                                           | Regină a Australiei                                                                   | Elisabeta a II-a         | 6 februarie 1952  |
| Heard și McDonald, Insulele (HIMI) | Australia · (Teritoriu exterior nelocuit)                                                           | Guvernatori generali ai Australiei (succesivi)                                        | David Hurley             | 1 iulie 2019      |
| Heard și McDonald, Insulele (HIMI) | Australia · (Teritoriu exterior nelocuit)                                                           | Guvernatori generali ai Australiei (succesivi)                                        | sir Peter Cosgrove       | 27 martie 2014    |
| Heard și McDonald, Insulele (HIMI) | Australia · (Teritoriu exterior nelocuit)                                                           | Directori ai Departamentului Australian al Antarcticii (succesivi)                    | Kim Ellis                | 6 februarie 2019  |
| Heard și McDonald, Insulele (HIMI) | Australia · (Teritoriu exterior nelocuit)                                                           | Directori ai Departamentului Australian al Antarcticii (succesivi)                    | Rob Bryson (interimar)   | 29 noiembrie 2018 |
| Lord Howe, Insula                  | Noul Wales de Sud (Zonă neîncorporată cu autoguvernare din cadrul statului Noul Wales de Sud)       | Guvernatori ai Noului Wales de Sud (succesivi)                                        | Margaret Beazley         | 2 mai 2019        |
| Lord Howe, Insula                  | Noul Wales de Sud (Zonă neîncorporată cu autoguvernare din cadrul statului Noul Wales de Sud)       | Guvernatori ai Noului Wales de Sud (succesivi)                                        | David Hurley             | 2 octombrie 2014  |
| Lord Howe, Insula                  | Noul Wales de Sud (Zonă neîncorporată cu autoguvernare din cadrul statului Noul Wales de Sud)       | Premierǎ a Noului Wales de Sud                                                        | Gladys Berejiklian       | 23 ianuarie 2017  |
| Lord Howe, Insula                  | Noul Wales de Sud (Zonă neîncorporată cu autoguvernare din cadrul statului Noul Wales de Sud)       | Președinte ale Consiliului Insulei Lord Howe (succesive)                              | Anissa Levy              | 15 iulie 2019     |
| Lord Howe, Insula                  | Noul Wales de Sud (Zonă neîncorporată cu autoguvernare din cadrul statului Noul Wales de Sud)       | Președinte ale Consiliului Insulei Lord Howe (succesive)                              | Sonja Stewart            | 27 noiembrie 2015 |
| Lord Howe, Insula                  | Noul Wales de Sud (Zonă neîncorporată cu autoguvernare din cadrul statului Noul Wales de Sud)       | Director executiv al Consiliului Insulei Lord Howe                                    | Peter Adams              | 30 iunie 2018     |
| Macquarie, Insula                  | Tasmania (Insuliță nelocuită și izolată atașată Consiliul Huon Valley din cadrul statului Tasmania) | Guvernatoare a Tasmaniei                                                              | Kate Warner              | 10 decembrie 2014 |
| Macquarie, Insula                  | Tasmania (Insuliță nelocuită și izolată atașată Consiliul Huon Valley din cadrul statului Tasmania) | Premier al Tasmaniei                                                                  | Will Hodgman             | 24 martie 2014    |
| Macquarie, Insula                  | Tasmania (Insuliță nelocuită și izolată atașată Consiliul Huon Valley din cadrul statului Tasmania) | Primar al Consiliului Huon Valley                                                     | Bec Enders               | noiembrie 2018    |
| Macquarie, Insula                  | Tasmania (Insuliță nelocuită și izolată atașată Consiliul Huon Valley din cadrul statului Tasmania) | Director executiv al Consiliului Huon Valley                                          | Emilio Reale             | 14 martie 2017    |
| Macquarie, Insula                  | Tasmania (Insuliță nelocuită și izolată atașată Consiliul Huon Valley din cadrul statului Tasmania) | Secretar adjunct pentru Parcuri și Faunǎ al Tasmaniei                                 | Jason Jacobi             | 9 ianuarie 2017   |
| Mării de Coral, Insulele           | Australia · (Teritoriu exterior nelocuit)                                                           | Regină a Australiei                                                                   | Elisabeta a II-a         | 6 februarie 1952  |
| Mării de Coral, Insulele           | Australia · (Teritoriu exterior nelocuit)                                                           | Guvernatori generali ai Australiei (succesivi)                                        | David Hurley             | 1 iulie 2019      |
| Mării de Coral, Insulele           | Australia · (Teritoriu exterior nelocuit)                                                           | Guvernatori generali ai Australiei (succesivi)                                        | sir Peter Cosgrove       | 27 martie 2014    |
| Mării de Coral, Insulele           | Australia · (Teritoriu exterior nelocuit)                                                           | Miniștri asistenți pentru Dezvoltare Regională și Teritorii ai Australiei (succesivi) | Nola Marino              | 29 mai 2019       |
| Mării de Coral, Insulele           | Australia · (Teritoriu exterior nelocuit)                                                           | Miniștri asistenți pentru Dezvoltare Regională și Teritorii ai Australiei (succesivi) | Sussan Ley               | 28 august 2018    |
| Norfolk, Insula                    | Australia · (Teritoriu asociat cu autoguvernare)                                                    | Regină a Australiei                                                                   | Elisabeta a II-a         | 6 februarie 1952  |
| Norfolk, Insula                    | Australia · (Teritoriu asociat cu autoguvernare)                                                    | Guvernatori generali ai Australiei (succesivi)                                        | David Hurley             | 1 iulie 2019      |
| Norfolk, Insula                    | Australia · (Teritoriu asociat cu autoguvernare)                                                    | Guvernatori generali ai Australiei (succesivi)                                        | sir Peter Cosgrove       | 27 martie 2014    |
| Norfolk, Insula                    | Australia · (Teritoriu asociat cu autoguvernare)                                                    | Administrator                                                                         | Eric Hutchinson          | 1 aprilie 2017    |
| Norfolk, Insula                    | Australia · (Teritoriu asociat cu autoguvernare)                                                    | Directori generali ai Consiliului Regional Norfolk (succesivi)                        | Bruce Taylor (interimar) | 21 august 2019    |
| Norfolk, Insula                    | Australia · (Teritoriu asociat cu autoguvernare)                                                    | Directori generali ai Consiliului Regional Norfolk (succesivi)                        | Lotta Jackson            | 30 iunie 2016     |
| Norfolk, Insula                    | Australia · (Teritoriu asociat cu autoguvernare)                                                    | Primar                                                                                | Robin Adams              | 6 iulie 2016      |
| Strâmtorii Torres, Insulele        | Queensland (Teritoriu cu un statut special aparținând statului Queensland)                          | Guvernator al statului Queensland                                                     | Paul de Jersey           | 29 iulie 2014     |
| Strâmtorii Torres, Insulele        | Queensland (Teritoriu cu un statut special aparținând statului Queensland)                          | Premier al statului Queensland                                                        | Annastacia Palaszczuk    | 15 februarie 2015 |
| Strâmtorii Torres, Insulele        | Queensland (Teritoriu cu un statut special aparținând statului Queensland)                          | Președinte al Autorității Regionale a Strâmtorii Torres                               | Pedro Stephen Napau      | octombrie 2016    |
| Zona Antarctică Australiană        | Australia · (Teritoriu exterior)                                                                    | Regină a Australiei                                                                   | Elisabeta a II-a         | 6 februarie 1952  |
| Zona Antarctică Australiană        | Australia · (Teritoriu exterior)                                                                    | Guvernatori generali ai Australiei (succesivi)                                        | David Hurley             | 1 iulie 2019      |
| Zona Antarctică Australiană        | Australia · (Teritoriu exterior)                                                                    | Guvernatori generali ai Australiei (succesivi)                                        | sir Peter Cosgrove       | 27 martie 2014    |
| Zona Antarctică Australiană        | Australia · (Teritoriu exterior)                                                                    | Directori ai Departamentului Australian al Antarcticii (succesivi)                    | Kim Ellis                | 6 februarie 2019  |
| Zona Antarctică Australiană        | Australia · (Teritoriu exterior)                                                                    | Directori ai Departamentului Australian al Antarcticii (succesivi)                    | Rob Bryson (interimar)   | 29 noiembrie 2018 |

## Teritorii britanice de peste mări și dependențe ale coroanei britanice
| Teritoriu                                                                                  | Suveranitate și statut                                                                                              | Funcția                                                                                        | Numele                                     | Începând cu                           |
| ------------------------------------------------------------------------------------------ | --- | ---------------------------------------------------------------------------------------------- | ------------------------------------------ | ------------------------------------- |
| Akrotiri și Dhekelia, Zonele Bazelor Suverane                                              | Regatul Unit (Baze militare suverane)                                                                               | Regină a Regatului Unit                                                                        | Elisabeta a II-a                           | 6 februarie 1952                      |
| Akrotiri și Dhekelia, Zonele Bazelor Suverane                                              | Regatul Unit (Baze militare suverane)                                                                               | Administratori (succesivi)                                                                     | Rob Thomson                                | 26 septembrie 2019                    |
| Akrotiri și Dhekelia, Zonele Bazelor Suverane                                              | Regatul Unit (Baze militare suverane)                                                                               | Administratori (succesivi)                                                                     | James Illingworth                          | 15 februarie 2017                     |
| Alderney                                                                                   | Guernsey (Dependență a bailiwick-ului Guernsey)                                                                     | Locotenent guvernator al bailiwick-ului Guernsey                                               | sir Ian Corder                             | 14 martie 2016                        |
| Alderney                                                                                   | Guernsey (Dependență a bailiwick-ului Guernsey)                                                                     | Bailiff de Guernsey                                                                            | sir Richard Collas                         | 23 martie 2012                        |
| Alderney                                                                                   | Guernsey (Dependență a bailiwick-ului Guernsey)                                                                     | Președinte al Comitetului pentru Politici și Resurse al bailiwick-ului Guernsey (ministru șef) | Gavin St. Pier                             | 6 mai 2016                            |
| Alderney                                                                                   | Guernsey (Dependență a bailiwick-ului Guernsey)                                                                     | Președinți ai Statelor (succesivi)                                                             | William Tate                               | 21 iunie 2019                         |
| Alderney                                                                                   | Guernsey (Dependență a bailiwick-ului Guernsey)                                                                     | Președinți ai Statelor (succesivi)                                                             | James Dent (interimar)                     | 15 mai 2019                           |
| Alderney                                                                                   | Guernsey (Dependență a bailiwick-ului Guernsey)                                                                     | Președinți ai Statelor (succesivi)                                                             | Stuart Trought                             | 22 iunie 2011                         |
| Anguilla                                                                                   | Regatul Unit (Teritoriu de peste mări)                                                                              | Regină a Regatului Unit                                                                        | Elisabeta a II-a                           | 6 februarie 1952                      |
| Anguilla                                                                                   | Regatul Unit (Teritoriu de peste mări)                                                                              | Guvernator                                                                                     | Tim Foy                                    | 21 august 2017                        |
| Anguilla                                                                                   | Regatul Unit (Teritoriu de peste mări)                                                                              | Premier                                                                                        | Victor Banks                               | 14 mai 2019                           |
| Anguilla                                                                                   | Regatul Unit (Teritoriu de peste mări)                                                                              | Miniștri Șefi                                                                                  | funcție înlocuită                          | 14 mai 2019                           |
| Anguilla                                                                                   | Regatul Unit (Teritoriu de peste mări)                                                                              | Miniștri Șefi                                                                                  | Victor Banks                               | 23 aprilie 2015                       |
| Ascensión. Insula                                                                          | Sfânta Elena, Ascension și Tristan da Cunha (Componentă a teritoriului Sfânta Elena, Ascensión și Tristan da Cunha) | Guvernatori ai teritoriului Sfânta Elena, Ascensión și Tristan da Cunha (succesivi)            | Philip Rushbrook                           | 11 mai 2019                           |
| Ascensión. Insula                                                                          | Sfânta Elena, Ascension și Tristan da Cunha (Componentă a teritoriului Sfânta Elena, Ascensión și Tristan da Cunha) | Guvernatori ai teritoriului Sfânta Elena, Ascensión și Tristan da Cunha (succesivi)            | Louise MacMorran (interimară)              | 4 mai 2019                            |
| Ascensión. Insula                                                                          | Sfânta Elena, Ascension și Tristan da Cunha (Componentă a teritoriului Sfânta Elena, Ascensión și Tristan da Cunha) | Guvernatori ai teritoriului Sfânta Elena, Ascensión și Tristan da Cunha (succesivi)            | Lisa Honan ,                               | 25 aprilie 2016                       |
| Ascensión. Insula                                                                          | Sfânta Elena, Ascension și Tristan da Cunha (Componentă a teritoriului Sfânta Elena, Ascensión și Tristan da Cunha) | Administratori (succesivi)                                                                     | Gareth Morris (interimar)                  | 25 noiembrie 2019 - 20 decembrie 2019 |
| Ascensión. Insula                                                                          | Sfânta Elena, Ascension și Tristan da Cunha (Componentă a teritoriului Sfânta Elena, Ascensión și Tristan da Cunha) | Administratori (succesivi)                                                                     | Steven Chandler                            | 13 martie 2019                        |
| Ascensión. Insula                                                                          | Sfânta Elena, Ascension și Tristan da Cunha (Componentă a teritoriului Sfânta Elena, Ascensión și Tristan da Cunha) | Administratori (succesivi)                                                                     | Justine Allan                              | 26 martie 2018                        |
| Bermude, Insulele                                                                          | Regatul Unit (Teritoriu de peste mări)                                                                              | Regină a Regatului Unit                                                                        | Elisabeta a II-a                           | 6 februarie 1952                      |
| Bermude, Insulele                                                                          | Regatul Unit (Teritoriu de peste mări)                                                                              | Guvernator                                                                                     | John Rankin                                | 5 decembrie 2016                      |
| Bermude, Insulele                                                                          | Regatul Unit (Teritoriu de peste mări)                                                                              | Premier                                                                                        | David Burt                                 | 17 iulie 2017                         |
| Brecqhou                                                                                   | Sark (Insulă proprietate privată, componentă a senioriei Sark) (statut în dispută)                                  | Locotenent guvernator al bailiwick-ului Guernsey                                               | sir Ian Corder                             | 14 martie 2016                        |
| Brecqhou                                                                                   | Sark (Insulă proprietate privată, componentă a senioriei Sark) (statut în dispută)                                  | Bailiff de Guernsey                                                                            | sir Richard Collas                         | 23 martie 2012                        |
| Brecqhou                                                                                   | Sark (Insulă proprietate privată, componentă a senioriei Sark) (statut în dispută)                                  | Președinte al Comitetului pentru Politici și Resurse al bailiwick-ului Guernsey (ministru șef) | Gavin St. Pier                             | 6 mai 2016                            |
| Brecqhou                                                                                   | Sark (Insulă proprietate privată, componentă a senioriei Sark) (statut în dispută)                                  | Senior de Sark                                                                                 | Christopher Beaumont                       | 3 iulie 2016                          |
| Brecqhou                                                                                   | Sark (Insulă proprietate privată, componentă a senioriei Sark) (statut în dispută)                                  | Tenants                                                                                        | sir David Barclay și sir Frederick Barclay | septembrie 1993                       |
| Cayman, Insulele                                                                           | Regatul Unit (Teritoriu de peste mări)                                                                              | Regină a Regatului Unit                                                                        | Elisabeta a II-a                           | 6 februarie 1952                      |
| Cayman, Insulele                                                                           | Regatul Unit (Teritoriu de peste mări)                                                                              | Guvernator                                                                                     | Martyn Roper                               | 29 octombrie 2018                     |
| Cayman, Insulele                                                                           | Regatul Unit (Teritoriu de peste mări)                                                                              | Premier                                                                                        | Alden McLaughlin                           | 29 mai 2013                           |
| Falkland, Insulele                                                                         | Regatul Unit (Teritoriu de peste mări),                                                                             | Regină a Regatului Unit                                                                        | Elisabeta a II-a                           | 6 februarie 1952                      |
| Falkland, Insulele                                                                         | Regatul Unit (Teritoriu de peste mări),                                                                             | Guvernator                                                                                     | Nigel Phillips                             | 12 septembrie 2017                    |
| Falkland, Insulele                                                                         | Regatul Unit (Teritoriu de peste mări),                                                                             | Șef al executivului                                                                            | Barry Rowland                              | 6 octombrie 2016                      |
| Georgia de Sud și Sandwich de Sud, Insulele (SGSSI)                                        | Regatul Unit (Teritoriu de peste mări),                                                                             | Regină a Regatului Unit                                                                        | Elisabeta a II-a                           | 6 februarie 1952                      |
| Georgia de Sud și Sandwich de Sud, Insulele (SGSSI)                                        | Regatul Unit (Teritoriu de peste mări),                                                                             | Comisar ,                                                                                      | Nigel Phillips                             | 12 septembrie 2017                    |
| Georgia de Sud și Sandwich de Sud, Insulele (SGSSI)                                        | Regatul Unit (Teritoriu de peste mări),                                                                             | Administratoare șefǎ                                                                           | Helen Havercroft                           | iunie 2018                            |
| Gibraltar                                                                                  | Regatul Unit (Teritoriu de peste mări)                                                                              | Regină a Regatului Unit                                                                        | Elisabeta a II-a                           | 6 februarie 1952                      |
| Gibraltar                                                                                  | Regatul Unit (Teritoriu de peste mări)                                                                              | Guvernator                                                                                     | Edward Davis                               | 19 ianuarie 2016                      |
| Gibraltar                                                                                  | Regatul Unit (Teritoriu de peste mări)                                                                              | Ministru Șef                                                                                   | Fabian Picardo                             | 9 decembrie 2011                      |
| Guernsey                                                                                   | Coroana briranică (Dependență a Coroanei Britanice)                                                                 | Regină a Regatului Unit, Duce de Normandia                                                     | Elisabeta a II-a                           | 6 februarie 1952                      |
| Guernsey                                                                                   | Coroana briranică (Dependență a Coroanei Britanice)                                                                 | Locotenent guvernator                                                                          | sir Ian Corder                             | 14 martie 2016                        |
| Guernsey                                                                                   | Coroana briranică (Dependență a Coroanei Britanice)                                                                 | Bailiff                                                                                        | sir Richard Collas                         | 23 martie 2012                        |
| Guernsey                                                                                   | Coroana briranică (Dependență a Coroanei Britanice)                                                                 | Președinte al Comitetului pentru Politici și Resurse (ministru șef)                            | Gavin St. Pier                             | 6 mai 2016                            |
| Herm                                                                                       | Guernsey (Dependență a bailiwick-ului Guernsey)                                                                     | Locotenent guvernator al bailiwick-ului Guernsey                                               | sir Ian Corder                             | 14 martie 2016                        |
| Herm                                                                                       | Guernsey (Dependență a bailiwick-ului Guernsey)                                                                     | Bailiff de Guernsey                                                                            | sir Richard Collas                         | 23 martie 2012                        |
| Herm                                                                                       | Guernsey (Dependență a bailiwick-ului Guernsey)                                                                     | Președinte al Comitetului pentru Politici și Resurse al bailiwick-ului Guernsey (ministru șef) | Gavin St. Pier                             | 6 mai 2016                            |
| Herm                                                                                       | Guernsey (Dependență a bailiwick-ului Guernsey)                                                                     | Tenants                                                                                        | John Singer și Julia Singer                | 1 octombrie 2008                      |
| Jersey                                                                                     | Coroana briranică (Dependență a Coroanei Britanice)                                                                 | Regină a Regatului Unit, Duce de Normandia                                                     | Elisabeta a II-a                           | 6 februarie 1952                      |
| Jersey                                                                                     | Coroana briranică (Dependență a Coroanei Britanice)                                                                 | Locotenent guvernator                                                                          | sir Stephen Dalton                         | 13 martie 2017                        |
| Jersey                                                                                     | Coroana briranică (Dependență a Coroanei Britanice)                                                                 | Bailiffi (succesivi)                                                                           | Tim Le Cocq                                | 12 octombrie 2019                     |
| Jersey                                                                                     | Coroana briranică (Dependență a Coroanei Britanice)                                                                 | Bailiffi (succesivi)                                                                           | sir William Bailhache                      | 29 ianuarie 2015                      |
| Jersey                                                                                     | Coroana briranică (Dependență a Coroanei Britanice)                                                                 | Ministru Șef                                                                                   | John Le Fondré Jr                          | 4 iunie 2018                          |
| Jethou                                                                                     | Guernsey (Dependență a bailiwick-ului Guernsey                                                                      | Locotenent guvernator al bailiwick-ului Guernsey                                               | sir Ian Corder                             | 14 martie 2016                        |
| Jethou                                                                                     | Guernsey (Dependență a bailiwick-ului Guernsey                                                                      | Bailiff de Guernsey                                                                            | sir Richard Collas                         | 23 martie 2012                        |
| Jethou                                                                                     | Guernsey (Dependență a bailiwick-ului Guernsey                                                                      | Președinte al Comitetului pentru Politici și Resurse al bailiwick-ului Guernsey (ministru șef) | Gavin St. Pier                             | 6 mai 2016                            |
| Jethou                                                                                     | Guernsey (Dependență a bailiwick-ului Guernsey                                                                      | Subtenants                                                                                     | sir Peter Ogden și sir Philip Hulme        | 1995                                  |
| Lihou                                                                                      | Guernsey (Dependență a bailiwick-ului Guernsey)                                                                     | Locotenent guvernator al bailiwick-ului Guernsey                                               | sir Ian Corder                             | 14 martie 2016                        |
| Lihou                                                                                      | Guernsey (Dependență a bailiwick-ului Guernsey)                                                                     | Bailiff de Guernsey                                                                            | sir Richard Collas                         | 23 martie 2012                        |
| Lihou                                                                                      | Guernsey (Dependență a bailiwick-ului Guernsey)                                                                     | Președinte al Comitetului pentru Politici și Resurse al bailiwick-ului Guernsey (ministru șef) | Gavin St. Pier                             | 6 mai 2016                            |
| Lihou                                                                                      | Guernsey (Dependență a bailiwick-ului Guernsey)                                                                     | Administratori (succesivi)                                                                     | Steve Sarre                                | septembrie 2019                       |
| Lihou                                                                                      | Guernsey (Dependență a bailiwick-ului Guernsey)                                                                     | Administratori (succesivi)                                                                     | Richard Curtis                             | februarie 2006                        |
| Man, Insula                                                                                | Coroana briranică (Dependență a Coroanei Britanice)                                                                 | Regină a Regatului Unit, Lord de Man                                                           | Elisabeta a II-a                           | 6 februarie 1952                      |
| Man, Insula                                                                                | Coroana briranică (Dependență a Coroanei Britanice)                                                                 | Locotenent guvernator                                                                          | sir Richard Gozney                         | 27 mai 2016                           |
| Man, Insula                                                                                | Coroana briranică (Dependență a Coroanei Britanice)                                                                 | Prim deemster                                                                                  | Andrew Corlett                             | 10 iulie 2018                         |
| Man, Insula                                                                                | Coroana briranică (Dependență a Coroanei Britanice)                                                                 | Ministru Șef                                                                                   | Howard Quayle                              | 11 octombrie 2016                     |
| Montserrat                                                                                 | Regatul Unit (Teritoriu de peste mări)                                                                              | Regină a Regatului Unit                                                                        | Elisabeta a II-a                           | 6 februarie 1952                      |
| Montserrat                                                                                 | Regatul Unit (Teritoriu de peste mări)                                                                              | Guvernator                                                                                     | Andrew Pearce                              | 1 februarie 2018                      |
| Montserrat                                                                                 | Regatul Unit (Teritoriu de peste mări)                                                                              | Premieri (succesivi)                                                                           | Easton Taylor-Farrell                      | 19 noiembrie 2019                     |
| Montserrat                                                                                 | Regatul Unit (Teritoriu de peste mări)                                                                              | Premieri (succesivi)                                                                           | Donaldson Romeo                            | 12 septembrie 2014                    |
| Pitcairn, Insulele                                                                         | Regatul Unit (Teritoriu de peste mări)                                                                              | Regină a Regatului Unit                                                                        | Elisabeta a II-a                           | 6 februarie 1952                      |
| Pitcairn, Insulele                                                                         | Regatul Unit (Teritoriu de peste mări)                                                                              | Guvernatoare                                                                                   | Laura Clarke                               | 23 ianuaie 2018                       |
| Pitcairn, Insulele                                                                         | Regatul Unit (Teritoriu de peste mări)                                                                              | Administrator                                                                                  | Nick Kennedy                               | septembrie 2018                       |
| Pitcairn, Insulele                                                                         | Regatul Unit (Teritoriu de peste mări)                                                                              | Primar                                                                                         | Shawn Christian                            | 1 ianuarie 2014                       |
| Rockall                                                                                    | Scoția [Stâncă nelocuită și izolată atașată Consiliului Unitar Hebridele Exterioare (na h-Eileanan Siar)]           | Secretari de Stat pentru Scoția (succesivi)                                                    | Alister Jack                               | 25 iulie 2020                         |
| Rockall                                                                                    | Scoția [Stâncă nelocuită și izolată atașată Consiliului Unitar Hebridele Exterioare (na h-Eileanan Siar)]           | Secretari de Stat pentru Scoția (succesivi)                                                    | David Mundell                              | 11 mai 2015                           |
| Rockall                                                                                    | Scoția [Stâncă nelocuită și izolată atașată Consiliului Unitar Hebridele Exterioare (na h-Eileanan Siar)]           | Prim ministru al Scoției                                                                       | Nicola Sturgeon                            | 19 noiembrie 2014                     |
| Rockall                                                                                    | Scoția [Stâncă nelocuită și izolată atașată Consiliului Unitar Hebridele Exterioare (na h-Eileanan Siar)]           | Președinte al Consiliului Hebridelor Exterioare                                                | Norman A Macdonald                         | 10 mai 2012                           |
| Rockall                                                                                    | Scoția [Stâncă nelocuită și izolată atașată Consiliului Unitar Hebridele Exterioare (na h-Eileanan Siar)]           | Lider al Consiliului Hebridelor Exterioare                                                     | Roddie MacKey                              | 16 mai 2017                           |
| Rockall                                                                                    | Scoția [Stâncă nelocuită și izolată atașată Consiliului Unitar Hebridele Exterioare (na h-Eileanan Siar)]           | Director executiv al Consiliului Hebridelor Exterioare                                         | Malcolm Burr                               | octombrie 2005                        |
| Sark                                                                                       | Guernsey (Dependență a bailiwick-ului Guernsey)                                                                     | Locotenent guvernator al bailiwick-ului Guernsey                                               | sir Ian Corder                             | 14 martie 2016                        |
| Sark                                                                                       | Guernsey (Dependență a bailiwick-ului Guernsey)                                                                     | Bailiff de Guernsey                                                                            | sir Richard Collas                         | 23 martie 2012                        |
| Sark                                                                                       | Guernsey (Dependență a bailiwick-ului Guernsey)                                                                     | Președinte al Comitetului pentru Politici și Resurse al bailiwick-ului Guernsey (ministru șef) | Gavin St. Pier                             | 6 mai 2016                            |
| Sark                                                                                       | Guernsey (Dependență a bailiwick-ului Guernsey)                                                                     | Senior                                                                                         | Christopher Beaumont                       | 3 iulie 2016                          |
| Sfânta Elena, Ascension și Tristan da Cunha (Saint Helena, Ascension and Tristan da Cunha) | Regatul Unit (Teritoriu de peste mări)                                                                              | Regină a Regatului Unit                                                                        | Elisabeta a II-a                           | 6 februarie 1952                      |
| Sfânta Elena, Ascension și Tristan da Cunha (Saint Helena, Ascension and Tristan da Cunha) | Regatul Unit (Teritoriu de peste mări)                                                                              | Guvernatori (succesivi)                                                                        | Philip Rushbrook                           | 11 mai 2019                           |
| Sfânta Elena, Ascension și Tristan da Cunha (Saint Helena, Ascension and Tristan da Cunha) | Regatul Unit (Teritoriu de peste mări)                                                                              | Guvernatori (succesivi)                                                                        | Louise MacMorran (interimară)              | 4 mai 2019                            |
| Sfânta Elena, Ascension și Tristan da Cunha (Saint Helena, Ascension and Tristan da Cunha) | Regatul Unit (Teritoriu de peste mări)                                                                              | Guvernatori (succesivi)                                                                        | Lisa Honan ,                               | 25 aprilie 2016                       |
| Teritoriul Arctic Britanic (BAT)                                                           | Regatul Unit (Teritoriu de peste mări)                                                                              | Regină a Regatului Unit                                                                        | Elisabeta a II-a                           | 6 februarie 1952                      |
| Teritoriul Arctic Britanic (BAT)                                                           | Regatul Unit (Teritoriu de peste mări)                                                                              | Comisar                                                                                        | Ben Merrick                                | 7 august 2017                         |
| Teritoriul Arctic Britanic (BAT)                                                           | Regatul Unit (Teritoriu de peste mări)                                                                              | Administrator                                                                                  | Stuart Doubleday                           | 15 februarie 2016                     |
| Teritoriul Britanic din Oceanul Indian (BIOT)                                              | Regatul Unit (Teritoriu de peste mări)                                                                              | Regină a Regatului Unit                                                                        | Elisabeta a II-a                           | 6 februarie 1952                      |
| Teritoriul Britanic din Oceanul Indian (BIOT)                                              | Regatul Unit (Teritoriu de peste mări)                                                                              | Comisar                                                                                        | Ben Merrick                                | 7 august 2017                         |
| Teritoriul Britanic din Oceanul Indian (BIOT)                                              | Regatul Unit (Teritoriu de peste mări)                                                                              | Administratoare                                                                                | Linsey Billing                             | iulie 2017                            |
| Teritoriul Britanic din Oceanul Indian (BIOT)                                              | Regatul Unit (Teritoriu de peste mări)                                                                              | Reprezentante ale comisarului (succesive)                                                      | Kay Burbidge                               | 19 aprilie 2019                       |
| Teritoriul Britanic din Oceanul Indian (BIOT)                                              | Regatul Unit (Teritoriu de peste mări)                                                                              | Reprezentante ale comisarului (succesive)                                                      | Karen Cahill                               | 2017                                  |
| Tristan da Cunha                                                                           | Sfânta Elena, Ascension și Tristan da Cunha (Componenră a teritoriului Sfânta Elena, Ascensión și Tristan da Cunha) | Guvernatori ai teritoriului Sfânta Elena, Ascensión și Tristan da Cunha (succesivi)            | Philip Rushbrook                           | 11 mai 2019                           |
| Tristan da Cunha                                                                           | Sfânta Elena, Ascension și Tristan da Cunha (Componenră a teritoriului Sfânta Elena, Ascensión și Tristan da Cunha) | Guvernatori ai teritoriului Sfânta Elena, Ascensión și Tristan da Cunha (succesivi)            | Louise MacMorran (interimară)              | 4 mai 2019                            |
| Tristan da Cunha                                                                           | Sfânta Elena, Ascension și Tristan da Cunha (Componenră a teritoriului Sfânta Elena, Ascensión și Tristan da Cunha) | Guvernatori ai teritoriului Sfânta Elena, Ascensión și Tristan da Cunha (succesivi)            | Lisa Honan ,                               | 25 aprilie 2016                       |
| Tristan da Cunha                                                                           | Sfânta Elena, Ascension și Tristan da Cunha (Componenră a teritoriului Sfânta Elena, Ascensión și Tristan da Cunha) | Administratori                                                                                 | Lorraine Repetto , (interimară)            | 7 mai 2019 - 17 august 2019           |
| Tristan da Cunha                                                                           | Sfânta Elena, Ascension și Tristan da Cunha (Componenră a teritoriului Sfânta Elena, Ascensión și Tristan da Cunha) | Administratori                                                                                 | Sean Burns ,                               | 28 noiembrie 2016                     |
| Turks și Caicos, Insulele                                                                  | Regatul Unit (Teritoriu de peste mări)                                                                              | Regină a Regatului Unit                                                                        | Elisabeta a II-a                           | 6 februarie 1952                      |
| Turks și Caicos, Insulele                                                                  | Regatul Unit (Teritoriu de peste mări)                                                                              | Guvernatori (succesivi)                                                                        | Nigel Dakin                                | 15 iulie 2019                         |
| Turks și Caicos, Insulele                                                                  | Regatul Unit (Teritoriu de peste mări)                                                                              | Guvernatori (succesivi)                                                                        | Anya Williams (interimară)                 | 7 iulie 2019                          |
| Turks și Caicos, Insulele                                                                  | Regatul Unit (Teritoriu de peste mări)                                                                              | Guvernatori (succesivi)                                                                        | John Freeman                               | 17 octombrie 2016                     |
| Turks și Caicos, Insulele                                                                  | Regatul Unit (Teritoriu de peste mări)                                                                              | Premier                                                                                        | Sharlene Cartwright-Robinson               | 20 decembrie 2016                     |
| Virgine Britanice, Insulele (BVI)                                                          | Regatul Unit (Teritoriu de peste mări)                                                                              | Regină a Regatului Unit                                                                        | Elisabeta a II-a                           | 6 februarie 1952                      |
| Virgine Britanice, Insulele (BVI)                                                          | Regatul Unit (Teritoriu de peste mări)                                                                              | Guvernator                                                                                     | Gus Jaspert                                | 22 august 2017                        |
| Virgine Britanice, Insulele (BVI)                                                          | Regatul Unit (Teritoriu de peste mări)                                                                              | Premieri (succesivi)                                                                           | Andrew Fahie                               | 26 februarie 2019                     |
| Virgine Britanice, Insulele (BVI)                                                          | Regatul Unit (Teritoriu de peste mări)                                                                              | Premieri (succesivi)                                                                           | Orlando Smith                              | 9 noiembrie 2011                      |

## Departamente și colectivități de peste mări și teritorii cu statut special franceze
| Teritoriu                                                                                       | Suveranitate și statut                                        | Funcția                                                                           | Numele                              | Începând cu        |
| ----------------------------------------------------------------------------------------------- | ------------------------------------------------------------- | --------------------------------------------------------------------------------- | ----------------------------------- | ------------------ |
| Clipperton, Insula                                                                              | Franța (Domeniu public maritim al statului nelocuit)          | Președinte al Republicii Franceze                                                 | Emmanuel Macron                     | 14 mai 2017        |
| Clipperton, Insula                                                                              | Franța (Domeniu public maritim al statului nelocuit)          | Administratoare                                                                   | Annick Girardin                     | 17 mai 2017        |
| Clipperton, Insula                                                                              | Franța (Domeniu public maritim al statului nelocuit)          | Administratori delegați , (succesivi)                                             | Dominique Sorain                    | 8 august 2019      |
| Clipperton, Insula                                                                              | Franța (Domeniu public maritim al statului nelocuit)          | Administratori delegați , (succesivi)                                             | Éric Requet (interimar)             | 29 mai 2019        |
| Clipperton, Insula                                                                              | Franța (Domeniu public maritim al statului nelocuit)          | Administratori delegați , (succesivi)                                             | René Bidal                          | 30 mai 2016        |
| Domeniile franceze din Israel (Domeniul Național Francez din Țara Sfântă)                       | Franța (Posesiuni ale statului)                               | Președinte al Republicii Franceze                                                 | Emmanuel Macron                     | 14 mai 2017        |
| Domeniile franceze din Israel (Domeniul Național Francez din Țara Sfântă)                       | Franța (Posesiuni ale statului)                               | Ministru al Europei și al Afacerilor Externe al Republicii Franceze               | Jean-Yves Le Drian                  | 17 mai 2017        |
| Domeniile franceze din Israel (Domeniul Național Francez din Țara Sfântă)                       | Franța (Posesiuni ale statului)                               | Administratori (succesivi)                                                        | René Troccaz                        | 30 iulie 2019      |
| Domeniile franceze din Israel (Domeniul Național Francez din Țara Sfântă)                       | Franța (Posesiuni ale statului)                               | Administratori (succesivi)                                                        | Pierre Cochard                      | 20 septembrie 2016 |
| Domeniile franceze din insula Sfânta Elena                                                      | Franța (Posesiuni ale statului)                               | Președinte al Republicii Franceze                                                 | Emmanuel Macron                     | 14 mai 2017        |
| Domeniile franceze din insula Sfânta Elena                                                      | Franța (Posesiuni ale statului)                               | Ministru al Europei și al Afacerilor Externe al Republicii Franceze               | Jean-Yves Le Drian                  | 17 mai 2017        |
| Domeniile franceze din insula Sfânta Elena                                                      | Franța (Posesiuni ale statului)                               | Consul onorar al Franței la Jamestown (Sfânta Elena)                              | Michel Dancoisne-Martineau          | 1 decembrie 1987   |
| Domeniile franceze din insula Sfânta Elena                                                      | Franța (Posesiuni ale statului)                               | Conservator                                                                       | Michel Dancoisne-Martineau          | 5 august 1991      |
| Domeniile franceze la Vatican (Fundația Așezămintelor Pioase ale Franței la Roma și la Lorette) | Franța (Posesiuni ale statului)                               | Președinte al Republicii Franceze                                                 | Emmanuel Macron                     | 14 mai 2017        |
| Domeniile franceze la Vatican (Fundația Așezămintelor Pioase ale Franței la Roma și la Lorette) | Franța (Posesiuni ale statului)                               | Ministru al Europei și al Afacerilor Externe al Republicii Franceze               | Jean-Yves Le Drian                  | 17 mai 2017        |
| Domeniile franceze la Vatican (Fundația Așezămintelor Pioase ale Franței la Roma și la Lorette) | Franța (Posesiuni ale statului)                               | Președinți ai Congregației Generale (succesivi)                                   | Élisabeth Beton-Delègue             | 10 aprilie 2019    |
| Domeniile franceze la Vatican (Fundația Așezămintelor Pioase ale Franței la Roma și la Lorette) | Franța (Posesiuni ale statului)                               | Președinți ai Congregației Generale (succesivi)                                   | Yves Teyssier d'Orfeuil (interimar) | 4 iulie 2018       |
| Domeniile franceze la Vatican (Fundația Așezămintelor Pioase ale Franței la Roma și la Lorette) | Franța (Posesiuni ale statului)                               | Administrator al Fundației Așezămintelor Pioase ale Franței la Roma și la Lorette | părintele Michel Kubler             | 1 ianuarie 2019    |
| Guadelupa                                                                                       | Franța (Departament de peste mări)                            | Președinte al Republicii Franceze                                                 | Emmanuel Macron                     | 14 mai 2017        |
| Guadelupa                                                                                       | Franța (Departament de peste mări)                            | Prefect                                                                           | Philippe Gustin                     | 28 mai 2018        |
| Guadelupa                                                                                       | Franța (Departament de peste mări)                            | Președinte al Consilului Regional                                                 | Ary Chalus                          | 18 decembrie 2015  |
| Guadelupa                                                                                       | Franța (Departament de peste mări)                            | Președintă a Consililui Departamental                                             | Josette Borel-Lincertin             | 2 aprilie 2015     |
| Guyana Franceză                                                                                 | Franța (Departament de peste mări)                            | Președinte al Republicii Franceze                                                 | Emmanuel Macron                     | 14 mai 2017        |
| Guyana Franceză                                                                                 | Franța (Departament de peste mări)                            | Prefecți (succesivi)                                                              | Marc Del Grande                     | 5 august 2019      |
| Guyana Franceză                                                                                 | Franța (Departament de peste mări)                            | Prefecți (succesivi)                                                              | Paul-Marie Claudon? (interimar)     | 3? august 2019     |
| Guyana Franceză                                                                                 | Franța (Departament de peste mări)                            | Prefecți (succesivi)                                                              | Patrice Faure                       | 28 august 2017     |
| Guyana Franceză                                                                                 | Franța (Departament de peste mări)                            | Președinte al Adunării                                                            | Rodolphe Alexandre                  | 18 decembrie 2015  |
| Casa Hauteville (Hauteville House)                                                              | Paris (proprietate a primăriei Parisului în Insula Guernesey) | Președinte al Republicii Franceze                                                 | Emmanuel Macron                     | 14 mai 2017        |
| Casa Hauteville (Hauteville House)                                                              | Paris (proprietate a primăriei Parisului în Insula Guernesey) | Ministru al Europei și al Afacerilor Externe al Republicii Franceze               | Jean-Yves Le Drian                  | 17 mai 2017        |
| Casa Hauteville (Hauteville House)                                                              | Paris (proprietate a primăriei Parisului în Insula Guernesey) | Primar al Parisului                                                               | Anne Hidalgo                        | 5 aprilie 2014     |
| Casa Hauteville (Hauteville House)                                                              | Paris (proprietate a primăriei Parisului în Insula Guernesey) | Consul onorar al Franței la Saint Peter Port (Guernsey)                           | Odile Blanchette                    | ianuarie 2003      |
| Casa Hauteville (Hauteville House)                                                              | Paris (proprietate a primăriei Parisului în Insula Guernesey) | Conservatoare                                                                     | Odile Blanchette                    | ianuarie 2003      |
| Martinica                                                                                       | Franța (Departament de peste mări)                            | Președinte al Republicii Franceze                                                 | Emmanuel Macron                     | 14 mai 2017        |
| Martinica                                                                                       | Franța (Departament de peste mări)                            | Prefect                                                                           | Franck Robine                       | 19 iulie 2017      |
| Martinica                                                                                       | Franța (Departament de peste mări)                            | Președinte al Consiliului Executiv                                                | Alfred Marie-Jeanne                 | 18 decembrie 2015  |
| Mayotte                                                                                         | Franța · (Departament de peste mări)                          | Președinte al Republicii Franceze                                                 | Emmanuel Macron                     | 14 mai 2017        |
| Mayotte                                                                                         | Franța · (Departament de peste mări)                          | Prefecți (succesivi)                                                              | Jean-François Colombet              | 29 iulie 2019      |
| Mayotte                                                                                         | Franța · (Departament de peste mări)                          | Prefecți (succesivi)                                                              | Dominique Sorain                    | 30 martie 2018     |
| Mayotte                                                                                         | Franța · (Departament de peste mări)                          | Președinte al Consililui Departamental                                            | Soibahadine Ibrahim Ramadani        | 2 aprilie 2015     |
| Noua Caledonie                                                                                  | Franța (Colectivitate de peste mări sui generis)              | Președinte al Republicii Franceze                                                 | Emmanuel Macron                     | 14 mai 2017        |
| Noua Caledonie                                                                                  | Franța (Colectivitate de peste mări sui generis)              | Înalți Comisari ai Republicii (succesivi)                                         | Laurent Prévost                     | 5 august 2019      |
| Noua Caledonie                                                                                  | Franța (Colectivitate de peste mări sui generis)              | Înalți Comisari ai Republicii (succesivi)                                         | Laurent Cabrera (interimar)         | 28 iulie 2019      |
| Noua Caledonie                                                                                  | Franța (Colectivitate de peste mări sui generis)              | Înalți Comisari ai Republicii (succesivi)                                         | Thierry Lataste                     | 20 iunie 2016      |
| Noua Caledonie                                                                                  | Franța (Colectivitate de peste mări sui generis)              | Președinți ai Guvernului (succesivi)                                              | Thierry Santa                       | 9 iulie 2019       |
| Noua Caledonie                                                                                  | Franța (Colectivitate de peste mări sui generis)              | Președinți ai Guvernului (succesivi)                                              | Philippe Germain                    | 1 aprilie 2015     |
| Polinezia Franceză                                                                              | Franța (colectivitate de peste mări franceză)                 | Președinte al Republicii Franceze                                                 | Emmanuel Macron                     | 14 mai 2017        |
| Polinezia Franceză                                                                              | Franța (colectivitate de peste mări franceză)                 | Înalți Comisari ai Republicii (succesivi)                                         | Dominique Sorain                    | 8 august 2019      |
| Polinezia Franceză                                                                              | Franța (colectivitate de peste mări franceză)                 | Înalți Comisari ai Republicii (succesivi)                                         | Éric Requet (interimar)             | 29 mai 2019        |
| Polinezia Franceză                                                                              | Franța (colectivitate de peste mări franceză)                 | Înalți Comisari ai Republicii (succesivi)                                         | René Bidal                          | 30 mai 2016        |
| Polinezia Franceză                                                                              | Franța (colectivitate de peste mări franceză)                 | Președinte                                                                        | Édouard Fritch                      | 12 septembrie 2014 |
| 'Réunion                                                                                        | Franța (Departament de peste mări)                            | Președinte al Republicii Franceze                                                 | Emmanuel Macron                     | 14 mai 2017        |
| 'Réunion                                                                                        | Franța (Departament de peste mări)                            | Prefecți (succesivi)                                                              | Jacques Billant                     | 17 iunie 2019      |
| 'Réunion                                                                                        | Franța (Departament de peste mări)                            | Prefecți (succesivi)                                                              | Amaury de Saint-Quentin             | 10 iulie 2017      |
| 'Réunion                                                                                        | Franța (Departament de peste mări)                            | Președinte al Consiliului Regional                                                | Didier Robert                       | 26 martie 2011     |
| 'Réunion                                                                                        | Franța (Departament de peste mări)                            | Președinte al Consililui Departamental                                            | Cyrille Melchior                    | 18 decembrie 2017  |
| Sfântul Bartolomeu (Saint Barthélemy)                                                           | Franța (Colectivitate de peste mări)                          | Președinte al Republicii Franceze                                                 | Emmanuel Macron                     | 14 mai 2017        |
| Sfântul Bartolomeu (Saint Barthélemy)                                                           | Franța (Colectivitate de peste mări)                          | Prefect                                                                           | Philippe Gustin                     | 28 mai 2018        |
| Sfântul Bartolomeu (Saint Barthélemy)                                                           | Franța (Colectivitate de peste mări)                          | Prefect delegat                                                                   | Sylvie Daniélo-Feucher              | 9 iulie 2018       |
| Sfântul Bartolomeu (Saint Barthélemy)                                                           | Franța (Colectivitate de peste mări)                          | Președinte al Consililui Teritorial                                               | Bruno Magras                        | 15 iulie 2007      |
| Sfântul Martin [Saint Martin (France)]                                                          | Franța (Colectivitate de peste mări)                          | Președinte al Republicii Franceze                                                 | Emmanuel Macron                     | 14 mai 2017        |
| Sfântul Martin [Saint Martin (France)]                                                          | Franța (Colectivitate de peste mări)                          | Prefect                                                                           | Philippe Gustin                     | 28 mai 2018        |
| Sfântul Martin [Saint Martin (France)]                                                          | Franța (Colectivitate de peste mări)                          | Prefect delegat                                                                   | Sylvie Daniélo-Feucher              | 9 iulie 2018       |
| Sfântul Martin [Saint Martin (France)]                                                          | Franța (Colectivitate de peste mări)                          | Președinte al Consililui Teritorial                                               | Daniel Gibbs                        | 3 aprilie 2017     |
| Sfântul Petru și Miquelon (Saint Pierre et Miquelon)                                            | Franța (Colectivitate de peste mări)                          | Președinte al Republicii Franceze                                                 | Emmanuel Macron                     | 14 mai 2017        |
| Sfântul Petru și Miquelon (Saint Pierre et Miquelon)                                            | Franța (Colectivitate de peste mări)                          | Prefect                                                                           | Thierry Devimeux                    | 17 ianuarie 2018   |
| Sfântul Petru și Miquelon (Saint Pierre et Miquelon)                                            | Franța (Colectivitate de peste mări)                          | Președinte al Consililui Teritorial                                               | Stéphane Lenormand                  | 25 octombrie 2017  |
| Teritoriile australe și antarctice franceze (TAAF)                                              | Franța (Teritoriu de peste mări)                              | Președinte al Republicii Franceze                                                 | Emmanuel Macron                     | 14 mai 2017        |
| Teritoriile australe și antarctice franceze (TAAF)                                              | Franța (Teritoriu de peste mări)                              | Prefect administratoare superioarǎ                                                | Évelyne Decorps                     | 18 noiembrie 2018  |
| Wallis și Futuna (vezi și : §12)                                                                | Franța (Colectivitate de peste mări)                          | Președinte al Republicii Franceze                                                 | Emmanuel Macron                     | 14 mai 2017        |
| Wallis și Futuna (vezi și : §12)                                                                | Franța (Colectivitate de peste mări)                          | Administratori superiori (succesivi)                                              | Thierry Queffelec                   | 10 ianuarie 2019   |
| Wallis și Futuna (vezi și : §12)                                                                | Franța (Colectivitate de peste mări)                          | Administratori superiori (succesivi)                                              | Christophe Lotigie (interimar)      | 28 decembrie 2018  |
| Wallis și Futuna (vezi și : §12)                                                                | Franța (Colectivitate de peste mări)                          | Președinți ai Adunării Teritoriale (succesivi)                                    | Atoloto Kolokilagi                  | 29 noiembrie 2019  |
| Wallis și Futuna (vezi și : §12)                                                                | Franța (Colectivitate de peste mări)                          | Președinți ai Adunării Teritoriale (succesivi)                                    | David Vergé                         | 4 aprilie 2017     |

## Dependințe și teritorii speciale ale Norvegiei
| Teritoriu         | Suveranitate și statut                          | Funcția                                               | Numele            | Începând cu       |
| ----------------- | ----------------------------------------------- | ----------------------------------------------------- | ----------------- | ----------------- |
| Bouvet, Insula    | Norvegia · (Dependență nelocuită)               | Rege al Norvegiei                                     | Harald al V-lea , | 17 ianuarie 1991  |
| Bouvet, Insula    | Norvegia · (Dependență nelocuită)               | Director general al Departamentului Afacerilor Polare | Øystein Mortensen | 2 octombrie 2015  |
| Bouvet, Insula    | Norvegia · (Dependență nelocuită)               | Director al Institutului Polar Norvegian              | Ole Arve Misund   | 1 septembrie 2017 |
| Jan Mayen, Insula | Norvegia · (Componentă a Regatului Norvegiei)   | Rege al Norvegiei                                     | Harald al V-lea , | 17 ianuarie 1991  |
| Jan Mayen, Insula | Norvegia · (Componentă a Regatului Norvegiei)   | Administrator                                         | Tom Cato Karlsen  | 1 ianuarie 2019   |
| Petru I, Insula   | Norvegia · (Dependență nelocuită)               | Rege al Norvegiei                                     | Harald al V-lea , | 17 ianuarie 1991  |
| Petru I, Insula   | Norvegia · (Dependență nelocuită)               | Director general al Departamentului Afacerilor Polare | Øystein Mortensen | 2 octombrie 2015  |
| Petru I, Insula   | Norvegia · (Dependență nelocuită)               | Director al Institutului Polar Norvegian              | Ole Arve Misund   | 1 septembrie 2017 |
| Svalbard          | Norvegia · (Teritoriu cu suveranitate specială) | Rege al Norvegiei                                     | Harald al V-lea , | 17 ianuarie 1991  |
| Svalbard          | Norvegia · (Teritoriu cu suveranitate specială) | Guvernatoare (Sysselmann)                             | Kjerstin Askholt  | 10 octombrie 2015 |
| Țara Reginei Maud | Norvegia · (Dependență nelocuită)               | Rege al Norvegiei                                     | Harald al V-lea , | 17 ianuarie 1991  |
| Țara Reginei Maud | Norvegia · (Dependență nelocuită)               | Director general al Departamentului Afacerilor Polare | Øystein Mortensen | 2 octombrie 2015  |
| Țara Reginei Maud | Norvegia · (Dependență nelocuită)               | Director al Institutului Polar Norvegian              | Ole Arve Misund   | 1 septembrie 2017 |

## Dependințe și teritorii speciale ale Noii-Zeelande
| Teritoriu        | Suveranitate și statut                                 | Funcția                                                     | Numele                        | Începând cu        |
| ---------------- | ------------------------------------------------------ | ----------------------------------------------------------- | ----------------------------- | ------------------ |
| Cook, Insulele   | Noua Zeelandă · (Stat independent în liberă asociere)  | Regină a Noii Zeelende                                      | Elisabeta a II-a              | 6 februarie 1952   |
| Cook, Insulele   | Noua Zeelandă · (Stat independent în liberă asociere)  | Reprezentant al reginei                                     | sir Tom Marsters              | 27 iulie 2013      |
| Cook, Insulele   | Noua Zeelandă · (Stat independent în liberă asociere)  | Înalți Comisari ai Noii Zeelande (succesivi)                | Rachel Bennett (interimară)   | 9 decembrie 2019   |
| Cook, Insulele   | Noua Zeelandă · (Stat independent în liberă asociere)  | Înalți Comisari ai Noii Zeelande (succesivi)                | Tessa Te Mata                 | 25 februarie 2019  |
| Cook, Insulele   | Noua Zeelandă · (Stat independent în liberă asociere)  | Înalți Comisari ai Noii Zeelande (succesivi)                | Samantha Beckett (interimară) | 18 ianuarie 2019   |
| Cook, Insulele   | Noua Zeelandă · (Stat independent în liberă asociere)  | Înalți Comisari ai Noii Zeelande (succesivi)                | Peter Marshall                | 10 ianuarie 2017   |
| Cook, Insulele   | Noua Zeelandă · (Stat independent în liberă asociere)  | Prim-ministru                                               | Henry Puna                    | 30 noiembrie 2010  |
| Niue, Insule     | Noua Zeelandă · (Teritoriu autonom în liberă asociere) | Regină a Noii Zeelende                                      | Elisabeta a II-a              | 6 februarie 1952   |
| Niue, Insule     | Noua Zeelandă · (Teritoriu autonom în liberă asociere) | Guvernatoare generală                                       | dame Patsy Reddy              | 28 septembrie 2016 |
| Niue, Insule     | Noua Zeelandă · (Teritoriu autonom în liberă asociere) | Înalt Comisar al Noii Zeelande                              | Kirk Yates                    | 16 mai 2018        |
| Niue, Insule     | Noua Zeelandă · (Teritoriu autonom în liberă asociere) | Premier                                                     | Toke Tufukia Talagi           | 19 iunie 2008      |
| Ross, Dependența | Noua Zeelandă · (Dependență nelocuită)                 | Regină a Noii Zeelende                                      | Elisabeta a II-a              | 6 februarie 1952   |
| Ross, Dependența | Noua Zeelandă · (Dependență nelocuită)                 | Guvernatoare generalǎ a Noii Zeelende                       | dame Patsy Reddy              | 28 septembrie 2016 |
| Ross, Dependența | Noua Zeelandă · (Dependență nelocuită)                 | Directori generali ai Antarcticii Noii Zeelende (succesivi) | Sarah Williamson              | iunie 2019         |
| Ross, Dependența | Noua Zeelandă · (Dependență nelocuită)                 | Directori generali ai Antarcticii Noii Zeelende (succesivi) | Peter Smith (interimar)       | septembrie 2018    |
| Tokelau          | Noua Zeelandă · Teritoriu autonom în liberă asociere)  | Regină a Noii Zeelende                                      | Elisabeta a II-a              | 6 februarie 1952   |
| Tokelau          | Noua Zeelandă · Teritoriu autonom în liberă asociere)  | Guvernatoare generalǎ a Noii Zeelende                       | dame Patsy Reddy              | 28 septembrie 2016 |
| Tokelau          | Noua Zeelandă · Teritoriu autonom în liberă asociere)  | Administrator                                               | Ross Ardern                   | mai 2018           |
| Tokelau          | Noua Zeelandă · Teritoriu autonom în liberă asociere)  | Șefi ai Guvernului (Ulu o Tokelau) (succesivi)              | Kerisiano Kalolo              | 12 martie 2019     |
| Tokelau          | Noua Zeelandă · Teritoriu autonom în liberă asociere)  | Șefi ai Guvernului (Ulu o Tokelau) (succesivi)              | Afega Gaualofa                | 5 martie 2018      |

## Teritorii speciale ale Statelor Unite ale Americii
| Teritoriu                                         | Suveranitate și statut                                                                                             | Funcția                                                                      | Numele                        | Începând cu                       |
| ------------------------------------------------- | --- | ---------------------------------------------------------------------------- | ----------------------------- | --------------------------------- |
| Baker, Insula                                     | Statele Unite ale Americii · (Teritoriu neîncorporat, neorganizat, nelocuit)                                       | Președinte al Statelor Unite ale Americii                                    | Donald Trump                  | 20 ianuarie 2017                  |
| Baker, Insula                                     | Statele Unite ale Americii · (Teritoriu neîncorporat, neorganizat, nelocuit)                                       | Directoare a Servicului Pescuitului și Faunei al Statelor Unite ale Americii | Margaret Everson (interimară) | 12 noiembrie 2018                 |
| Guam                                              | Statele Unite ale Americii · (Teritoriu neîncorporat, organizat)                                                   | Președinte al Statelor Unite ale Americii                                    | Donald Trump                  | 20 ianuarie 2017                  |
| Guam                                              | Statele Unite ale Americii · (Teritoriu neîncorporat, organizat)                                                   | Guvernatori (succesivi)                                                      | Lou Leon Guerrero             | 7 ianuarie 2019                   |
| Guam                                              | Statele Unite ale Americii · (Teritoriu neîncorporat, organizat)                                                   | Guvernatori (succesivi)                                                      | Eddie Calvo                   | 3 ianuarie 2011                   |
| Guantanamo, Stația Navală Golful (Gitmo sau GTMO) | Statele Unite ale Americii · (Bază navală închiriată)                                                              | Președinte al Statelor Unite ale Americii                                    | Donald Trump                  | 20 ianuarie 2017                  |
| Guantanamo, Stația Navală Golful (Gitmo sau GTMO) | Statele Unite ale Americii · (Bază navală închiriată)                                                              | Comandant al bazei                                                           | John A. Fischer               | 21 iunie 2018                     |
| Howland, Insula                                   | Statele Unite ale Americii · (Teritoriu neîncorporat, neorganizat, nelocuit)                                       | Președinte al Statelor Unite ale Americii                                    | Donald Trump                  | 20 ianuarie 2017                  |
| Howland, Insula                                   | Statele Unite ale Americii · (Teritoriu neîncorporat, neorganizat, nelocuit)                                       | Directoare a Servicului Pescuitului și Faunei al Statelor Unite              | Margaret Everson (interimară) | 12 noiembrie 2018                 |
| Jarvis, Insula                                    | Statele Unite ale Americii · (Teritoriu neîncorporat, neorganizat, nelocuit)                                       | Președinte al Statelor Unite ale Americii                                    | Donald Trump                  | 20 ianuarie 2017                  |
| Jarvis, Insula                                    | Statele Unite ale Americii · (Teritoriu neîncorporat, neorganizat, nelocuit)                                       | Directoare a Servicului Pescuitului și Faunei al Statelor Unite              | Margaret Everson (interimară) | 12 noiembrie 2018                 |
| Johnston, Atolul                                  | Statele Unite ale Americii · (Teritoriu neîncorporat, neorganizat, nelocuit)                                       | Președinte al Statelor Unite ale Americii                                    | Donald Trump                  | 20 ianuarie 2017                  |
| Johnston, Atolul                                  | Statele Unite ale Americii · (Teritoriu neîncorporat, neorganizat, nelocuit)                                       | Directoare a Servicului Pescuitului și Faunei al Statelor Unite              | Margaret Everson (interimară) | 12 noiembrie 2018                 |
| Kingman Reciful                                   | Statele Unite ale Americii · (Teritoriu neîncorporat, neorganizat, nelocuit)                                       | Președinte al Statelor Unite ale Americii                                    | Donald Trump                  | 20 ianuarie 2017                  |
| Kingman Reciful                                   | Statele Unite ale Americii · (Teritoriu neîncorporat, neorganizat, nelocuit)                                       | Directoare a Servicului Pescuitului și Faunei al Statelor Unite              | Margaret Everson (interimară) | 12 noiembrie 2018                 |
| Mariane de Nord, Insulele                         | Statele Unite ale Americii · (Stat liber asociat cu Statele Unite ale Americii, teritoriu neîncorporat, organizat) | Președinte al Statelor Unite ale Americii                                    | Donald Trump                  | 20 ianuarie 2017                  |
| Mariane de Nord, Insulele                         | Statele Unite ale Americii · (Stat liber asociat cu Statele Unite ale Americii, teritoriu neîncorporat, organizat) | Guvernator                                                                   | Ralph Torres                  | 29 decembrie 2015                 |
| Midway, Atolul                                    | Statele Unite ale Americii · (Teritoriu neîncorporat, neorganizat, nelocuit)                                       | Președinte al Statelor Unite ale Americii                                    | Donald Trump                  | 20 ianuarie 2017                  |
| Midway, Atolul                                    | Statele Unite ale Americii · (Teritoriu neîncorporat, neorganizat, nelocuit)                                       | Directoare a Servicului Pescuitului și Faunei al Statelor Unite              | Margaret Everson (interimară) | 12 noiembrie 2018                 |
| Navasa, Insula                                    | Statele Unite ale Americii · (Teritoriu neîncorporat, neorganizat, nelocuit)                                       | Președinte al Statelor Unite ale Americii                                    | Donald Trump                  | 20 ianuarie 2017                  |
| Navasa, Insula                                    | Statele Unite ale Americii · (Teritoriu neîncorporat, neorganizat, nelocuit)                                       | Directoare a Servicului Pescuitului și Faunei al Statelor Unite              | Margaret Everson (interimară) | 12 noiembrie 2018                 |
| Palmyra, Atolul                                   | Statele Unite ale Americii · (Teritoriu neîncorporat, neorganizat, nelocuit)                                       | Președinte al Statelor Unite ale Americii                                    | Donald Trump                  | 20 ianuarie 2017                  |
| Palmyra, Atolul                                   | Statele Unite ale Americii · (Teritoriu neîncorporat, neorganizat, nelocuit)                                       | Directoare a Servicului Pescuitului și Faunei al Statelor Unite              | Margaret Everson (interimară) | 12 noiembrie 2018                 |
| Palmyra, Atolul                                   | Statele Unite ale Americii · (Teritoriu neîncorporat, neorganizat, nelocuit)                                       | Subsecretar pentru Afacerile Insulare al Statelor Unite ale Americii ,       | Douglas Domenech              | 18 septembrie 2017                |
| Palmyra, Atolul                                   | Statele Unite ale Americii · (Teritoriu neîncorporat, neorganizat, nelocuit)                                       | Gestionari (succesivi)                                                       | Chad Wiggins                  | 7 iunie 2019                      |
| Palmyra, Atolul                                   | Statele Unite ale Americii · (Teritoriu neîncorporat, neorganizat, nelocuit)                                       | Gestionari (succesivi)                                                       | Alex Wegman                   | ianuarie 2016                     |
| Porto Rico                                        | Statele Unite ale Americii · (Stat liber asociat cu Statele Unite ale Americii, teritoriu neîncorporat, organizat) | Președinte al Statelor Unite ale Americii                                    | Donald Trump                  | 20 ianuarie 2017                  |
| Porto Rico                                        | Statele Unite ale Americii · (Stat liber asociat cu Statele Unite ale Americii, teritoriu neîncorporat, organizat) | Guvernatori (succesivi)                                                      | Wanda Vázquez Garced          | 7 august 2019                     |
| Porto Rico                                        | Statele Unite ale Americii · (Stat liber asociat cu Statele Unite ale Americii, teritoriu neîncorporat, organizat) | Guvernatori (succesivi)                                                      | Pedro Pierluisi (de facto)    | 2 august 2019                     |
| Porto Rico                                        | Statele Unite ale Americii · (Stat liber asociat cu Statele Unite ale Americii, teritoriu neîncorporat, organizat) | Guvernatori (succesivi)                                                      | Ricky Rosselló                | 2 ianuarie 2017                   |
| Samoa Americană                                   | Statele Unite ale Americii · (Teritoriu neîncorporat, organizat)                                                   | Președinte al Statelor Unite ale Americii                                    | Donald Trump                  | 20 ianuarie 2017                  |
| Samoa Americană                                   | Statele Unite ale Americii · (Teritoriu neîncorporat, organizat)                                                   | Guvernatori                                                                  | Lemanu Peleti Mauga           | 28 februarie 2019 - 16 iulie 2019 |
| Samoa Americană                                   | Statele Unite ale Americii · (Teritoriu neîncorporat, organizat)                                                   | Guvernatori                                                                  | Lolo Matalasi Moliga          | 3 ianuarie 2012                   |
| Virgine Americane, Insulele                       | Statele Unite ale Americii · (Teritoriu neîncorporat, organizat)                                                   | Președinte al Statelor Unite ale Americii                                    | Donald Trump                  | 20 ianuarie 2017                  |
| Virgine Americane, Insulele                       | Statele Unite ale Americii · (Teritoriu neîncorporat, organizat)                                                   | Guvernatori (succesivi)                                                      | Albert Bryan                  | 7 ianuarie 2019                   |
| Virgine Americane, Insulele                       | Statele Unite ale Americii · (Teritoriu neîncorporat, organizat)                                                   | Guvernatori (succesivi)                                                      | Kenneth E. Mapp               | 5 ianuarie 2015                   |
| Wake, Insula sau Atolul Wake                      | Statele Unite ale Americii · (Teritoriu neîncorporat, neorganizat, nelocuit)                                       | Președinte al Statelor Unite ale Americii                                    | Donald Trump                  | 20 ianuarie 2017                  |
| Wake, Insula sau Atolul Wake                      | Statele Unite ale Americii · (Teritoriu neîncorporat, neorganizat, nelocuit)                                       | Administrator                                                                | Douglas Domenech              | 18 septembrie 2017                |
| Wake, Insula sau Atolul Wake                      | Statele Unite ale Americii · (Teritoriu neîncorporat, neorganizat, nelocuit)                                       | Guvernator                                                                   | Thomas E. Ayres               | 18 ianuarie 2018                  |

## Teritorii speciale ale Regatului Țărilor de Jos
| Teritoriu                                 | Suveranitate și statut                                                                                     | Funcția                                                                           | Numele                       | Începând cu       |
| ----------------------------------------- | --- | --------------------------------------------------------------------------------- | ---------------------------- | ----------------- |
| Aruba                                     | Țările de Jos · (Stat constitutiv al Regatului Țărilor de Jos)                                             | Rege al Țărilor de Jos                                                            | Willem-Alexander             | 30 aprilie 2013   |
| Aruba                                     | Țările de Jos · (Stat constitutiv al Regatului Țărilor de Jos)                                             | Guvernator                                                                        | Alfonso Boekhoudt            | 1 ianuarie 2017   |
| Aruba                                     | Țările de Jos · (Stat constitutiv al Regatului Țărilor de Jos)                                             | Prim-ministru (ministru președintǎ)                                               | Evelyn Wever-Croes           | 17 noiembrie 2017 |
| Bonaire                                   | Țările de Jos · [Municipalitate specială (entitate publlică caraibiană) în cadrul statului Țările de Jos.] | Rege al Țărilor de Jos                                                            | Willem-Alexander             | 30 aprilie 2013   |
| Bonaire                                   | Țările de Jos · [Municipalitate specială (entitate publlică caraibiană) în cadrul statului Țările de Jos.] | Prim-ministru al Țărilor de Jos                                                   | Mark Rutte                   | 14 octombrie 2010 |
| Bonaire                                   | Țările de Jos · [Municipalitate specială (entitate publlică caraibiană) în cadrul statului Țările de Jos.] | Reprezentant național pentru entitățile publice Bonaire, Saba și Sfântul Eustatie | Jan Helmond (interimar)      | 1 ianuarie 2018   |
| Bonaire                                   | Țările de Jos · [Municipalitate specială (entitate publlică caraibiană) în cadrul statului Țările de Jos.] | Locotenent guvernator (gezaghebber)                                               | Edison Rijna                 | 1 martie 2014     |
| Curaçao                                   | Țările de Jos · (Stat constitutiv al Regatului Țărilor de Jos)                                             | Rege al Țărilor de Jos                                                            | Willem-Alexander             | 30 aprilie 2013   |
| Curaçao                                   | Țările de Jos · (Stat constitutiv al Regatului Țărilor de Jos)                                             | Guvernatoare                                                                      | Lucille George-Wout          | 4 noiembrie 2013  |
| Curaçao                                   | Țările de Jos · (Stat constitutiv al Regatului Țărilor de Jos)                                             | Prim-ministru (ministru președinte)                                               | Eugene Rhuggenaath           | 29 mai 2017       |
| Saba                                      | Țările de Jos · [Municipalitate specială (entitate publlică caraibiană) în cadrul statului Țările de Jos]  | Rege al Țărilor de Jos                                                            | Willem-Alexander             | 30 aprilie 2013   |
| Saba                                      | Țările de Jos · [Municipalitate specială (entitate publlică caraibiană) în cadrul statului Țările de Jos]  | Prim-ministru al Țărilor de Jos                                                   | Mark Rutte                   | 14 octombrie 2010 |
| Saba                                      | Țările de Jos · [Municipalitate specială (entitate publlică caraibiană) în cadrul statului Țările de Jos]  | Reprezentant național pentru entitățile publice Bonaire, Saba și Sfântul Eustatie | Jan Helmond (interimar)      | 1 ianuarie 2018   |
| Saba                                      | Țările de Jos · [Municipalitate specială (entitate publlică caraibiană) în cadrul statului Țările de Jos]  | Locotenent guvernator (gezaghebber)                                               | Jonathan G.A. Johnson        | 2 iulie 2008      |
| Sfântul Eustatie (Sint Eustatius)         | Țările de Jos · [Municipalitate specială (entitate publlică caraibiană) în cadrul statului Țările de Jos]  | Rege al Țărilor de Jos                                                            | Willem-Alexander             | 30 aprilie 2013   |
| Sfântul Eustatie (Sint Eustatius)         | Țările de Jos · [Municipalitate specială (entitate publlică caraibiană) în cadrul statului Țările de Jos]  | Prim-ministru al Țărilor de Jos                                                   | Mark Rutte                   | 14 octombrie 2010 |
| Sfântul Eustatie (Sint Eustatius)         | Țările de Jos · [Municipalitate specială (entitate publlică caraibiană) în cadrul statului Țările de Jos]  | Reprezentant național pentru entitățile publice Bonaire, Saba și Sfântul Eustatie | Jan Helmond (interimar)      | 1 ianuarie 2018   |
| Sfântul Eustatie (Sint Eustatius)         | Țările de Jos · [Municipalitate specială (entitate publlică caraibiană) în cadrul statului Țările de Jos]  | Comisar guvernamental                                                             | Mike Franco                  | 7 februarie 2018  |
| Sfântul Martin [Sint Maarten (Nederland)] | Țările de Jos · (Stat constitutiv al Regatului Țărilor de Jos)                                             | Rege al Țărilor de Jos                                                            | Willem-Alexander             | 30 aprilie 2013   |
| Sfântul Martin [Sint Maarten (Nederland)] | Țările de Jos · (Stat constitutiv al Regatului Țărilor de Jos)                                             | Guvernator                                                                        | Eugene Holiday               | 10 octombrie 2010 |
| Sfântul Martin [Sint Maarten (Nederland)] | Țările de Jos · (Stat constitutiv al Regatului Țărilor de Jos)                                             | Prim-miniștri (miniștri președinți) (succesivi)                                   | Silveria Jacobs (interimarǎ) | 19 noiembrie 2019 |
| Sfântul Martin [Sint Maarten (Nederland)] | Țările de Jos · (Stat constitutiv al Regatului Țărilor de Jos)                                             | Prim-miniștri (miniștri președinți) (succesivi)                                   | Wycliffe Smith (interimar)   | 10 octombrie 2019 |
| Sfântul Martin [Sint Maarten (Nederland)] | Țările de Jos · (Stat constitutiv al Regatului Țărilor de Jos)                                             | Prim-miniștri (miniștri președinți) (succesivi)                                   | Leona Marlin-Romeo           | 25 ianuarie 2018  |

## Alte teritorii nesuverane
| Teritoriu                                              | Suveranitate și statut                                                           | Funcția | Numele | Începând cu                            |
| ------------------------------------------------------ | -------------------------------------------------------------------------------- | --- | --- | -------------------------------------- |
| Adjaria (Acaristan)                                    | Georgia · (Republică autonomă)                                                   | Președinți ai Georgiei (succesivi)                                                                              | Salome Zurabishvili                                                                                        | 16 decembrie 2018                      |
| Adjaria (Acaristan)                                    | Georgia · (Republică autonomă)                                                   | Președinți ai Georgiei (succesivi)                                                                              | Giorgi Margvelashvili                                                                                      | 17 noiembrie 2013                      |
| Adjaria (Acaristan)                                    | Georgia · (Republică autonomă)                                                   | Președinte al Consiliului Suprem                                                                                | Davit Gabaidze                                                                                             | 28 octombrie 2016                      |
| Adjaria (Acaristan)                                    | Georgia · (Republică autonomă)                                                   | Președinte al guvernului                                                                                        | Tornike Rizhvadze                                                                                          | 21 iulie 2018                          |
| Alo                                                    | Wallis și Futuna (Regat tradițional)                                             | Administratori superiori ai Wallis și Futuna (succesivi)                                                        | Thierry Queffelec                                                                                          | 10 ianuarie 2019                       |
| Alo                                                    | Wallis și Futuna (Regat tradițional)                                             | Administratori superiori ai Wallis și Futuna (succesivi)                                                        | Christophe Lotigie (interimar)                                                                             | 28 decembrie 2018                      |
| Alo                                                    | Wallis și Futuna (Regat tradițional)                                             | Rege (Tu`i Agaifo)                                                                                              | Lino Leleivai                                                                                              | 29 noiembrie 2018                      |
| Alo                                                    | Wallis și Futuna (Regat tradițional)                                             | Prim-miniștri (Tiafo)                                                                                           | Petelo Ekeni Vaitanaki                                                                                     | 25 ianuarie 2019                       |
| Alo                                                    | Wallis și Futuna (Regat tradițional)                                             | Prim-miniștri (Tiafo)                                                                                           | funcție vacantă                                                                                            | 19 decembrie 2018                      |
| Antarctica                                             | Statele semnatare ale Tratatului Antarcticii (Teritoriu cu statut intrenational) | Secretar Executiv al Secretariatului Tratatului Antarctic                                                       | Albert Lluberas Bonaba (Uruguay)                                                                           | 1 septembrie 2017                      |
| Antarctica Argentiniană                                | Argentina · (Teritoriu revendicat)                                               | Președinți ai Națiunii Argentiniene (succesivi)                                                                 | Alberto Fernández                                                                                          | 10 decembrie 2019                      |
| Antarctica Argentiniană                                | Argentina · (Teritoriu revendicat)                                               | Președinți ai Națiunii Argentiniene (succesivi)                                                                 | Mauricio Macri                                                                                             | 10 decembrie 2015                      |
| Antarctica Argentiniană                                | Argentina · (Teritoriu revendicat)                                               | Guvernatori ai provinciei argentiniene Tierra del Fuego, Antarctica și Insulele Atlanticului de Sud (succesivi) | Juan Carlos Arcando                                                                                        | 9 decembrie 2019                       |
| Antarctica Argentiniană                                | Argentina · (Teritoriu revendicat)                                               | Guvernatori ai provinciei argentiniene Tierra del Fuego, Antarctica și Insulele Atlanticului de Sud (succesivi) | Rosana Bertone                                                                                             | 17 decembrie 2015                      |
| Antarctica Braziliană                                  | Brazilia · (Teritoriu revendicat informal)                                       | Președinți ai Republicii Federale Brazilia                                                                      | Hamilton Mourão , (interimar)                                                                              | 8 septemberi 2019 - 18 septembrie 2019 |
| Antarctica Braziliană                                  | Brazilia · (Teritoriu revendicat informal)                                       | Președinți ai Republicii Federale Brazilia                                                                      | Hamilton Mourão (interimar)                                                                                | 28 ianuarie 2019 - 30 ianuarie 2019    |
| Antarctica Braziliană                                  | Brazilia · (Teritoriu revendicat informal)                                       | Președinți ai Republicii Federale Brazilia                                                                      | Jair Bolsonaro                                                                                             | 1 ianuarie 2019                        |
| Antarctica Braziliană                                  | Brazilia · (Teritoriu revendicat informal)                                       | Coordonatori ai Comisiei Interministeriale Braziliene pentru Resurse Maritime (succesivi)                       | Ilques Barbosa Junior                                                                                      | 9 ianuarie 2019                        |
| Antarctica Braziliană                                  | Brazilia · (Teritoriu revendicat informal)                                       | Coordonatori ai Comisiei Interministeriale Braziliene pentru Resurse Maritime (succesivi)                       | Eduardo Bacellar Leal Ferreira                                                                             | 7 februarie 2015                       |
| Antarctica Chiliană                                    | Chile · (Teritoriu revendicat)                                                   | Președinte al Republicii Chile                                                                                  | Sebastián Piñera                                                                                           | 11 martie 2018                         |
| Antarctica Chiliană                                    | Chile · (Teritoriu revendicat)                                                   | Guvernatori ai provinciei Antartica Chileană (succesivi)                                                        | Nelson Isaac Cárcamo Barrera                                                                               | 20 februarie 2019                      |
| Antarctica Chiliană                                    | Chile · (Teritoriu revendicat)                                                   | Guvernatori ai provinciei Antartica Chileană (succesivi)                                                        | Juan José Arcos                                                                                            | 11 martie 2018                         |
| Athos, Statul Teocratic al Sfîntului Munte             | Grecia · (Republică monastică autonomă)                                          | Șefi ai statului (succesivi)                                                                                    | Nikos Dendias                                                                                              | 9 iulie 2019                           |
| Athos, Statul Teocratic al Sfîntului Munte             | Grecia · (Republică monastică autonomă)                                          | Șefi ai statului (succesivi)                                                                                    | Georgios Katrougalos                                                                                       | 18 februarie 2019                      |
| Athos, Statul Teocratic al Sfîntului Munte             | Grecia · (Republică monastică autonomă)                                          | Șefi ai statului (succesivi)                                                                                    | Aléxis Tsípras                                                                                             | 17 octombrie 2018                      |
| Athos, Statul Teocratic al Sfîntului Munte             | Grecia · (Republică monastică autonomă)                                          | Administratori laici (succesivi)                                                                                | Athanásios Martínos                                                                                        | 8 octombrie 2019                       |
| Athos, Statul Teocratic al Sfîntului Munte             | Grecia · (Republică monastică autonomă)                                          | Administratori laici (succesivi)                                                                                | Konstantinos Dimtsas                                                                                       | 13 august 2018                         |
| Athos, Statul Teocratic al Sfîntului Munte             | Grecia · (Republică monastică autonomă)                                          | Lider spiritual                                                                                                 | Bartolomeu I                                                                                               | 22 octombrie 1991                      |
| Athos, Statul Teocratic al Sfîntului Munte             | Grecia · (Republică monastică autonomă)                                          | Protoi (succesivi)                                                                                              | géron Symeón (Mănăstirea Dionisiu)                                                                         | 14 iunie 2019                          |
| Athos, Statul Teocratic al Sfîntului Munte             | Grecia · (Republică monastică autonomă)                                          | Protoi (succesivi)                                                                                              | ieromonah Stefanos (Mănăstirea Hilandar)                                                                   | 14 iunie 2018                          |
| Azore, Insulele                                        | Portugalia · (Regiune autonomă)                                                  | Președinte al Republicii Portugheze                                                                             | Marcelo Rebelo de Sousa                                                                                    | 9 martie 2016                          |
| Azore, Insulele                                        | Portugalia · (Regiune autonomă)                                                  | Reprezentant al Republicii Portugheze                                                                           | Pedro Manuel dos Reis Alves Catarino                                                                       | 11 aprilie 2011                        |
| Azore, Insulele                                        | Portugalia · (Regiune autonomă)                                                  | Președinte al Guvernului                                                                                        | Vasco Cordeiro                                                                                             | 6 noiembrie 2012                       |
| Åland, Insulele (sau Insulele Aaland)                  | Finlanda · (Regiune autonomă)                                                    | Președinte al Republicii Finlanda                                                                               | Sauli Niinistö                                                                                             | 1 martie 2012                          |
| Åland, Insulele (sau Insulele Aaland)                  | Finlanda · (Regiune autonomă)                                                    | Guvernator (Landshövding)                                                                                       | Peter Lindbäck                                                                                             | 5 martie 1999                          |
| Åland, Insulele (sau Insulele Aaland)                  | Finlanda · (Regiune autonomă)                                                    | Prim-miniștri (lantråd) (succesivi)                                                                             | Veronica Thörnroos                                                                                         | 10 decembrie 2019                      |
| Åland, Insulele (sau Insulele Aaland)                  | Finlanda · (Regiune autonomă)                                                    | Prim-miniștri (lantråd) (succesivi)                                                                             | Katrin Sjögren                                                                                             | 25 noiembrie 2015                      |
| Badahșanul de Munte (sau Gorno Badahșan, GBAO)         | Tadjikistan · (Provincie autonomă)                                               | Președinte al Republicii Tadjikistan                                                                            | Emomali Rahmon                                                                                             | 19 noiembrie 1992                      |
| Badahșanul de Munte (sau Gorno Badahșan, GBAO)         | Tadjikistan · (Provincie autonomă)                                               | Președinte al Hukumat                                                                                           | Yodgor Fayzov                                                                                              | 1 octombrie 2018                       |
| Bajo Nuevo, Bancul (sau Insula Petrel)                 | Columbia · (Insulǎ nelocuitǎ)                                                    | Președinte al Republicii Columbia                                                                               | Iván Duque Márquez                                                                                         | 1 august 2018                          |
| Bajo Nuevo, Bancul (sau Insula Petrel)                 | Columbia · (Insulǎ nelocuitǎ)                                                    | Guvernatori ai departamentului San Andrés y Providencia (succesivi)                                             | Tonney Gene Salazar (interimar)                                                                            | 12 septembrie 2019                     |
| Bajo Nuevo, Bancul (sau Insula Petrel)                 | Columbia · (Insulǎ nelocuitǎ)                                                    | Guvernatori ai departamentului San Andrés y Providencia (succesivi)                                             | Juan Francisco Herrera Leal (interimar)                                                                    | 21 octombrie 2018                      |
| Banaadir                                               | Somalia · Stat regional în cadrul Somaliei                                       | Președinte al Republicii Federale Somalia                                                                       | Mohamed Abdullahi Mohamed                                                                                  | 8 februarie 2017                       |
| Banaadir                                               | Somalia · Stat regional în cadrul Somaliei                                       | Guvernatori (succesivi)                                                                                         | Omar Finnish                                                                                               | 22 august 2019                         |
| Banaadir                                               | Somalia · Stat regional în cadrul Somaliei                                       | Guvernatori (succesivi)                                                                                         | Abdirahman Abdi Osman                                                                                      | 21 ianuarie 2018                       |
| Bangsamoro                                             | Filipine · (Regiune autonomă)                                                    | Președinte al Republicii Filipine                                                                               | Rodrigo Duterte                                                                                            | 30 iunie 2016                          |
| Bangsamoro                                             | Filipine · (Regiune autonomă)                                                    | Wali (Guvernator)                                                                                               | Khalifa Usman Nando                                                                                        | 30 martie 2019                         |
| Bangsamoro                                             | Filipine · (Regiune autonomă)                                                    | Wali (Guvernator)                                                                                               | funcție vacantă                                                                                            | 26 februarie 2019                      |
| Bangsamoro                                             | Filipine · (Regiune autonomă)                                                    | Ministru Șef | Murad Ebrahim                                                                                              | 23 februarie 2019                      |
| Barbuda                                                | Antigua și Barbuda · (Depedență autonomă)                                        | Regină a Antiguei și Barbudei                                                                                   | Elisabeta a II-a                                                                                           | 1 noiembrie 1981                       |
| Barbuda                                                | Antigua și Barbuda · (Depedență autonomă)                                        | Guvernator general                                                                                              | sir Rodney Williams                                                                                        | 14 august 2014                         |
| Barbuda                                                | Antigua și Barbuda · (Depedență autonomă)                                        | Președinte al Consiliului Barbudei                                                                              | Wade Burton                                                                                                | 9 mai 2018                             |
| Bougainville, Insulele                                 | Papua Noua Guinee · (Regiune autonomă)                                           | Regină a Papua Noua Guinee                                                                                      | Elisabeta a II-a                                                                                           | 16 septembrie 1971                     |
| Bougainville, Insulele                                 | Papua Noua Guinee · (Regiune autonomă)                                           | Guvernator general al Papua Noua Guinee                                                                         | sir Bob Dadae                                                                                              | 28 februarie 2017                      |
| Bougainville, Insulele                                 | Papua Noua Guinee · (Regiune autonomă)                                           | Președinți | Raymond Masono (interimar)                                                                                 | iunie 2019                             |
| Bougainville, Insulele                                 | Papua Noua Guinee · (Regiune autonomă)                                           | Președinți | John Momis                                                                                                 | 10 ianuarie 2010                       |
| Canare, Insulele                                       | Spania · (Comunitate autonomă a Spaniei)                                         | Rege al Spaniei                                                                                                 | Felipe al VI-lea                                                                                           | 17 iunie 2014                          |
| Canare, Insulele                                       | Spania · (Comunitate autonomă a Spaniei)                                         | Delegați ai guvernului spaniol (succesivi)                                                                      | Juan Salvador León Ojeda                                                                                   | 16 martie 2019                         |
| Canare, Insulele                                       | Spania · (Comunitate autonomă a Spaniei)                                         | Delegați ai guvernului spaniol (succesivi)                                                                      | Elena Máñez Rodríguez                                                                                      | 19 iunie 2018                          |
| Canare, Insulele                                       | Spania · (Comunitate autonomă a Spaniei)                                         | Președinți ai Guvernului (succesivi)                                                                            | Ángel Víctor Torres                                                                                        | 16 iulie 2019                          |
| Canare, Insulele                                       | Spania · (Comunitate autonomă a Spaniei)                                         | Președinți ai Guvernului (succesivi)                                                                            | ` Fernando Clavijo Batlle                                                                                  | 9 iulie 2015                           |
| Carriacou și Petite Martinique                         | Grenada · (Dependență de jure autonomă)                                          | Regină a Grenadei                                                                                               | Elisabeta a II-a                                                                                           | 7 februarie 1974                       |
| Carriacou și Petite Martinique                         | Grenada · (Dependență de jure autonomă)                                          | Guvernatoare generală a Grenadei                                                                                | dame Cécile La Grenade                                                                                     | 7 aprilie 2013                         |
| Carriacou și Petite Martinique                         | Grenada · (Dependență de jure autonomă)                                          | Ministru însărcinat cu Carriacou și Petite Martinique                                                           | Kindra Maturin-Stewart                                                                                     | 25 martie 2018                         |
| Ceuta                                                  | Spania · (Oraș autonom al Spaniei)                                               | Rege al Spaniei                                                                                                 | Felipe al VI-lea                                                                                           | 17 iunie 2014                          |
| Ceuta                                                  | Spania · (Oraș autonom al Spaniei)                                               | Delegatǎ a Guvernului spaniol                                                                                   | Salvadora del Carmen Mateos Estudillo                                                                      | 19 iunie 2018                          |
| Ceuta                                                  | Spania · (Oraș autonom al Spaniei)                                               | Primar președinte                                                                                               | Juan Jesús Vivas Lara                                                                                      | 7 februarie 2001                       |
| Feroe, Insulele (sau Insulele Færøerne)                | Danemarca · (Regiune autonomă)                                                   | Regină a Danemarcei                                                                                             | Margareta a II-a                                                                                           | 14 ianuarie 1972                       |
| Feroe, Insulele (sau Insulele Færøerne)                | Danemarca · (Regiune autonomă)                                                   | Înalt comisar (Rigsombudsmand)                                                                                  | Lene Moyell Johansen                                                                                       | 15 mai 2017                            |
| Feroe, Insulele (sau Insulele Færøerne)                | Danemarca · (Regiune autonomă)                                                   | Prim-miniștri (Løgmað) (succesivi)                                                                              | Bárður á Steig Nielsen                                                                                     | 16 septembrie 2019                     |
| Feroe, Insulele (sau Insulele Færøerne)                | Danemarca · (Regiune autonomă)                                                   | Prim-miniștri (Løgmað) (succesivi)                                                                              | Aksel V. Johannesen                                                                                        | 16 septembrie 2016                     |
| Galapagos, Insulele (sau Arhipelagul Colón)            | Ecuador · (Provincie)                                                            | Președinte al Republicii Ecuador                                                                                | Lenín Moreno                                                                                               | 24 mai 2017                            |
| Galapagos, Insulele (sau Arhipelagul Colón)            | Ecuador · (Provincie)                                                            | Guvernatori și președinți ai consiliului de guvernare cu regim special (succesivi)                              | Norman Wray                                                                                                | 14 ianuarie 2019                       |
| Galapagos, Insulele (sau Arhipelagul Colón)            | Ecuador · (Provincie)                                                            | Guvernatori și președinți ai consiliului de guvernare cu regim special (succesivi)                              | Lorena Tapia Núñez                                                                                         | 1 iunie 2017                           |
| Galmudug                                               | Somalia · (Stat autonom în cadrul Somaliei)                                      | Președinte al Republicii Federale Somalia                                                                       | Mohamed Abdullahi Mohamed                                                                                  | 8 februarie 2017                       |
| Galmudug                                               | Somalia · (Stat autonom în cadrul Somaliei)                                      | Președinte | Ahmed Duale Gelle                                                                                          | 3 mai 2017                             |
| Galmudug                                               | Somalia · (Stat autonom în cadrul Somaliei)                                      | Ministru Șef | Mohamed Ali Hassan                                                                                         | 6 decembrie 2017                       |
| Găgăuzia (sau Gagauz-Yeri)                             | Moldova, Republica (District autonom)                                            | Președinți ai Republicii Moldova (în concurență)                                                                | Pavel Filip (interimar) , (corevendicator din 9 iunie 2019 până în 14 iunie 2019)                          | 9 iunie 2019 - 14 iunie 2019           |
| Găgăuzia (sau Gagauz-Yeri)                             | Moldova, Republica (District autonom)                                            | Președinți ai Republicii Moldova (în concurență)                                                                | Igor Dodon , (corevendicator din 9 iunie 2019 până în 14 iunie 2019)                                       | 23 decembrie 2016                      |
| Găgăuzia (sau Gagauz-Yeri)                             | Moldova, Republica (District autonom)                                            | Guvernatoare (bașkan)                                                                                           | Irina Vlah                                                                                                 | 15 aprilie 2015                        |
| Gilgit-Baltistan                                       | Pakistan · (Provincie autonomâ)                                                  | Președinte al Republicii Pakistan                                                                               | Arif Alvi                                                                                                  | 9 septembrie 2018                      |
| Gilgit-Baltistan                                       | Pakistan · (Provincie autonomâ)                                                  | Guvernator | Raja Jalal Hussain Maqpoon                                                                                 | 30 septembrie 2018                     |
| Gilgit-Baltistan                                       | Pakistan · (Provincie autonomâ)                                                  | Ministru Șef | Hafiz Hafeezur Rehman                                                                                      | 26 iunie 2015                          |
| Groenlanda                                             | Danemarca · (Regiune autonomă)                                                   | Regină a Danemarcei                                                                                             | Margareta a II-a                                                                                           | 14 ianuarie 1972                       |
| Groenlanda                                             | Danemarca · (Regiune autonomă)                                                   | Înalt comisar (Rigsombudsmandur)                                                                                | Mikaela Engell                                                                                             | 1 aprilie 2011                         |
| Groenlanda                                             | Danemarca · (Regiune autonomă)                                                   | Premier (conducător al Guvernului Landsstyreformanden)                                                          | Kim Kielsen                                                                                                | 1 octombrie 2014                       |
| Hirshabeelle                                           | Somalia · (Stat autonom în cadrul Somaliei)                                      | Președinte al Republicii Federale Somalia                                                                       | Mohamed Abdullahi Mohamed                                                                                  | 8 februarie 2017                       |
| Hirshabeelle                                           | Somalia · (Stat autonom în cadrul Somaliei)                                      | Președinte | Mohamed Abdi Ware                                                                                          | 16 septembrie 2017                     |
| Hong Kong (sau Xianggang)                              | China (Regiune administrativă specială)                                          | Președinte al Republicii Populare Chineze                                                                       | Xi Jinping                                                                                                 | 14 martie 2013                         |
| Hong Kong (sau Xianggang)                              | China (Regiune administrativă specială)                                          | Șefǎ a executivului                                                                                             | Carrie Lam                                                                                                 | 1 iulie 2017                           |
| Jubaland                                               | Somalia · (Stat autonom în cadrul Somaliei)                                      | Președinte al Republicii Federale Somalia                                                                       | Mohamed Abdullahi Mohamed                                                                                  | 8 februarie 2017                       |
| Jubaland                                               | Somalia · (Stat autonom în cadrul Somaliei)                                      | Președinte | Sheikh Ahmed Mohamed Islam "Madobe" ,                                                                      | 20 ianuarie 2014                       |
| Karakalpakstan                                         | Uzbekistan · (Republică autonomă)                                                | Președinte al Republicii Uzbekistan                                                                             | Shavkat Mirziyoyev ,                                                                                       | 8 septembrie 2016                      |
| Karakalpakstan                                         | Uzbekistan · (Republică autonomă)                                                | Președinte al Jokargy Kenes                                                                                     | Musa Yerniyazov                                                                                            | 2 mai 2002                             |
| Karakalpakstan                                         | Uzbekistan · (Republică autonomă)                                                | Președinte al Consiliului de Miniștri                                                                           | Kakhraman Sariyev                                                                                          | 14 octombrie 2016                      |
| Kurdistanul Irakian                                    | Irak · (Regiune autonomă)                                                        | Președinte al Republicii Irak                                                                                   | Barham Salih                                                                                               | 2 octombrie 2018                       |
| Kurdistanul Irakian                                    | Irak · (Regiune autonomă)                                                        | Președinți (succesivi)                                                                                          | Nechervan Barzani ,                                                                                        | 10 iunie 2019                          |
| Kurdistanul Irakian                                    | Irak · (Regiune autonomă)                                                        | Președinți (succesivi)                                                                                          | Executiv de tranziție (interimar)                                                                          | 1 noiembrie 2017                       |
| Kurdistanul Irakian                                    | Irak · (Regiune autonomă)                                                        | Prim-miniștri (succesivi)                                                                                       | Masrour Barzani                                                                                            | 10 iulie 2019                          |
| Kurdistanul Irakian                                    | Irak · (Regiune autonomă)                                                        | Prim-miniștri (succesivi)                                                                                       | Qubad Jalal Talabani (interimar)                                                                           | 10 iunie 2019                          |
| Kurdistanul Irakian                                    | Irak · (Regiune autonomă)                                                        | Prim-miniștri (succesivi)                                                                                       | Nechervan Barzani ,                                                                                        | 7 martie 2012                          |
| Macao (sau Àomén)                                      | China (Regiune administrativă specială)                                          | Președinte al Republicii Populare Chineze                                                                       | Xi Jinping                                                                                                 | 14 martie 2013                         |
| Macao (sau Àomén)                                      | China (Regiune administrativă specială)                                          | Șefi ai executivului (succesivi)                                                                                | Ho Iat Seng                                                                                                | 20 decembrie 2019                      |
| Macao (sau Àomén)                                      | China (Regiune administrativă specială)                                          | Șefi ai executivului (succesivi)                                                                                | Fernando Chui Sai On                                                                                       | 20 decembrie 2009                      |
| Madeira, Insulele                                      | Portugalia · (Regiune autonomă)                                                  | Președinte al Republicii Portugheze                                                                             | Marcelo Rebelo de Sousa                                                                                    | 9 martie 2016                          |
| Madeira, Insulele                                      | Portugalia · (Regiune autonomă)                                                  | Reprezentant al Republicii Portugheze                                                                           | Irineu Cabral Barreto                                                                                      | 11 aprilie 2011                        |
| Madeira, Insulele                                      | Portugalia · (Regiune autonomă)                                                  | Președinte al Guvernului                                                                                        | Miguel Albuquerque                                                                                         | 20 aprilie 2015                        |
| Melilla                                                | Spania · (Oraș autonom al Spaniei)                                               | Rege al Spaniei                                                                                                 | Felipe al VI-lea                                                                                           | 17 iunie 2014                          |
| Melilla                                                | Spania · (Oraș autonom al Spaniei)                                               | Delegatǎ a Guvernului spaniol                                                                                   | Sabrina Moh Abdelkader                                                                                     | 19 iunie 2018                          |
| Melilla                                                | Spania · (Oraș autonom al Spaniei)                                               | Primari președinți (succesivi)                                                                                  | Eduardo de Castro González                                                                                 | 15 iunie 2019                          |
| Melilla                                                | Spania · (Oraș autonom al Spaniei)                                               | Primari președinți (succesivi)                                                                                  | Juan José Imbroda Ortiz                                                                                    | 19 iulie 2000                          |
| Mindanao musulman                                      | Filipine · (Regiune autonomă)                                                    | structurǎ transformatǎ ȋn Bangsmoro-Regiunea Autonimă Bangsamoro din Mindanao Musulman                          | | 26 februarie 2019                      |
| Mindanao musulman                                      | Filipine · (Regiune autonomă)                                                    | Președinte al Republicii Filipine                                                                               | Rodrigo Duterte                                                                                            | 30 iunie 2016                          |
| Mindanao musulman                                      | Filipine · (Regiune autonomă)                                                    | Guvernator | Mujiv Hataman                                                                                              | 22 decembrie 2011                      |
| Nahicivan                                              | Azerbaidjan · (Republică autonomă)                                               | Președinte al Republicii Azerbaidjan                                                                            | Ilham Aliyev ,                                                                                             | 15 octombrie 2003                      |
| Nahicivan                                              | Azerbaidjan · (Republică autonomă)                                               | Președinte al Consiliului Suprem                                                                                | Vasif Talıbov                                                                                              | 16 decembrie 1995                      |
| Nahicivan                                              | Azerbaidjan · (Republică autonomă)                                               | Prim-ministru                                                                                                   | Alovsat Bakhshiyev                                                                                         | 2000                                   |
| Nevis, Insula                                          | Sfântul Cristofor și Nevis · (Insulă autonomă)                                   | Regină a Sfântului Cristofor și Nevisului                                                                       | Elisabeta a II-a                                                                                           | 19 septembrie 1979                     |
| Nevis, Insula                                          | Sfântul Cristofor și Nevis · (Insulă autonomă)                                   | Guvernator general al Sfântului Cristofor și Nevisului                                                          | sir Samuel Weymouth Tapley Seaton                                                                          | 19 mai 2015                            |
| Nevis, Insula                                          | Sfântul Cristofor și Nevis · (Insulă autonomă)                                   | Viceguvernatoare generalǎ                                                                                       | Hyleta Liburd                                                                                              | 31 august 2018                         |
| Nevis, Insula                                          | Sfântul Cristofor și Nevis · (Insulă autonomă)                                   | Prim-ministru                                                                                                   | Mark Brantley                                                                                              | 19 decembrie 2017                      |
| Paștelui, Insula                                       | Chile · (Provincie)                                                              | Președinte al Republicii Chile                                                                                  | Sebastián Piñera                                                                                           | 11 martie 2018                         |
| Paștelui, Insula                                       | Chile · (Provincie)                                                              | Guvernatoare | Laura Tarita Alarcón Rapu                                                                                  | 11 martie 2018                         |
| Paștelui, Insula                                       | Chile · (Provincie)                                                              | Primar | Pedro Edmunds Paoa                                                                                         | noiembrie 2012                         |
| Principe, Insula                                       | São Tomé și Príncipe · (Provincie cu autoguvernare)                              | Președinte al Republicii Sao Tome și Principe                                                                   | Evaristo Carvalho                                                                                          | 3 septembrie 2016                      |
| Principe, Insula                                       | São Tomé și Príncipe · (Provincie cu autoguvernare)                              | Președinte al guvernului regional                                                                               | José Cardoso Cassandra                                                                                     | 5 octombrie 2006                       |
| Prințul Eduard, Insulele                               | Africa de Sud · (Insule izolate și nelocuite atașate orașului Cape Town)         | Președinte al Republicii Africa de Sud                                                                          | Cyril Ramaphosa                                                                                            | 14 februarie 2018                      |
| Prințul Eduard, Insulele                               | Africa de Sud · (Insule izolate și nelocuite atașate orașului Cape Town)         | Primar al orașului Cape Town                                                                                    | Dan Plato                                                                                                  | 6 noiembrie 2018                       |
| Prințul Eduard, Insulele                               | Africa de Sud · (Insule izolate și nelocuite atașate orașului Cape Town)         | Director de Asistență pentru Oceanul de Sud și Antarctica                                                       | Nishendra Devanunthan                                                                                      | 1 iulie 2013                           |
| Puntland (vezi și : §14)                               | Somalia · (Stat autonom în cadrul Somaliei                                       | Președinte al Republicii Federale Somalia                                                                       | Mohamed Abdullahi Mohamed                                                                                  | 8 februarie 2017                       |
| Puntland (vezi și : §14)                               | Somalia · (Stat autonom în cadrul Somaliei                                       | Președinți (succesivi)                                                                                          | Said Abdullahi Deni                                                                                        | 8 ianuarie 2019                        |
| Puntland (vezi și : §14)                               | Somalia · (Stat autonom în cadrul Somaliei                                       | Președinți (succesivi)                                                                                          | Abdiweli Mohamed Ali                                                                                       | 8 ianuarie 2014                        |
| Rodrigues, Insula                                      | Mauritius · (Insulă autonomă)                                                    | Președinți ai Republicii Mauritius (succesivi)                                                                  | Pritvirajsing Roopun                                                                                       | 2 decembrie 2019                       |
| Rodrigues, Insula                                      | Mauritius · (Insulă autonomă)                                                    | Președinți ai Republicii Mauritius (succesivi)                                                                  | Eddy Balancy (interimar)                                                                                   | 26 noiembrie 2019                      |
| Rodrigues, Insula                                      | Mauritius · (Insulă autonomă)                                                    | Președinți ai Republicii Mauritius (succesivi)                                                                  | Barlen Vyapoory (interimar)                                                                                | 23 martie 2018                         |
| Rodrigues, Insula                                      | Mauritius · (Insulă autonomă)                                                    | Comisar Șef | Louis Serge Clair                                                                                          | 11 februarie 2012                      |
| Rodrigues, Insula                                      | Mauritius · (Insulă autonomă)                                                    | Director General                                                                                                | Jacques Davis Hee Hong Wye                                                                                 | 13 februarie 2012                      |
| Rosalind, Bancul (sau Bancul Rosalinda sau Rosa Linda) | Columbia · (Atol submers nelocuit)                                               | Președinte al Republicii Columbia                                                                               | Iván Duque Márquez                                                                                         | 1 august 2018                          |
| Rosalind, Bancul (sau Bancul Rosalinda sau Rosa Linda) | Columbia · (Atol submers nelocuit)                                               | Guvernatori ai departamentului San Andrés y Providencia (succesivi)                                             | Tonney Gene Salazar (interimar)                                                                            | 12 septembrie 2019                     |
| Rosalind, Bancul (sau Bancul Rosalinda sau Rosa Linda) | Columbia · (Atol submers nelocuit)                                               | Guvernatori ai departamentului San Andrés y Providencia (succesivi)                                             | Juan Francisco Herrera Leal (interimar)                                                                    | 21 octombrie 2018                      |
| Serranilla, Bancul                                     | Columbia · (Insulǎ nelocuitǎ)                                                    | Președinte al Republicii Columbia                                                                               | Iván Duque Márquez                                                                                         | 1 august 2018                          |
| Serranilla, Bancul                                     | Columbia · (Insulǎ nelocuitǎ)                                                    | Guvernatori ai departamentului San Andrés y Providencia (succesivi)                                             | Tonney Gene Salazar (interimar)                                                                            | 12 septembrie 2019                     |
| Serranilla, Bancul                                     | Columbia · (Insulǎ nelocuitǎ)                                                    | Guvernatori ai departamentului San Andrés y Providencia (succesivi)                                             | Juan Francisco Herrera Leal (interimar)                                                                    | 21 octombrie 2018                      |
| Sigavé                                                 | Wallis și Futuna (Regat tradițional)                                             | Administratori superiori ai Wallis și Futuna (succesivi)                                                        | Thierry Queffelec                                                                                          | 10 ianuarie 2019                       |
| Sigavé                                                 | Wallis și Futuna (Regat tradițional)                                             | Administratori superiori ai Wallis și Futuna (succesivi)                                                        | Christophe Lotigie (interimar)                                                                             | 28 decembrie 2018                      |
| Sigavé                                                 | Wallis și Futuna (Regat tradițional)                                             | Rege (Sau) | Eufenio Takala                                                                                             | 5 martie 2016                          |
| Sigavé                                                 | Wallis și Futuna (Regat tradițional)                                             | Prim-ministru (Kaifakaului)                                                                                     | Emiliano Keletaona                                                                                         | 30 ianuarie 2019                       |
| Sigavé                                                 | Wallis și Futuna (Regat tradițional)                                             | Prim-ministru (Kaifakaului)                                                                                     | funcție vacantă                                                                                            | octombrie 2018                         |
| Somalia de Sud-Vest                                    | Somalia · (Stat autonom în cadrul Somaliei)                                      | Președinte al Republicii Federale Somalia                                                                       | Mohamed Abdullahi Mohamed                                                                                  | 8 februarie 2017                       |
| Președinte                                             | Somalia · (Stat autonom în cadrul Somaliei)                                      | Abdiaziz Hassan Mohamed                                                                                         | 19 decembrie 2018                                                                                          |                                        |
| Tobago, Insula                                         | Trinidad și Tobago (Regiune autonomă)                                            | Președintă a Republicii Trinidad și Tobago                                                                      | Paula-Mae Weekes                                                                                           | 19 martie 2018                         |
| Tobago, Insula                                         | Trinidad și Tobago (Regiune autonomă)                                            | Secretar șef al Camerii Adunării                                                                                | Kelvin Charles                                                                                             | 26 ianuarie 2017                       |
| Uvea (vezi și : §14)                                   | Wallis și Futuna (Regat tradițional)                                             | Administratori superiori ai Wallis și Futuna (succesivi)                                                        | Thierry Queffelec                                                                                          | 10 ianuarie 2019                       |
| Uvea (vezi și : §14)                                   | Wallis și Futuna (Regat tradițional)                                             | Administratori superiori ai Wallis și Futuna (succesivi)                                                        | Christophe Lotigie (interimar)                                                                             | 28 decembrie 2018                      |
| Uvea (vezi și : §14)                                   | Wallis și Futuna (Regat tradițional)                                             | Rege (Lavelua)                                                                                                  | Patalione Kanimoa                                                                                          | 17 aprilie 2016                        |
| Uvea (vezi și : §14)                                   | Wallis și Futuna (Regat tradițional)                                             | Prim-ministru (Kalae Kivalu)                                                                                    | Mikaele Halagahu (corevendcator din 3 iunie 2016 pȃnǎ ȋn 2019 și din 17 aprilie 2016 până în 3 iunie 2016) | 17 aprilie 2016                        |
| Voivodina                                              | Serbia · (Provincie autonomă)                                                    | Președinte al Republicii Serbia                                                                                 | Aleksandar Vučić                                                                                           | 31 mai 2017                            |
| Voivodina                                              | Serbia · (Provincie autonomă)                                                    | Președinte al Adunǎrii                                                                                          | Ištvan Pastor                                                                                              | 22 iunie 2012                          |
| Voivodina                                              | Serbia · (Provincie autonomă)                                                    | Președinte al Guvernului                                                                                        | Igor Mirović                                                                                               | 20 iunie 2016                          |
| Zanzibar, Arhipelagul                                  | Tanzania · (Entitate administrativă autonomă)                                    | Președinte al Republicii Tanzania                                                                               | John Magufuli                                                                                              | 5 noiembrie 2015                       |
| Zanzibar, Arhipelagul                                  | Tanzania · (Entitate administrativă autonomă)                                    | Președinte | Ali Mohamed Shein                                                                                          | 3 noiembrie 2010                       |

## Teritorii nesuverane neutre sau cu statut contestat
| Teritoriu         | Suveranitate și statut |
| ----------------- | --- |
| Paracel, Insulele | Arhipelag ocupat de facto de Republica Populară Chineză. Revendicat de Taiwan și de Vietnam. |
| Spratly, Insulele | Arhipelag revendicat integral de Republica Populară Chineză, Taiwan și Vietnam. Porțiuni revendicate de Filipine și Malaezia. Brunei revendică o zonă de pescuit care se suprapune peste insulele de sud dar nu a formulat revendicări formale. 45 de insule sunt ocupate de mici forțe militare ale Republicii Populare Chineze, Taiwanului, Filipinelor și Malaeziei. |
| Țara Marie Byrd   | Teritoriu nerevendicat, considerat ca aparținând Statelor Unite ale Americii, deși nu există o revendicare formală. |

## Guverne în exil și / sau alterantive
| Entitate | Suveranitate recunoscută Internațional În concurență cu (Statut) | Funcția                                                                              | Numele                                                                                                 | Începând cu        |
| --- | --- | ------------------------------------------------------------------------------------ | --- | ------------------ |
| Republica Autonemă Abhazia (vezi și : §2)                                                                                   | Georgia · Guvernul Republicii independente Abhazia · (Guvernul Republicii Autoneme Abhazia) | Președinți ai Consliului Suprem (succesivi)                                          | Jemal Gamakharia                                                                                       | 8 aprilie 2019     |
| Republica Autonemă Abhazia (vezi și : §2)                                                                                   | Georgia · Guvernul Republicii independente Abhazia · (Guvernul Republicii Autoneme Abhazia) | Președinți ai Consliului Suprem (succesivi)                                          | Elguja Gvazava                                                                                         | 20 martie 2009     |
| Republica Autonemă Abhazia (vezi și : §2)                                                                                   | Georgia · Guvernul Republicii independente Abhazia · (Guvernul Republicii Autoneme Abhazia) | Președinți ai Guvernului (succesivi)                                                 | Ruslan Abashidze                                                                                       | 1 mai 2019         |
| Republica Autonemă Abhazia (vezi și : §2)                                                                                   | Georgia · Guvernul Republicii independente Abhazia · (Guvernul Republicii Autoneme Abhazia) | Președinți ai Guvernului (succesivi)                                                 | Vakhtang Kolbaia (interimar)                                                                           | 7 aprilie 2013     |
| Republica Populară Belarus                                                                                                  | Belarus Guvernul Republicii Belarus (Guvernul Republicii Populare Belarus) | Președintă a Radei                                                                   | Ivonka Survilla                                                                                        | 1997               |
| Crimeea | Ucraina · Guvernul Federației Ruse · Republica Crimeea din cadrul Frderației Ruse · (Administrația în exil a Republicii Autonome Crimea)                                                         | Președinți ai Ucrainei (succesivi)                                                   | Volodymyr Zelensky                                                                                     | 20 mai 2019        |
| Crimeea | Ucraina · Guvernul Federației Ruse · Republica Crimeea din cadrul Frderației Ruse · (Administrația în exil a Republicii Autonome Crimea)                                                         | Președinți ai Ucrainei (succesivi)                                                   | Petro Poroshenko                                                                                       | 7 iunie 2014       |
| Crimeea | Ucraina · Guvernul Federației Ruse · Republica Crimeea din cadrul Frderației Ruse · (Administrația în exil a Republicii Autonome Crimea)                                                         | Reprezentanți ai președintelui Ucrainei (succesivi)                                  | Anton Korynevych                                                                                       | 25 iunie 2019      |
| Crimeea | Ucraina · Guvernul Federației Ruse · Republica Crimeea din cadrul Frderației Ruse · (Administrația în exil a Republicii Autonome Crimea)                                                         | Reprezentanți ai președintelui Ucrainei (succesivi)                                  | Izet Gdanov (interimar)                                                                                | 2 decembrie 2018   |
| Guvernul Alternativ al Estoniei                                                                                             | Estonia · Guvernul Republicii Estonia · (Guvern succesor al guvernului în exil din timpul ocupației sovietice)                                                                                   | Președinte                                                                           | Kalev Ots                                                                                              | 28 noiembrie 2003  |
| Guvernul Alternativ al Estoniei                                                                                             | Estonia · Guvernul Republicii Estonia · (Guvern succesor al guvernului în exil din timpul ocupației sovietice)                                                                                   | Prim-miniștri (succesivi)                                                            | Edgar Salin (prim ministru adjunct)                                                                    | 8 iulie 2019       |
| Guvernul Alternativ al Estoniei                                                                                             | Estonia · Guvernul Republicii Estonia · (Guvern succesor al guvernului în exil din timpul ocupației sovietice)                                                                                   | Prim-miniștri (succesivi)                                                            | Ahti Mänd (prim-ministru adjunct)                                                                      | 7 decembrie 2003   |
| Gaza, Fȃșia (vezi și : §2                                                                                                   | Autoritatea Națională Palestiniană Guvernul Autoritǎții Naționale Palestiniene Guvern al Hamas ȋn Gaza                                                                                           | Prim-ministru                                                                        | Mohammed Awad                                                                                          | 2019               |
| Khatumo | Somalia · Guvernul Republicii Somalia · Somaliland · Puntland · (Guvernul statului autonom Khatumo)                                                                                              | Președinte                                                                           | Abdallah Haybe Agalule                                                                                 | 7 august 2017      |
| Administrația sârbă a Kosovo                                                                                                | Serbia sau Kosovo · Guvernul Kosovo · (Provincia Autonomă Kosovo și Metohia din cadrul Republicii Serbia)                                                                                        | Director al Biroului pentru Kosovo și Metohia                                        | Marko Đurić                                                                                            | 2 septembrie 2013  |
| Administrația sârbă a Kosovo                                                                                                | Serbia sau Kosovo · Guvernul Kosovo · (Provincia Autonomă Kosovo și Metohia din cadrul Republicii Serbia)                                                                                        | Prefect al distrctului Kosovo                                                        | Srdjan Petković                                                                                        | 26 mai 2014        |
| Administrația sârbă a Kosovo                                                                                                | Serbia sau Kosovo · Guvernul Kosovo · (Provincia Autonomă Kosovo și Metohia din cadrul Republicii Serbia)                                                                                        | Prefect al distrctului Kosovo-Pomoravlje                                             | Radovan Stojković                                                                                      | 22 mai 2017        |
| Administrația sârbă a Kosovo                                                                                                | Serbia sau Kosovo · Guvernul Kosovo · (Provincia Autonomă Kosovo și Metohia din cadrul Republicii Serbia)                                                                                        | Prefecți ai distrctului Kosovska Mitrovica (succesivi)                               | Slavko Simić                                                                                           | 2 decembrie 2019   |
| Administrația sârbă a Kosovo                                                                                                | Serbia sau Kosovo · Guvernul Kosovo · (Provincia Autonomă Kosovo și Metohia din cadrul Republicii Serbia)                                                                                        | Prefecți ai distrctului Kosovska Mitrovica (succesivi)                               | Vaso Jelić                                                                                             | 21 octombrie 2013  |
| Administrația sârbă a Kosovo                                                                                                | Serbia sau Kosovo · Guvernul Kosovo · (Provincia Autonomă Kosovo și Metohia din cadrul Republicii Serbia)                                                                                        | Prefect al distrctului Peć                                                           | Vinka Radosavljević                                                                                    | 7 martie 2013      |
| Administrația sârbă a Kosovo                                                                                                | Serbia sau Kosovo · Guvernul Kosovo · (Provincia Autonomă Kosovo și Metohia din cadrul Republicii Serbia)                                                                                        | Prefect al distrctului Prizren                                                       | Jovica Budurić                                                                                         | 11 decembrie 2008  |
| Administrația Autonomă a Siriei de Nord și Est (Nume anterior până în 6 septembrie 2018 Siria de Nord Federală Democratică) | Siria · Guvernul Republicii Arabe Siriene · Administrațiile unor guvernorate ale Republicii Arabe Siriene · (Regiune autonomă autoproclamată)                                                    | Copreședinți ai Consiliului Executiv                                                 | Berivan Xalid și Abdul Hamid Mahbash                                                                   | 6 septembrie 2018  |
| Siria de Nord Federală Democratică                                                                                          | Siria · Guvernul Republicii Arabe Siriaene · Administrațiile unor guvernorate ale Republicii Arabe Siriene · (Regiune autonomă autoproclamată)                                                   | administrație transformată în Administrația Autonomă a Siriei de Nord și Est         | | 6 septembrie 2018  |
| Siria de Nord Federală Democratică                                                                                          | Siria · Guvernul Republicii Arabe Siriaene · Administrațiile unor guvernorate ale Republicii Arabe Siriene · (Regiune autonomă autoproclamată)                                                   | Copreședinți ai Comitetului de Organizare al Siriei de Nord                          | Hediya Yousef și Mansur Selum                                                                          | 17 martie 2016     |
| Guvernul provizoriu (al Camerei Reprezentanților din Libia)                                                                 | Libia Guvernul Acordului Național (Guvern alternativ) | Președinte al Camerei Reprezentanților                                               | Aguila Salah Issa , (corevendicator ȋncepȃnd cu 25 august 2014)                                        | 5 august 2014      |
| Guvernul provizoriu (al Camerei Reprezentanților din Libia)                                                                 | Libia Guvernul Acordului Național (Guvern alternativ) | Prim-ministru (ministru președinte)                                                  | Abdullah al-Thani , (corevendicator ȋncepȃnd cu 25 august 2014 și din 4 mai 2014 până în 9 iunie 2014) | 11 martie 2014     |
| Maluku (Insulelor Moluce) de Sud, Republica                                                                                 | Indonezia · Guvernul Republicii Indonezia · Administrația provinciei Maluku din cadrul Republicii Indonezia · (Guvernul în exil al Republicii Maluku Selantan)                                   | Președinte                                                                           | John Wattilete                                                                                         | 17 aprilie 2010    |
| Entitatea Provizorie Osetia de Sud (vezi și : §2)                                                                           | Georgia · Guvernul Republicii independente Osetia de Sud-Alania · (Guvernul Entității Provizorii Osetia de Sud)                                                                                  | Șef al Administrației Provizorii                                                     | Dmitri Sanakoïev                                                                                       | 10 mai 2007        |
| Opoziția siriană | Siria · Guvernul Republicii Arabe Siriene · Guvernul de Salvare al Siriei · Guvernul Interimar al Siriei · (Guvern alternativ al opoziției siriene)                                              | Președinți ai Coaliției Naționale a Forțelor de Opoziție și a Revoluției (succesivi) | Anas al-Abdah                                                                                          | 30 iunie 2019      |
| Opoziția siriană | Siria · Guvernul Republicii Arabe Siriene · Guvernul de Salvare al Siriei · Guvernul Interimar al Siriei · (Guvern alternativ al opoziției siriene)                                              | Președinți ai Coaliției Naționale a Forțelor de Opoziție și a Revoluției (succesivi) | Abdurrahman Mustafa                                                                                    | 6 mai 2018         |
| Opoziția siriană | Siria · Guvernul Republicii Arabe Siriene · Guvernul de Salvare al Siriei · Guvernul Interimar al Siriei · (Guvern alternativ al opoziției siriene)                                              | Prim-miniștri (succesivi)                                                            | Abdurrahman Mustafa , (interimar) (corevendicator ȋncepȃnd cu 30 iunie 2019)                           | 30 iunie 2019      |
| Opoziția siriană | Siria · Guvernul Republicii Arabe Siriene · Guvernul de Salvare al Siriei · Guvernul Interimar al Siriei · (Guvern alternativ al opoziției siriene)                                              | Prim-miniștri (succesivi)                                                            | funcție vacantă                                                                                        | 10 martie 2019     |
| Opoziția siriană | Siria · Guvernul Republicii Arabe Siriene · Guvernul de Salvare al Siriei · Guvernul Interimar al Siriei · (Guvern alternativ al opoziției siriene)                                              | Prim-miniștri (succesivi)                                                            | Jawad Abu Hatab (interimar) (corevendicator din 2 noiembrie 2017 pȃnǎ ȋn 10 martie 2019)               | 17 mai 2016        |
| Opoziția siriană | Siria · Guvernul Republicii Arabe Siriene · Guvernul Interimar al Siriei · Guvernul de Salvare al Siriei · (Guvern alternativ al opoziției siriene)                                              | Președinte al Consilului General al Shura                                            | Bassam al-Sahyouni                                                                                     | 11 septembrie 2017 |
| Opoziția siriană | Siria · Guvernul Republicii Arabe Siriene · Guvernul Interimar al Siriei · Guvernul de Salvare al Siriei · (Guvern alternativ al opoziției siriene)                                              | Prim miniștri (succesivi)                                                            | Ali Keddah (corevendicator ȋncepȃnd cu 16 decembrie 2019)                                              | 16 decembrie 2019  |
| Opoziția siriană | Siria · Guvernul Republicii Arabe Siriene · Guvernul Interimar al Siriei · Guvernul de Salvare al Siriei · (Guvern alternativ al opoziției siriene)                                              | Prim miniștri (succesivi)                                                            | Fawaz Hilal (corevendicator din 10 decembrie 2018 până în 16 decembrie 2019)                           | 10 decembrie 2018  |
| Administrația Centrală Tibetană                                                                                             | China Guvernul Republicii Populare Chineze Administeația Regiunii autonome Xizang din cadrul Republicii Populare Chineze (Guvern în exil)                                                        | Dalai Lama                                                                           | Tenzin Gyatso                                                                                          | 25 august 1939     |
| Administrația Centrală Tibetană                                                                                             | China Guvernul Republicii Populare Chineze Administeația Regiunii autonome Xizang din cadrul Republicii Populare Chineze (Guvern în exil)                                                        | Președinte al Administrației Centrale (Sikyong)                                      | Lobsang Sangay                                                                                         | 8 august 2011      |
| Uvea (vezi și : §13) | Wallis și Futuna Guvernul regatului tradițional Uvea (Guvern în opoziție al regatului tradițional, nerecunoscut de administrația franceză)                                                       | Prim-ministru (Kalae Kivalu)                                                         | aparent inactiv dupǎ 2018                                                                              | 2019               |
| Uvea (vezi și : §13) | Wallis și Futuna Guvernul regatului tradițional Uvea (Guvern în opoziție al regatului tradițional, nerecunoscut de administrația franceză)                                                       | Prim-ministru (Kalae Kivalu)                                                         | Setefano Hanisi . corevendicator din 17 aprilie 2016 pȃnǎ ȋn 2019)                                     | 16 aprilie 2016    |
| Guvernul Opoziției din Venezuela                                                                                            | Venezuela · Guvernul președintelui Nicolás Maduro · (Guvern alternativ) | Președinte                                                                           | Juan Guaidó , (interimar) (corevendicator ȋncepȃnd cu 23 ianuarie 2019)                                | 23 ianuarie 2019   |
| Guvernul Salvǎrii Naționale al Yemenului                                                                                    | Yemen Guvernul Republicii Yemen (Guvern alternativ instituit de Consiliul Politic Suprem al Yemenului)                                                                                           | Președinte al Consiliului Politic Suprem                                             | Mahdi al-Mushat , (corevendicator ȋncepȃnd cu 23 aprilie 2018)                                         | 23 aprilie 2018    |
| Guvernul Salvǎrii Naționale al Yemenului                                                                                    | Yemen Guvernul Republicii Yemen (Guvern alternativ instituit de Consiliul Politic Suprem al Yemenului)                                                                                           | Prim-ministru                                                                        | Abdel-Aziz bin Habtour (corevendicator ȋncepȃnd cu 28 noiembrie 2016)                                  | 28 noiembrie 2016  |
| Consiliul de Tranziție al Sudului Yemenului                                                                                 | Yemen · Guvernul Republicii Yemen · Guvernul Salvǎrii Naționale al Yemenului · Administrațiile unor guvernorate ale Republicii Yemen · (Guvernul Consiliului de Tranaziție al Sudului Yemenului) | Președinte al Comisiei Prezidențiale                                                 | Aidarus al-Zoubaidi                                                                                    | 11 mai 2017        |